# I wojna izraelsko-arabska
Pierwsza wojna izraelsko-arabska 1948–1949, nazywana przez Izraelczyków wojną o niepodległość (hebr. ‏מלחמת העצמאות, Milchemet Ha’acma’ut‎) bądź wojną wyzwoleńczą (hebr. ‏מלחמת השחרור, Milchemet Ha-Szichrur‎), przez Arabów natomiast katastrofą (arab. ‏النكبة, an-Nakba‎) – pierwszy konflikt zbrojny nowożytnego Izraela z jego arabskimi sąsiadami, który zapoczątkował serię wojen izraelsko-arabskich.
Bezpośrednią przyczyną wybuchu wojny był konflikt żydowsko-arabski, który nasilił się po przyjęciu 29 listopada 1947 roku rezolucji Zgromadzenia Ogólnego ONZ nr 181 w sprawie podziału Palestyny na dwa państwa: żydowskie i arabskie. Wojna rozpoczęła się po wygaśnięciu brytyjskiego mandatu w Palestynie oraz po proklamacji niepodległości Izraela z 14 maja 1948 roku. Była bezpośrednią kontynuacją wojny domowej w Mandacie Palestyny (1947–1948). Walki toczyły się głównie na terytorium byłego mandatu brytyjskiego w Palestynie, przez krótki czas także na półwyspie Synaj. Wojna została zakończona 20 lipca 1949 roku podpisaniem porozumień o zawieszeniu broni.
Wojna zakończyła się militarnym zwycięstwem Izraela. Zawarte porozumienia o zawieszeniu broni wyznaczyły przebieg nowej wojskowej granicy Izraela. Obejmowała ona około 78% terytorium Palestyny. Upadła w ten sposób idea podziału Palestyny na dwa państwa: żydowskie i arabskie. Poza kontrolą izraelską znalazły się: Zachodni Brzeg ze Wschodnią Jerozolimą (pod kontrolą Jordanii) i Strefa Gazy (pod kontrolą Egiptu). Państwo żydowskie objęło 21% więcej terytorium Palestyny, niż to zakładała rezolucja ZO ONZ nr 181. Państwo arabskie w ogóle nie powstało, ponieważ ani Egipt, ani Jordania nie były zainteresowane tworzeniem państwa palestyńskiego na zajętych przez siebie terenach. Inną ważną konsekwencją wojny był koniec wojskowej obecności Brytyjczyków na Bliskim Wschodzie. Izrael stopniowo zaczął zajmować pozycję regionalnego mocarstwa militarnego. Społeczeństwa arabskie były wstrząśnięte poniesioną porażką, co zaowocowało wzrostem nacjonalizmu. Wojna spowodowała też zmiany demograficzne w Palestynie, wywołała masową ucieczkę ludności arabskiej z terytorium Palestyny, z drugiej strony podczas wojny i w ciągu trzech kolejnych lat w Izraelu osiedliło się ponad 700 tysięcy Żydów, którzy zostali wygnani z państw arabskich w zemście za przegraną I wojnę izraelsko-arabską.

## Tło konfliktu

Plan podziału Palestyny uchwalony przez ONZ (1947)

W 1929 doszło do wybuchu zamieszek pomiędzy palestyńskimi arabami a Żydami o dostęp do Muru Zachodniego, które rozprzestrzeniły się na inne miasta Mandatu Palestyny. W wyniku zamieszek zginęło 133 Żydów i 116 Palestyńczyków (niektórzy zginęli z rąk żołnierzy brytyjskich tłumiących zamieszki).
Podczas II wojny światowej Wielka Brytania bezskutecznie usiłowała nakłonić państwa arabskie Bliskiego Wschodu do utworzenia wspólnego sojuszu, chcąc pozyskać w ten sposób Arabów jako sprzymierzeńców w wojnie z Niemcami. Wykorzystywano przy tym ideę polityczną panarabizmu, która przyczyniła się do pobudzenia narodów arabskich do walki z pozostałościami kolonializmu. 22 marca 1945 roku przedstawiciele Królestwa Egiptu, Królestwa Arabii Saudyjskiej, Królestwa Iraku, Republiki Libanu, Republiki Syrii (Mandat Syrii), Emiratu Transjordanii oraz Jemenu spotkali się w celu utworzenia Ligi Państw Arabskich, której celem miało być koordynowanie wspólnej polityki arabskiej. W następnych latach Bliski Wschód przechodził bardzo poważne przemiany geopolityczne. Emirat Transjordanii uzyskał w 1946 roku niepodległość jako Królestwo Transjordanii. Było ono rządzone przez haszymickiego króla Abdallaha I, jednak w rzeczywistości pozostawało pod silnymi wpływami brytyjskimi. Od 1945 roku Królestwo Egiptu usiłowało renegocjować z Brytyjczykami umowę w sprawie użytkowania Kanału Sueskiego. Pomimo niepodległości, w Egipcie nadal stacjonowały wojska brytyjskie, co było postrzegane przez Egipcjan jako upokarzająca pozostałość kolonializmu. Liban od 1943 roku istniał jako niezależne państwo, jednak francuskie wojska stacjonowały w nim do 1946 roku. Gdy w 1946 roku Syria uzyskała niepodległość, wojska francuskie wycofały się z jej terytorium, oraz z sąsiedniego Libanu. W ten sposób powstałym nowym państwom arabskim nie udawało się jednak koordynować wspólnej polityki. Główną przyczyną były rozbieżne interesy i inne wizje rozwoju regionu. Haszymicki król Abdallah I marzył o zjednoczeniu Transjordanii, Palestyny, Syrii, Libanu i Iraku jako Wielkiej Syrii. Usiłował on bezskutecznie przekonać do tego planu Brytyjczyków. Również większość arabskich przywódców z nieufnością podchodziła do Abdallaha I, popierając ideę unii państw arabskich w ramach istniejącej organizacji Ligi Arabskiej. W samej Palestynie rozwijało się osadnictwo żydowskie, będące silnym czynnikiem pobudzającym konflikt żydowsko-arabski. Władze społeczności żydowskich wykazywały pozytywne zainteresowanie brytyjskimi planami podziału Palestyny i budowy dwóch równorzędnych państw. Odmiennie postąpili arabscy przywódcy – odrzucili oni jakiekolwiek propozycje brytyjskie, zapowiadając walkę aż do uzyskania pełnej samodzielności. Narastające antagonizmy doprowadziły do wybuchu konfrontacji zbrojnej pomiędzy obydwoma społecznościami. W następstwie tego, Wielka Brytania zrzekła się 14 lutego 1947 roku roli mediatora. 2 kwietnia sprawa Palestyny została poddana pod obrady Zgromadzenia Ogólnego Organizacji Narodów Zjednoczonych.
Od 28 kwietnia do 15 maja 1948 roku trwała I Sesja Specjalna Zgromadzenia Ogólnego NZ w sprawie Palestyny, która powołała Specjalny Komitet do Spraw Palestyny (ang. United Nations Special Committee on Palestine – UNSCOP). Wysoki Komitet Arabski zajął przy tym stanowisko, że Specjalny Komitet nie ma prawa podejmować żadnych decyzji w sprawie Palestyny, i odmówił współpracy. W wyniku rozbieżności zdań Zgromadzenie Ogólne powołało 23 września Komitet Ad Hoc do Spraw Problemu Palestyńskiego. 25 listopada 1947 roku Komitet Ad Hoc zaakceptował projekt większościowy Specjalnego Komitetu. Był to plan odseparowania części żydowskiej i arabskiej oraz przekształcenie ich w samodzielne państwa, połączone unią gospodarczą. Jerozolima wraz z przyległym okręgiem miała zostać pod międzynarodowym zarządem. Zgromadzenie Ogólne zaakceptowało raport Komitetu Ad Hoc i przyjęło 29 listopada 1947 roku rezolucję nr 181 w sprawie rozwiązania konfliktu arabsko-żydowskiego w Palestynie, poprzez utworzenie dwóch państw: arabskiego i żydowskiego. Oba państwa miały składać się z trzech głównych części, które miały być połączone eksterytorialnymi skrzyżowaniami.
- Państwo żydowskie otrzymało 14 257 km² (56% terytorium Palestyny) – (1) równina przybrzeżna rozciągającą się od Hajfy do Rechowot, (2) wschodnia część Galilei z Jeziorem Tyberiadzkim oraz (3) pustynia Negew z dostępem do Morza Czerwonego. Większość jego terytorium stanowiła nienadająca się do celów rolniczych pustynia Negew. Również w obrębie państwa żydowskiego znalazły się arabskie enklawy miast Jafy i Beer Szewy. Ludność wynosiła 905 tys. osób, w tym 498 tys. Żydów (55%) i 407 tys. Arabów (45%)[6].
- Państwo arabskie otrzymało 11 664 km² (42% terytorium Palestyny) – (1) zachodnia część Galilei z Akką, (2) Samaria i Judea oraz (3) równina przybrzeżna na południe od Aszdod ze Strefą Gazy i częścią pustyni wzdłuż granicy z Egiptem. Ludność wynosiła 735 tys. osób, w tym 725 tys. Arabów (99%) i 10 tys. Żydów (1%)[6].

Zadanie wprowadzenia w życie planu podziału otrzymała Komisja Narodów Zjednoczonych ds. Palestyny (ang. United Nations Palestine Commission – UNPC). Przywódcy społeczności żydowskiej zaakceptowali plan podziału Palestyny, chociaż wyrażali swoje niezadowolenie z umieszczenia Jerozolimy i Betlejem w międzynarodowej strefie pozostającej pod administracją ONZ. Zaproponowany obszar państwa żydowskiego przyjęli jako „niezbędne minimum” i bez zgłaszania zastrzeżeń rozpoczęli przygotowania do utworzenia własnego państwa. Natomiast społeczność arabska sprzeciwiła się rezolucji 181, twierdząc, że narusza ona prawa większości mieszkańców Palestyny. Arabowie postrzegali plan podziału Palestyny jako niesprawiedliwy, ponieważ oddawał większość terytorium państwa w ręce stanowiącej mniejszość społeczności żydowskiej. Arabscy przywódcy zaczęli wzywać do „zwrócenia Palestyny jej prawowitym mieszkańcom”, „zepchnięcia Żydów do morza” i oczyszczeniu Palestyny z „syjonistycznej plagi” .

### Wojna domowa w Palestynie

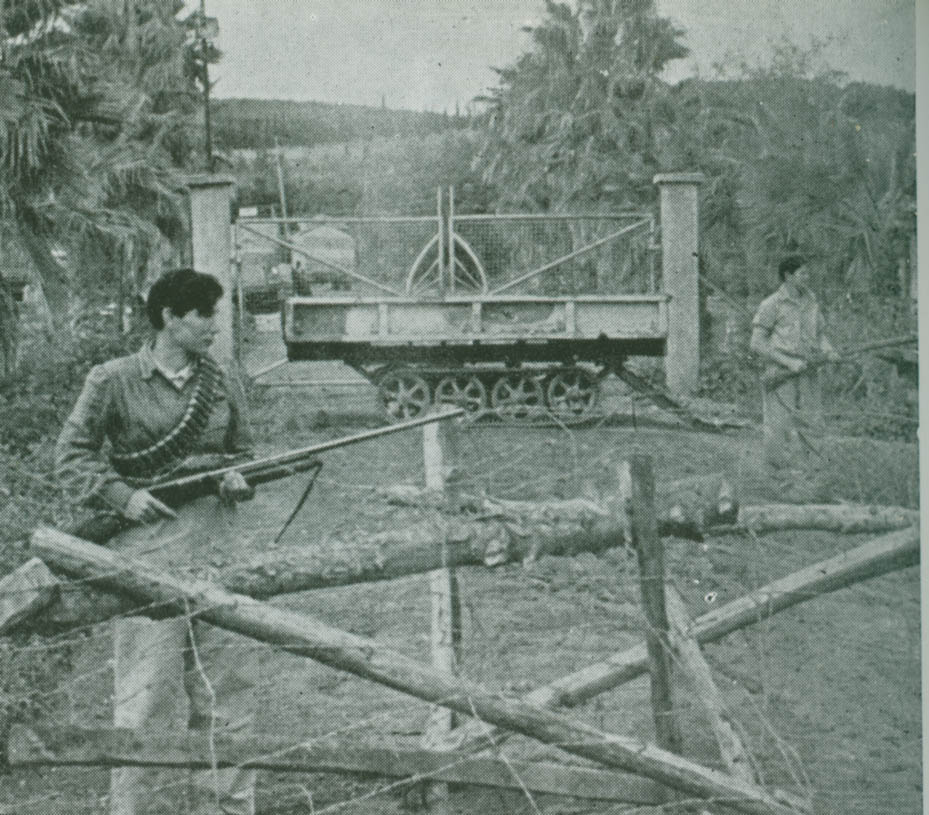
Żydowscy obrońcy przed kibucem Miszmar ha-Emek

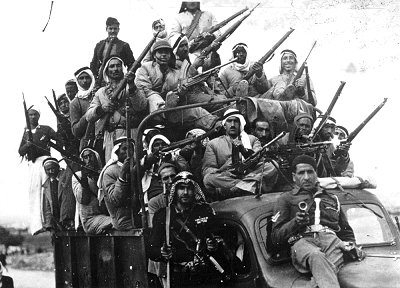
Arabscy ochotnicy docierają do Palestyny, 1947 r.

Wybuchowi radości żydowskiej społeczności w Palestynie towarzyszył wzrost niezadowolenia społeczności arabskiej. Ich niezadowolenie było wzmacniane przez idee panarabizmu, głoszącego zjednoczenie wszystkich ludów arabskojęzycznych. W rezultacie 30 listopada 1947 roku doszło do pierwszego aktu przemocy, który został uznany za pierwszy akt wojny domowej w Mandacie Palestyny. Przebieg tej wojny został zdeterminowany przez rozmieszczenie terytorialne obu walczących ze sobą społeczności. Żydzi zamieszkiwali w większości pas wybrzeża rozciągający się od Hajfy do Tel Awiwu. Pojedyncze skupiska osiedli żydowskich znajdowały się na południu i północy, ponadto większe żydowskie skupisko było w Dolinie Jezreel. Ludność arabska zamieszkiwała Galileę, Samarię i Judeę, gdzie praktycznie prawie nie było osiedli żydowskich. Wyjątkiem była znajdująca się pośrodku Jerozolima, w której zamieszkiwało 100 tys. Żydów i 65 tys. Arabów. Decydującym czynnikiem był fakt, że ludność arabska zamieszkiwała wzdłuż dróg łączących żydowskie osiedla. Arabowie dobrze zdawali sobie sprawę, że niewielkim wysiłkiem mogą całkowicie odciąć małe żydowskie skupiska, zmuszając je do ich opuszczenia i likwidacji. Doprowadziło to do „walk o drogi”, będących kampanią arabskich ataków na żydowską komunikację pomiędzy osiedlami. Sporadycznie dochodziło do bezpośrednich ataków na żydowskie osiedla, które najczęściej były ufortyfikowane i posiadały obronę. Kolejne zabójstwa, akty rozboju i podpalenia pociągały za sobą akcje odwetowe żydowskich organizacji paramilitarnych Hagana, Irgun i Lechi. Liczba ofiar po obu stronach konfliktu zaczęła gwałtownie rosnąć. W grudniu 1947 i styczniu 1948 roku zginęło prawie 1000 osób, a ponad 2000 zostało rannych. Liczby te odpowiadały 100 ofiarom śmiertelnym tygodniowo.
Począwszy od stycznia 1948 roku Arabowie rozpoczęli akcję bezpośrednich blokad żydowskich osiedli, uniemożliwiając dostarczenie do nich żywności i zaopatrzenia. Aby temu przeciwdziałać, Żydzi podejmowali próby przełamania blokad i organizowali konwoje opancerzonych pojazdów. Na tym etapie konfliktu Arabowie mieli duże problemy z organizacją, a ich działaniom brakowało wytrwałości i zdecydowania. Nie posiadali także żadnego centralnego dowództwa, które mogłoby koordynować działania. Natomiast działania żydowskie były przemyślane, a dowództwo Hagany przerzucało swoje oddziały na zagrożone odcinki, uzyskując w określonym czasie miejscową przewagę, która umożliwiała odnoszenie lokalnych sukcesów. Sytuacja zaczęła się zmieniać wraz z przybyciem do Palestyny Arabskiej Armii Wyzwoleńczej. Jej oddziały były formowane w sąsiedniej Syrii, a następnie, za milczącym przyzwoleniem Brytyjczyków, przechodziły na teren Mandatu Palestyny. Ich dowódcą polowym był pochodzący z Libanu oficer tureckiej armii Fauzi al-Kaukdżi. Począwszy od stycznia oddziały te rozlokowały się w Galilei oraz w Samarii i przystąpiły do atakowania osiedli żydowskich. Równocześnie z Egiptu do Palestyny wkroczyły oddziały Armii Świętej Wojny dowodzone przez Abd al-Kadira al-Husajniego. Przeprowadzili oni kilka nieudanych ataków na żydowskie osiedla, z których szybko wyciągnęli ważne lekcje – przestali atakować żydowskie osady, a skoncentrowali się na walkach w miastach i na szlakach komunikacyjnych. W konsekwencji bardzo szybko na wielu drogach całkowicie zamarł ruch żydowskich konwojów. Szczególnie uciążliwą okazała się blokada drogi do Jerozolimy, którą siły Hagany usiłowały przełamać. Kolejne operacje stawały się coraz bardziej rozbudowane i angażowano w nie coraz większe siły militarne. Pomimo to blokada Jerozolimy utrzymywała się. Równocześnie całkowite odcięte od wybrzeża zostały żydowskie osiedla w północnej Galilei i na pustyni Negew, przez co groził im upadek oraz całkowita likwidacja. Duża skala starć na tak małym obszarze powodowała dużą liczbę ofiar wśród ludności cywilnej, która zaczęła masowo opuszczać swoje miejsca zamieszkania. Z terenów objętych walkami uciekło około 100 tys. Arabów. Znaleźli oni schronienie w Samarii lub w sąsiednich państwach.
Sytuacja Żydów wydawała się tak beznadziejna, że Stany Zjednoczone wycofały swoje poparcie dla planu podziału Palestyny, zachęcając tym samym Ligę Arabską do udzielenia większego wsparcia finansowego i militarnego dla Arabskiej Armii Wyzwoleńczej i Armii Świętej Wojny, aby położyć kres planom utworzenia państwa żydowskiego. Równocześnie do Palestyny zaczęli docierać w coraz większej liczbie arabscy ochotnicy. Wielu z nich było weteranami wojennymi i ich pojawienie się wywołało ożywienie działań arabskich milicji. Było to wyraźnym dowodem coraz większego zaangażowania się Ligi Arabskiej w Palestynie. Z drugiej strony, Brytyjczycy postanowili 7 lutego 1948, że arabska część Palestyny zostanie przyłączona do Królestwa Transjordanii. Wzbudziło to zaniepokojenie Egiptu, Syrii, Libanu i Arabii Saudyjskiej, które obawiały się, że Transjordania zajmie całą Palestynę i użyje jej następnie jako podstawy do wyprowadzenia ataku na sąsiednie państwa. Niepokój ten wzmocniło zawarcie przez Transjordanię i Irak porozumienia o wzajemnej obronie.
Przebieg wojny domowej w Palestynie skłonił arabskich przywódców do utworzenia wspólnego dowództwa wszystkich swoich sił. W tym celu, na początku lutego 1948 roku, odbyło się spotkanie w Damaszku. Utworzono wówczas cztery dowództwa: (1) Wschodnie – rejon Jerozolimy dowodzony przez Abd al-Kadira al-Husajniego; (2) Zachodnie – rejon miast Lidda i Ramla dowodzony przez Hasana Salamę; (3) Północne – rejon Galilei dowodzony przez Fauzi al-Kaukdżi; oraz (4) Południowe – zarezerwowane dla dowódcy wyznaczonego przez Egipcjan. Stanowisko to w połowie marca objął Sulajman Abd al-Wahid. Każdy z dowódców podlegał pod irackiego generała Ismaila Safwata, który był zwierzchnikiem Komitetu Wojskowego ustanowionego przez Ligę Arabską. Podjęte decyzje wydawały się bardzo korzystne dla Arabów, w rzeczywistości jednak były wyraźnym odbiciem pogłębiającego się konfliktu pomiędzy klanem rodziny Husajni a Ligą Arabską. W kolejnych miesiącach całkowicie zawiodła ponadregionalna koordynacja sił, a regionalni dowódcy realizowali krótkowzroczną politykę interesów swoich klanów ponad rozkazami naczelnego dowództwa. Jak pisze historyk Michał Jadwiszczok, „spotkanie w Damaszku można uznać za jedną z fundamentalnych przyczyn klęski, choć początkowo tak nie wyglądało”. Chwilowo jednak nastąpiło silne podbudowanie morale palestyńskiego, które dodatkowo wzmocnił coraz większy napływ zagranicznych ochotników i dążenie arabskich dowódców do podniesienia wyszkolenia swoich żołnierzy. Szczególnie grupy ochotników napływające z Syrii były dobrze wyszkolone i nie stanowiły już zwykłego pospolitego ruszenia, jakie wcześniej operowało w Palestynie. Arabowie byli coraz lepiej wytrenowani i uzbrojeni, a podczas natarcia zachowywali szyk nawet pod ciężkim ostrzałem. Znalazło to wyraz w uznaniu wyrażonym przez brytyjskich policjantów, którzy byli świadkami wysokiej dyscypliny i taktyki Arabów podczas jednej z potyczek.

W lutym 1948 roku dowództwo Hagany dokonało zmiany taktyki. Seria kolejnych militarnych działań miała doprowadzić do przejęcia kontroli i scalenia z sobą terytoriów przyznanych państwu żydowskiemu. Miało to umożliwić stworzenie linii obronnych i oparcie spodziewanej arabskiej granicy na granicach państwa oraz niedopuszczenie wroga do dużych ośrodków miejskich położonych wewnątrz państwa. Równocześnie Dawid Ben Gurion przeprowadził reorganizację sił Hagany i ogłosił obowiązkowy pobór. Golda Meir odbyła podróż do Stanów Zjednoczonych, pozyskując wsparcie finansowe dla obrony społeczności żydowskich w Palestynie. Najważniejsze zakupy uzbrojenia dokonano w Europie Wschodniej. Wynikało to z sympatii Józefa Stalina, który w tym czasie wspierał syjonizm i umożliwiał realizację kontraktów zbrojeniowych na Bloku wschodnim. Inne zakupy broni pochodziły ze sprzętu wojskowego pozostałego po II wojnie światowej. W ten sposób Hagana dozbroiła się i w marcu przeszła z obrony do operacji ofensywnych. W ich trakcie arabskie siły poniosły duże straty, m.in. zginął jeden z arabskich przywódców, Abd al-Kadir al-Husajni. Doszło wówczas do licznych pogromów z obu stron konfliktu, najbardziej znany z nich to masakra w Dajr Jasin. W toku następnych działań ofensywnych Żydzi przejęli kontrolę nad Hajfą, Akką, Tyberiadą, Safedem, Bet Sze’an i Jafą. W wyniku tego ponad 250 tys. Arabów uciekło ze swoich domów. Jak pisze Michał Jadwiszczok, 
Dla władz żydowskich wielka migracja ludności palestyńskiej była całkowitym zaskoczeniem. Nie potrafili sobie wyobrazić, dlaczego Arabowie pozostawiają swoje domy i wybierają tułaczkę. Mosze Szaret, pełniący funkcję ministra spraw zagranicznych, określił ucieczkę Palestyńczyków jako: „najbardziej spektakularne wydarzenie w historii Palestyny, bardziej spektakularne niż utworzenie Państwa Żydowskiego”. Eksperci Jiszuwu byli pewni, że do opuszczenia swych domów namówili Arabów ich przywódcy. Elijjahu Sason, dyrektor Departamentu Arabskiego Agencji Żydowskiej domniemywał, iż migracja przeciwnika była jedynie zabiegiem, by ukazać Żydów jako: „tych, którzy wyrzucali Arabów z ich ziemi w granicach Państwa Żydowskiego”. Ponadto wierzył, że poprzez swoje działanie chcieli zmusić sąsiadujące państwa arabskie do wysłania swych armii do Palestyny i zapewnić wrażenie, iż inwazja ta miałaby być aktem ratunku, a nie działaniem wrogim w stosunku do rezolucji Narodów Zjednoczonych. 
Faktycznie, przemawiający w maju 1948 roku przedstawiciel Wysokiego Komitetu Arabskiego, Issa Nakhleh oznajmił, że Komitet poprosił arabskie wojska o wkroczenie do Palestyny i przywrócenie pokoju.

### Plan arabskiej inwazji na Palestynę
Zgodnie z postanowieniem rezolucji ONZ nr 181, Brytyjczycy mieli wycofać swoje wojska z Mandatu Palestyny do 1 sierpnia 1948 roku. Przebieg wojny domowej w Palestynie skłaniał przywódców sąsiednich państw arabskich do podjęcia decyzji o przeprowadzeniu interwencji zbrojnej, brakowało jednak wśród nich jednomyślności. Już w lutym 1948 roku na spotkaniu Komitetu Politycznego Ligi Arabskiej podjęto decyzję o udzieleniu wszechstronnej pomocy dla palestyńskich Arabów. W marcu miała odbyć się narada szefów sztabów, na której wojskowi mieli przedstawić zestawienie sił i środków potrzebnych do opanowania terytorium całej Palestyny. Wśród państw arabskich istniały różne poglądy na sposób rozwiązania kwestii palestyńskiej. Syria i Liban stały na stanowisku, że należy z całą siłą i determinacją zaatakować Palestynę, zajmując terytorium przyszłego państwa arabskiego i żydowskiego. Egipt obawiał się jawnego przeciwstawiania rezolucji ONZ i opowiedział się za wspieraniem grup arabskich ochotników, którzy w trakcie walk opanują Palestynę. Tymczasem wiadomości napływające z rejonu prowadzonych walk, coraz bardziej podburzały opinię publiczną. Wywierało to nacisk na władców, którzy obawiali się, że niezadowolony tłum może obalić ich panowanie. W szczególnej sytuacji znajdował się jordański król Abdallah I, który był bardzo mocno związany z Wielką Brytanią. Jego Legion Arabski był dowodzony przez brytyjskich oficerów i stacjonował już w Mandacie Palestyny. Z tych powodów jego zaangażowanie się w wojnę było możliwe dopiero po wygaśnięciu brytyjskiego mandatu w Palestynie, czyli najwcześniej 15 maja 1948 roku.
W dniu 10 kwietnia 1948 roku podczas szczytu państw Ligi Arabskiej w Kairze, iracki generał Ismail Safwat wezwał do rozmieszczenia arabskich armii na granicach Palestyny. Miałyby one przeprowadzać małe operacje wojskowe wymierzone przeciwko żydowskim osiedlom, przygotowując się do inwazji na dużą skalę. Król Abdallah I zwołał na 24 kwietnia 1948 roku naradę dowódców wojskowych. W trakcie rozmów, wojskowi przedstawili raport o siłach żydowskiej Hagany, mówiąc że posiada ona samoloty myśliwskie, ponad 100 czołgów i 150 samochodów pancernych. Były to informacje fałszywe, jednak zawyżenie wielkości sił żydowskich usprawiedliwiało, w oczach władców, porażki ponoszone przez wojskowych. Wynikał z tego również wniosek, że palestyńscy Arabowie nie są w stanie samodzielnie pokonać Żydów i jest potrzebna zagraniczna interwencja zbrojna w Palestynie. Decyzję o takiej interwencji podjęto 29 kwietnia 1948 roku. Krótki czas, pozostały na przygotowania do planowanej na 15 maja wojny, wykluczał możliwość przeprowadzenia dużej mobilizacji, zwiększenia zapasów wojskowych i dyslokacji sił na dużą skalę. W związku z tym do przeprowadzenia interwencji zbrojnej wyznaczono tylko nieliczne siły, którego trzon stanowił jordański Legion Arabski. Król Abdallah I obawiał się przy tym, że jego wojska będą zmuszone prowadzić samotną walkę z Haganą, dlatego wzmógł naciski na Egipt, aby do wojny przyłączyła się egipska armia. Abdallah prowadził przy tym podwójną grę, przekonując arabskie państwa, że zamierza stworzyć arabskie państwo w Palestynie, a jednocześnie dążył do przyłączenia jak największego obszaru Mandatu Palestyny do Królestwa Transjordanii. Naciskając na udział w wojnie egipskiej armii liczył się z tym, że nadmorska część Palestyny znajdzie się pod panowaniem egipskim. W dniu 30 kwietnia dowództwa armii Egiptu, Syrii i Libanu oficjalnie przekazały naczelne dowodzenie w ręce króla Abdallaha, a Szefem Sztabu Głównego został iracki generał Nur ad-Din Mahmud. Równocześnie rozpoczął się proces koncentracji arabskich oddziałów. Między innymi 4 maja do transjordańskiego miasta granicznego Al-Mafrak przybyły pierwsze irackie oddziały. Były to: pułk czołgów, pułk zmechanizowanej piechoty i pułk artylerii (24 działa) – łącznie 1500 żołnierzy. Równocześnie Egipcjanie rozlokowali dwie brygady na półwyspie Synaj.
Całość arabskiego planu nie była tajemnicą dla zachodnich mocarstw. 8 maja brytyjskie Ministerstwo Spraw Zagranicznych zapoznało się ze szczegółami arabskiej inwazji w Palestynie. Po szczegółowej analizie planu brytyjscy analitycy orzekli, że arabskie armie nie są przygotowane do przeprowadzenia tak dużej operacji. Jednak egipscy dowódcy zignorowali te słowa i orzekli, że „za 2 tygodnie będą w Tel Awiwie”. Pomimo to Arabowie zdecydowali się na rozpoczęcie interwencji. W dniach 11–13 maja w Damaszku zebrali się szefowie sztabów arabskich armii, aby omówić szczegóły interwencji zbrojnej. Przyjęto nazwę dla operacji: Plan Damaszek. Syryjczycy zaproponowali, że wojska syryjskie i libańskie przeprowadzą wspólny atak wzdłuż wybrzeża zajmując miasto Akka, a następnie wykonają manewr okrążenia Galilei i w rejonie północnej Samarii spotkają się z jordańskim Legionem Arabskim i kontyngentem irackim. Wówczas zostanie wykonane natarcie na nadmorskie miasto Netanja, po którego zajęciu wojska arabskie przetną państwo żydowskie na dwie części. Równocześnie wojska egipskie rozpoczną natarcie od południa, nacierając wzdłuż wybrzeża w kierunku Tel Awiwu. W ten sposób zaciskające się kleszcze unicestwią państwo żydowskie. Planowi temu sprzeciwił się król Abdallah I. Przedstawił on własny plan zakładający serię mniejszych ataków penetrujących terytorium państwa żydowskiego. Wojska libańskie miały nacierać wzdłuż wybrzeża w kierunku miasta Akka. Syryjczycy mieli przejąć rejon jeziora Galilejskiego, a następnie zająć miasto Safed. Irakijczycy wspólnie z częścią Legionu Arabskiego przejąć Samarię z miastem Ramallah. Natomiast Egipcjanie nacierając wzdłuż wybrzeża mieli dojść do miasta Aszdod. W drugiej części planu, połączone wojska syryjskie, libańskie i irackie miały prowadzić działania w kierunku równiny nadmorskiej, natomiast wojska egipskie miały połączyć się z częścią Legionu Arabskiego w Judei, zajmując miasto Hebron. Różnice w poglądach ukazują niezgodę panującą wśród arabskich państw i ich niepewność co do rzeczywistych intencji Abdallaha. Jednak wszystkie omawiane plany zakładały atak na żydowskie państwo. W Palestynie miało istnieć jedno arabskie państwo – Wielka Syria.
Już 11 maja egipskie oddziały kilkakrotnie zaatakowały kibuc Kefar Darom położony w Strefie Gazy. Natomiast 12 maja jordański Legion Arabski przeprowadził szturm na blok czterech żydowskich osiedli Gusz Ecjon położony w Judei. Blok osiedli był od pięciu miesięcy oblężony przez arabskich ochotników. Atakujący zdobyli jedno z tych osiedli – kibuc Kefar Ecjon. Doszło wówczas do pogromu, w którym zginęło 127 ze 131 żydowskich obrońców kibucu (ocalały jedynie cztery osoby). Wydarzenia te pokazywały, czego można spodziewać się w nadchodzącej wojnie. W przeddzień arabskiej interwencji, sekretarz generalny Ligi Państw Arabskich, Abd ar-Rahman Azzam powiedział, że „będzie to wojna wyniszczająca, wielka masakra, która będzie przypominała masakry mongolskie i wyprawy krzyżowe”.

## Cele polityczne

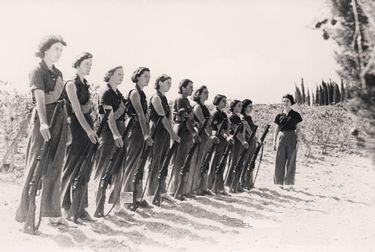
Kobiecy oddział paramilitarny w Miszmar ha-Emek, data nieznana

### Strona żydowska
W czasie trwania wojny, cele społeczności żydowskiej ewoluowały. Początkowo jedynym celem było przetrwanie ataków palestyńskich Arabów i interweniujących sił sąsiednich państw arabskich. Historyk Benny Morris stwierdza, że: 
„Syjoniści głęboko i prawdziwie obawiali się powtórzenia Holocaustu na Bliskim Wschodzie. Publiczna retoryka arabska tylko wzmagała te obawy”.

W trakcie wojny pojawił się nowy cel, którym było przyłączenie izolowanych osiedli żydowskich do państwa żydowskiego i obrona jego granic. Warto zauważyć, że nowe granice wykraczały poza granice proponowane przez rezolucję ONZ nr 181. Po kolejnych czterech lub pięciu miesiącach wśród dowódców wojskowych pojawił się trzeci cel: 
„zmniejszenie liczebności wrogiej arabskiej mniejszości w państwie Izrael. Była ona uważana za potężną piątą kolumnę, której należało się pozbyć”.

### Strona arabska

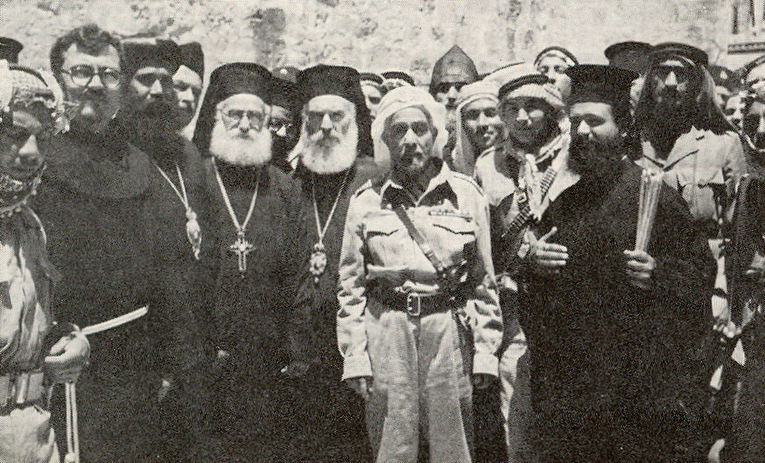
Jordański król Abd Allah I w Jerozolimie, 29 maja 1948 r.

Król Abd Allah I był najsilniejszym arabskim przywódcą biorącym udział w wojnie. W latach 1946–1947 Abdallah I mówił, że nie zamierza „poprzeć ani utrudniać podziału Palestyny oraz utworzenia państwa żydowskiego”. Oficjalnie popierał on ideę utworzenia państwa arabskiego, jednak podczas wojny domowej w Mandacie Palestyny stał się zwolennikiem przyłączenia zachodnich terenów Palestyny do Królestwa Transjordanii. W lutym 1948 roku jego premier uzyskał poparcie brytyjskiego rządu dla planu przyłączenia arabskiej części Palestyny do Transjordanii. Brytyjscy oficerowie służący w Legii Arabskiej otrzymali zezwolenie na dalszą służbę, pod warunkiem nie uczestniczenia w walkach na terenie państwa żydowskiego. Wielka Brytania nie chciała arabskiej inwazji na państwo żydowskie i utworzenia państwa palestyńskiego z Wielkim Muftim Jerozolimy na czele.
Stanowisko Transjordanii w sprawie utworzenia państwa żydowskiego jest niejasne, wiadomo jednak, że król Abd Allah I podlegał silnym zewnętrznym naciskom, które w zdecydowanym stopniu wpłynęły na przebieg i wynik przyszłej wojny. Tajemnicą pozostają także potajemne kontakty i rozmowy przedstawicieli Agencji Żydowskiej oraz Goldy Meir z królem. Współcześni historycy coraz częściej mówią, że prawdopodobnie istniał tajny układ jordańsko-żydowski, na mocy którego Transjordania wyrażała zgodę na powstanie państwa żydowskiego. Prawdopodobnie to właśnie dlatego wojska jordańskie nie rozwinęły natarcia podczas wojny i nie wkroczyły na teren Izraela. Jednak w oficjalnych wypowiedziach król Abd Allah I przez cały czas popierał arabską interwencję wojskową w Palestynie. Abd Allah postrzegał siebie jako naczelnego dowódcę wojsk arabskich i przekonał Ligę Arabską do mianowania go na to stanowisko. Palestyńscy Arabowie walczący w wojnie realizowali jego cele polityczne.
Wielki Mufti Jerozolimy i przewodniczący Wysokiego Komitetu Arabskiego, Muhammad Amin al-Husajni w dniu 9 lutego 1948 roku na sesji Ligi Arabskiej w Kairze przedstawił propozycję powołania Sztabu Generalnego palestyńskich wojsk Ligi, utworzenie palestyńskiego Rządu Tymczasowego, na obszarach opuszczonych przez wojska brytyjskie przekazanie władzy lokalnym Komitetom Narodowym, udzielenia wsparcia finansowego na rzecz tworzenia administracji w Palestynie i powołania Wysokiej Komisji działającej na rzecz uzyskania odszkodowań wojennych dla palestyńskich uchodźców. Jego propozycje zostały odrzucone. 8 kwietnia zginął jego kuzyn, Abd al-Husajni, który był dowódcą Armii Świętej Wojny. Liga Arabska wykorzystała to osłabienie i wstrzymała dalszą rekrutację ochotników do sił wspierających Amina al-Husajniego.

## Układ sił
W świadomości wielu osób funkcjonuje mit, że Wojna o niepodległość 1948 roku była „walką małego żydowskiego Dawida z wielkim arabskim Goliatem”. Potwierdzenie tej tezy znajdujemy w pracach takich historyków, jak Collins, Lapierre i Morris, którzy podkreślali, że świat arabski jest 200 razy większy i posiada 30 razy więcej ludności niż państwo żydowskie. Używano również opisów takich jak np. „pięć arabskich armii i dwa kontyngenty wojskowe z innych państw arabskich, wyposażone w czołgi, artylerię i samoloty bojowe zaatakowały Izrael z północy, wschodu i południa”. Jednak naukowe środowiska żydowskich historyków zawsze zachowywały dużo większą ostrożność w swoich wypowiedziach, zwracając uwagę na równowagę sił walczących stron.
| Front prowadzonych walk       | Średnia liczebność sił żydowskich | Średnia liczebność sił arabskich                               |
| ----------------------------- | --------------------------------- | -------------------------------------------------------------- |
| Południowy                    | 5000                              | 5000 Egipcjan                                                  |
| Hebron i pustynia Negew       | 1500                              | 4000 Egipcjan                                                  |
| Korytarz Jerozolimy           | 4500                              | 4000 Jordańczyków i 1000 Egipcjan                              |
| Centralny (Tel Awiw, Netanja) | 3000                              | 3000 Irakijczyków                                              |
| Północny                      | 5000                              | 3000 Syryjczyków, 1000 Libańczyków i 2000 ochotników arabskich |

### Siły żydowskie
W dniu 12 maja 1948 roku odbyło się specjalne spotkanie przywódców społeczności żydowskiej w Palestynie, na której Szef Operacji Hagany, Jigael Jadin, przedstawił ocenę sił żydowskich i arabskich. Podkreślił on lepsze uzbrojenie, większą liczebność i przewagę taktyczną w dyslokacji sił przeciwnika, wskazując, że są to czynniki wskazujące na jego zwycięstwo. Jednocześnie wskazał na niskie morale własnych oddziałów i zaproponował poszukiwanie rozwiązania w zawieszeniu broni. Propozycję taką zdecydowanie odrzucił Dawid Ben Gurion. Pozostała więc jedyna droga, którą była konfrontacja zbrojna.
W 1947 roku największą siłę militarną społeczności żydowskiej w Palestynie stanowiła podziemna organizacja paramilitarna Hagana. W wyniku kolejnych arabskich rozruchów z lat 1920/21, 1929 i 1936/39, Hagana przechodziła stopniową ewolucję, stając się profesjonalną i dobrze zorganizowaną organizacją militarną. Posiadała ona tzw. Siły Polowe (Hish), liczące 2 tys. ludzi (mężczyzn i kobiet) pełniących służbę na pełnym etacie i 10 tys. rezerwistów (w wieku od 18 do 25 lat). Siły polowe Hagany składały się z sześciu brygad piechoty. Rezerwiści przechodzili 3-4 dniowe szkolenia wojskowe raz w miesiącu, po czym wracali do swojego normalnego życia w miejscach zamieszkania. Stanowili oni oddziały lokalnej samoobrony osiedli, wiosek, zakładów pracy i pól uprawnych. Na co dzień tam mieszkali i pracowali, byli zdolni do natychmiastowej walki obronnej. Było to więc właściwie pospolite ruszenie. Prawdziwą wartość bojową przedstawiały jedynie kompanie uderzeniowe Palmach liczące 2,1 tys. żołnierzy i 1 tys. rezerwistów. W kwietniu 1948 roku sformowano je w sześciu batalionach, które następnie zgrupowano w trzech brygadach.
Dodatkową militarną siłę stanowiły podziemne organizacje paramilitarne Irgun (2–4 tys. członków) i Lechi (500-800 członków). Obie te grupy były silnie monitorowane przez brytyjski wywiad MI5, który uważał je za organizacje terrorystyczne. Dodatkową siłę stanowiła Gwardia Narodowa, złożona z mieszkańców wiosek i miasteczek. Paramilitarne Młodzieżowe Bataliony Gadna (G’dudei Noar), skupiały okoliczną młodzież w wieku 15–17 lat. Istniał jeszcze Nachal (Fighting Pioneer Youth), który zrzeszał osadników w oddziałach samoobrony.
Uzbrojenie Hagany we wrześniu 1947 roku stanowiło: 10 489 karabinów, 702 lekkich karabinów maszynowych, 2666 pistoletów maszynowych, 186 ciężkich karabinów maszynowych oraz 673 dwucalowych i 92 trzycalowych moździerzy. W osiedlach żydowskich znajdowały się także liczne tajne warsztaty produkujące uzbrojenie i amunicję; do lipca 1948 roku wyprodukowały one m.in. 16 tys. pistoletów maszynowych i 210 moździerzy. Początkowo Hagana nie dysponowała żadnymi ciężkimi karabinami maszynowymi, artylerią, pojazdami opancerzonymi, czołgami, samolotami ani bronią przeciwlotniczą. Jednak dzięki aktywności żydowskich agentów, do Palestyny docierały nowe transporty z uzbrojeniem. Między innymi dostarczono z Czechosłowacji 23 myśliwce Avia S-199.
W dniu 5 grudnia 1947 roku ogłoszono obowiązkowy pobór do wojska wszystkich mężczyzn i kobiet w wieku od 15 do 25 roku życia. W ten sposób siły Hagany do marca 1948 roku uzyskały dodatkowych 21 tys. rekrutów. Następnie, w dniu 30 marca rozszerzono grupę wiekową osób powołanych do wojska na mężczyzn i kobiety w wieku od 26 do 35 roku życia. Pięć dni później ogłoszono powszechną mobilizację wszystkich ludzi w wieku od 15 do 40 lat życia. 28 maja 1948 roku utworzono Siły Obronne Izraela, w skład których weszły wszystkie żydowskie organizacje paramilitarne. Izraelska armia przystąpiła do organizacji brygad i koordynacji działań wojskowych.

### Siły państw arabskich
Społeczność arabska w Palestynie nie posiadała własnej narodowej organizacji wojskowej, istniały jednak dwie młodzieżowe organizacje paramilitarne: popierająca Al-Husajniego Futuwwa (arab. فتوة) i sprzeciwiająca się Husajniemu Hisb an-Nadżada (arab. حزب النجادة). Początkowo liczyły one około 11–12 tys. członków, jednak podczas wojny domowej w Mandacie Palestyny zostały prawie zniszczone i Futuwwa liczyła zaledwie kilkuset ludzi, a Nadżada około 2–3 tys. ludzi. Dodatkowo, w momencie wybuchu wojny, w arabskich miejscowościach masowo powstawały lokalne milicje związane z lokalnymi Arabskimi Komitetami Narodowymi. Ich uzbrojenie było bardzo słabe i w większości pochodziło z magazynów brytyjskiej armii. Hagana oceniała uzbrojenie palestyńskich Arabów na około 5 tys. sztuk broni palnej.
Arabska Armia Wyzwoleńcza została utworzona i uzbrojona przez Ligę Arabską. W jej skład weszło około 6 tys. arabskich ochotników dowodzonych przez Fauziego al-Kawukdżiego. Podczas wojny domowej w Mandacie Palestyny siły te prowadziły walki w Galilei i północnej Samarii. Ocenia się, że do wybuchu wojny ich siły zmalały do około 2,5 tys. ochotników. Armia Świętej Wojny liczyła około 1 tys. arabskich ochotników dowodzonych przez Emila Ghuri. Prowadzili oni działania w rejonie Jerozolimy. Dodatkową siłę stanowiło Bractwo Muzułmańskie, które bez zgody egipskiego rządu już w kwietniu 1948 roku skierowało swoje siły do Palestyny. Początkowo liczyły one około 350 ludzi. Gdy władze egipskie wyraziły zgodę na udział w wojnie arabskich ochotników, Bractwo Muzułmańskie sformowało dodatkową kompanię piechoty (124 ludzi), do których dołączyli ochotnicy z Egiptu (220 osób), Libii (297 osób) i Tunezji (45 osób). Na ich uzbrojeniu, poza bronią maszynową, znajdowały się 4 działa polowe.
Królestwo Transjordanii wystawiło Legion Arabski, który miał największą wartość bojową ze wszystkich sił arabskich użytych w Palestynie. Legion liczył 6 tys. żołnierzy uzbrojonych, wyszkolonych i dowodzonych przez 48 brytyjskich oficerów. Głównodowodzącym był brytyjski generał John Bagot Glubb. Legion był zorganizowany w cztery regimenty zmechanizowanej piechoty. Każdy regiment dzielił się na dwa bataliony wzmocnione 12-14 samochodami pancernymi. Legion dysponował 72 pojazdami opancerzonymi i lekkimi czołgami (wszystkie produkcji brytyjskiej) oraz 40 działami artylerii (dwie baterie). Legion Arabski działał jedynie w Samarii, Judei i w obszarze Jerozolimy, nie wkraczając na tereny państwa żydowskiego. Do tej liczby należy dodać około 1200 ochotników beduińskich, których wyszkolono i uzbrojono podobnie jak liniowe oddziały Legionu. Ich dowódcami zostali przywróceni do służby oficerowie rezerwy. Od stycznia 1949 roku do Palestyny dodatkowo skierowano transjordańską straż graniczną w sile 3000 ludzi.
Iracka armia była odbudowywana po zamachu stanu Al-Gajlaniego w 1941 roku. Część najlepszych i najbardziej doświadczonych dowódców przeszła wówczas do wojsk syryjskich lub Arabskiej Armii Wyzwoleńczej. Odbudowę irackiej armii przeprowadzili Brytyjczycy, którzy w 1946 roku opracowali pięcioletni program rozbudowy i szkolenia. Każdego roku wysyłano około 100 irackich oficerów na kursy szkoleniowe do Wielkiej Brytanii, natomiast brytyjscy doradcy wojskowi kierowali na miejscu procesem formowania nowych jednostek i szkoleniem rekrutów. Celem było stworzenie trzech dywizji piechoty, jednej brygady pancernej i pięciu dywizjonów lotnictwa. Planu tego nie zdołano przed majem 1948 roku zrealizować. Przed wybuchem wojny w Palestynie iracka armia liczyła 20 tys. żołnierzy. Byli oni zgrupowani w dwóch brygadach piechoty i jednej niepełnej brygadzie pancernej. Do interwencji w Palestynie wystawiono korpus ekspedycyjny w sile 3 tys. żołnierzy dowodzonych przez generała Nur ad-Dina Mahmuda. Byli oni zorganizowani w pułk piechoty zmechanizowanej, brygadę piechoty, jeden batalion pancerny (10 czołgów średnich i 36 czołgów lekkich), batalion artylerii (12 armat polowych różnego kalibru) i jednostkach pomocniczych. Dotarły one w rejon rzeki Jordan w kwietniu 1948 roku i bez większych sukcesów prowadziły ataki na żydowskie osiedla w Samarii. Z czasem siły te zwiększono do 10 tys. ludzi. Byli to dobrze wyszkoleni i uzbrojeni żołnierze, dowodzeni przez brytyjskich oficerów, wspierani przez lekką artylerię, pojazdy opancerzone i samoloty bojowe (myśliwce Gloster Gladiator i Hawker Fury oraz bombowce Avro Anson). Ostatecznie liczebność całego irackiego korpusu ekspedycyjnego wyniosła 15–18 tys. ludzi.
Egipt teoretycznie posiadał największą armię w regionie, była to jednak armia poborowa, której można było uniknąć dzięki opłaceniu odpowiednio wysokiej łapówki. W wyniku tego, egipska armia traciła najzdolniejszych i najlepszych poborowych. Całość egipskich sił zbrojnych liczyła 50 tys. żołnierzy, którzy byli zgrupowani w trzech brygadach piechoty i jednej pancernej. Całość uzbrojenia była produkcji brytyjskiej. Trudności finansowe powodowały, że występowały duże opóźnienia w dostawach sprzętu i wiele czołgów nie posiadało nawet dział. Lotnictwo posiadało 250 samolotów, jednak jedynie 75 było sprawnych. Znikoma ilość środków własnych i czasu na przygotowania sprawiły, że do wojny w Palestynie wystawiono korpus ekspedycyjny liczący początkowo 5,5 tys. żołnierzy (bardzo szybko liczebność rosła). Siły te początkowo stacjonowały w rejonie miasta Arisz, a rankiem 12 maja przegrupowano je do Rafah. Korpus ekspedycyjny był dowodzony przez generała Ahmada Alego al-Muawiego. Pod jego rozkazami znalazły się dwie brygady piechoty (początkowo trzy, a potem pięć batalionów), jednego batalionu lekkich czołgów (brytyjskie czołgi Mk IV i Matilda), batalionu rozpoznawczego samochodów pancernych (około 50 lekkich tankietek Vickers Mark VI), dwóch batalionów artylerii (16 haubic 25-funtowych i 8 dział 6-funtowych), jednego batalionu broni maszynowej i jednostek pomocniczych. Egipskie Siły Powietrzne stacjonowały na lotnisku Arisz i Almaza. Składały się z dywizjonu myśliwskiego (30 myśliwców Supermarine Spitfire, 4 myśliwce Hawker Hurricane), dywizjonu samolotów rozpoznawczych i eskadry transportowej (20 samolotów transportowych Douglas C-47 Skytrain przebudowanymi na lekkie bombowce). W trakcie wojny zakupiono dodatkowe włoskie samoloty myśliwskie Fiat G.55 i Macchi MC.205. Siły morskie stacjonowały w porcie Arisz i Port Said. W ich skład wchodziły 2 niszczyciele i 5 okrętów desantowych, które mogły jednorazowo przewieźć dwie kompanie piechoty lub 25 ton zaopatrzenia. W trakcie działań wojennych, Egipt skierował dodatkowo do Palestyny trzynaście batalionów z 135 czołgami i 90 działami artylerii (w sumie 20 tys. żołnierzy). Egipskie siły były jednak słabo uzbrojone, brakowało im amunicji i wyszkolenia na poziomie taktycznym. Egipska armia była przygotowana jedynie do prowadzenia działań obronnych. Dysponowała utworzonymi w tym celu rozległymi polami minowymi oraz licznymi fortyfikacjami. Jednak, jeżeli chodzi o działania ofensywne, egipscy oficerowie musieli improwizować i uczyć się na swoich własnych błędach.
Syria początkowo skierowała do Palestyny 2,5 tys. żołnierzy, jednak szybko zwiększono ich liczbę do 5 tys. Byli oni zorganizowani w jednej brygadzie piechoty, batalionie piechoty zmechanizowanej (13 lekkich czołgów Renault R-35 i 24 pojazdy opancerzone), batalionie artylerii (działa polowe o kalibrze 105 mm) i jednostkach pomocnicze. Każdy batalion piechoty posiadał wsparcie artyleryjskie w postaci trzech baterii każda po osiem dział kaliber 75 mm. Syryjskie siły powietrzne liczyły 50 samolotów wojskowych, z których najnowocześniejszymi były przerobione na samoloty bombowe North American T-6 Harvard. Syryjskie siły zbrojne były zorganizowane i szkolone na wzór francuskiej armii. Żołnierze nie posiadali wysokiej motywacji do wojny, jednak po rozpoczęciu walk okazali się niezwykle trudnym przeciwnikiem. Największą bolączką Syryjczyków były braki w zaopatrzeniu – zapasy amunicji były wystarczające jedynie na siedem dni walki. Dowódcą był pułkownik Abd al-Wahhab al-Hakim.

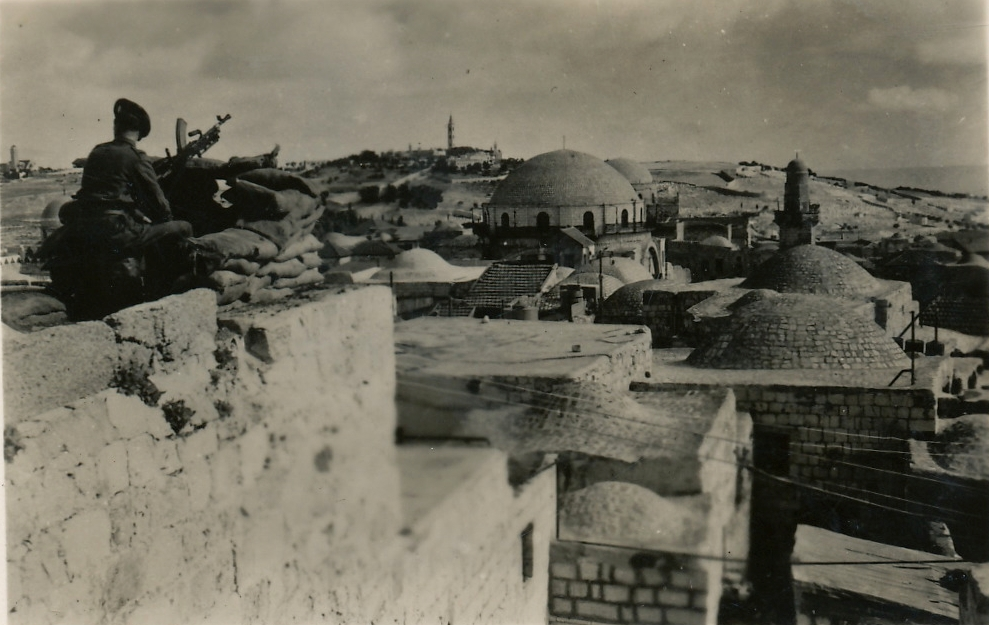
Brytyjski posterunek wojskowy na dachu domu w Jerozolimie, 1948 r.

Libańska armia była nieliczna, jednak jej wielkim atutem był fakt, że była ona tworzona przez ochotników, którzy przechodzili ciężkie selekcje kwalifikacyjne. Całość armii liczyła około 3,6 tys. żołnierzy i oficerów, z których wielu posiadało doświadczenie wojenne. Byli oni sformowani w cztery bataliony piechoty, batalion artylerii (armaty polowe kaliber 105 mm), kompanię pancerną (10 lekkich czołgów i 25 samochodów opancerzonych) i jednostki pomocnicze. Libański korpus ekspedycyjny skierowany na granicę z Palestyną liczył około 1 tys. żołnierzy – batalion piechoty i baterię artylerii (4 działa polowe). Dowódcą był Fuad Szihabi. Arabia Saudyjska skierowała do Palestyny około 800 – 1200 żołnierzy, którzy walczyli pod egipskim i jordańskim dowództwem. Mniejsze siły wysłał również Jemen.
Łącznie Arabowie przygotowali siły inwazyjne liczące ponad 33 tys. żołnierzy, wspieranych przez 150 dział, 150 pojazdów opancerzonych, 40 czołgów oraz 60 samolotów myśliwskich.

### Siły brytyjskie
W Mandacie Palestyny rozmieszczonych było około 100 tys. brytyjskich żołnierzy zorganizowanych w: dwóch dywizjach piechoty, dwóch niezależnych brygadach piechoty, dwóch regimentach zmechanizowanych, kilku jednostkach artylerii i kilku eskadrach lotnictwa. Siły te były jednak systematycznie wycofywane z Palestyny. W lipcu 1947 roku stacjonowało tutaj 70,2 tys. żołnierzy wspieranych przez 1277 cywilnych kierowców i 28 155 pracowników cywilnych. W dniu 14 maja 1948 roku Palestynę opuścił brytyjski wysoki komisarz Palestyny Alan Cunningham. Przez kilka następnych tygodni w Palestynie pozostawały jeszcze niewielkie brytyjskie siły, skupione głównie w rejonie portu w Hajfie. 22 maja podczas egipskiego nalotu na bazę lotniczą Ramat Dawid zginęło 4 brytyjskich lotników. Ostatni brytyjscy żołnierze opuścili Palestynę 30 czerwca 1948 roku.

## Wybuch wojny
Brytyjski Mandat Palestyny miał wygasnąć 15 maja. Aby wyprzedzić ten termin, żydowscy przywódcy z Dawidem Ben Gurionem na czele ogłosili 14 maja 1948 roku Deklarację Niepodległości Izraela (w dniu 15 maja przypadał szabat). Nowe niepodległe państwo zostało szybko uznane przez Stany Zjednoczone, Związek Radziecki i Iran. Jednak, w ciągu kilku godzin od proklamacji niepodległości, zaczęła się arabska interwencja zbrojna w Palestynie, która rozpoczęła wojnę.

W arabskiej interwencji wzięli udział niemal wszyscy ówcześni członkowie Ligi Arabskiej. W oficjalnej depeszy wysłanej 15 maja przez sekretarza generalnego Ligi Państw Arabskich do sekretarza generalnego ONZ Trygve Lie napisano, że celem arabskiej interwencji jest utworzenie w miejsce dwóch państw, żydowskiego i arabskiego, jednego „Zjednoczonego Państwa Palestyna”. W tym samym dniu opublikowano oficjalną deklarację zatytułowaną Deklaracja Inwazji na Palestynę, w której ogłoszono zamiar przywrócenia porządku w ogarniętej wojną domową Palestynie i ustanowienie jednego demokratycznego państwa, którego powstanie będzie stanowić zakończenie całego konfliktu. 
„Jedynym rozwiązaniem problemu Palestyny jest utworzenie jednolitego palestyńskiego państwa, założonego na demokratycznych zasadach, dzięki czemu jego mieszkańcy będą cieszyć się pełną równością wobec prawa, [w następstwie tego] prawa wszystkich mniejszości zostaną zapewnione...”

Swój główny sprzeciw kierowano przeciwko rezolucji ONZ nr 181, która decydowała o podziale Palestyny. Arabska Deklaracja oświadczała, że celem inwazji było położenie kresu niesprawiedliwym warunkom panującym w Palestynie, które określono w następujący sposób: 

I wojna izraelsko-arabska
Pierwsza faza wojny: 15 maja – 10 czerwca 1948

„Bezpieczeństwo i porządek w Palestynie zostały zakłócone. Syjonistyczna agresja spowodowała exodus ponad ćwierci miliona jej arabskich mieszkańców, którzy opuścili swoje domy szukając schronienia w ościennych arabskich krajach”.

## Pierwsza faza wojny (15 maja – 10 czerwca 1948)
Siły arabskie użyte w pierwszej fazie wojny:
| Siły arabskie użyte w pierwszej fazie wojny | Liczba żołnierzy | Liczba batalionów/pułków | Liczba batalionów/pułków | Liczba batalionów/pułków | Liczba batalionów/pułków | Samoloty | Samoloty | Statki       | Statki        |
| ------------------------------------------- | ---------------- | ------------------------ | ------------------------ | ------------------------ | ------------------------ | -------- | -------- | ------------ | ------------- |
| Siły arabskie użyte w pierwszej fazie wojny | ogółem           | piechoty                 | zmechanizowane           | pancerne                 | artylerii                | myśliwce | bombowce | niszczyciele | transportowce |
| Egipt, Arabia Saudyjska i Sudan             | 5000             | 3                        | 1                        | 1                        | 2                        | 14       | 5        | 2            | 5             |
| Transjordania                               | 4500             | 2                        | 4                        | –                        | 5                        | –        | –        | –            | –             |
| Irak                                        | 2500             | 2                        | 1                        | 1                        | 1                        | 4        | 12       | –            | –             |
| Syria                                       | 1876             | 2                        | 1                        | 1                        | 1                        | –        | 12       | –            | –             |
| Liban                                       | 1000             | 2                        | –                        | –                        | 1                        | –        | –        | –            | –             |
| Razem                                       | 14 876           | 11                       | 7                        | 3                        | 10                       | 18       | 29       | 2            | 5             |

Żydzi, pomimo świadomości nieuchronności arabskiej inwazji, nie rozpoczęli budowy linii obronnych. Swoją obronę oparli na ufortyfikowanych osiedlach, które miały przyjąć na siebie impet pierwszego uderzenia arabskich armii. Dopiero za nimi znajdowały się pozycje obronne, na których rozlokowano brygady piechoty, koncentrując przy tym trzon sił na froncie centralnym. Siły te zostały rozlokowane w następujący sposób: (1) Brygada Golani broniła rejonu Tyberiady, (2) Brygada Karmeli rejonu Hajfy i Afuli, (3) Brygada Aleksandroni rejonu Netanji, (4) Brygada Kirjati rejonu Tel Awiwu, (5) Brygada Giwati rejonu Aszdod i (6) Brygada Ecjoni rejonu Jerozolimy. Siły Palmach rozlokowano w następujący sposób: (1) Brygada Jiftach w rejonie Galilei, (2) Brygada „Harel” w rejonie Jerozolimy i (3) Brygada Negew w rejonie pustyni Negew. Zastępca Szefa Sztabu Generalnego Hagany, Cwi Ajalon powiedział później: 
„Nie było żadnych planów. Zdecydowaliśmy, że jeśli inwazja będzie miała miejsce, zobaczymy, co będzie się działo i zareagujemy zgodnie z rozwojem sytuacji.”

### Front południowy

Zestrzelony egipski samolot na plaży Herclijji, 15 maja 1948 r.

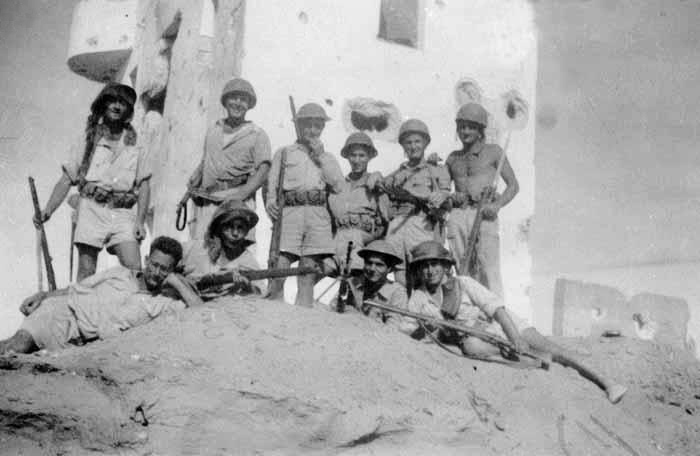
Obrońcy kibucu Nirim

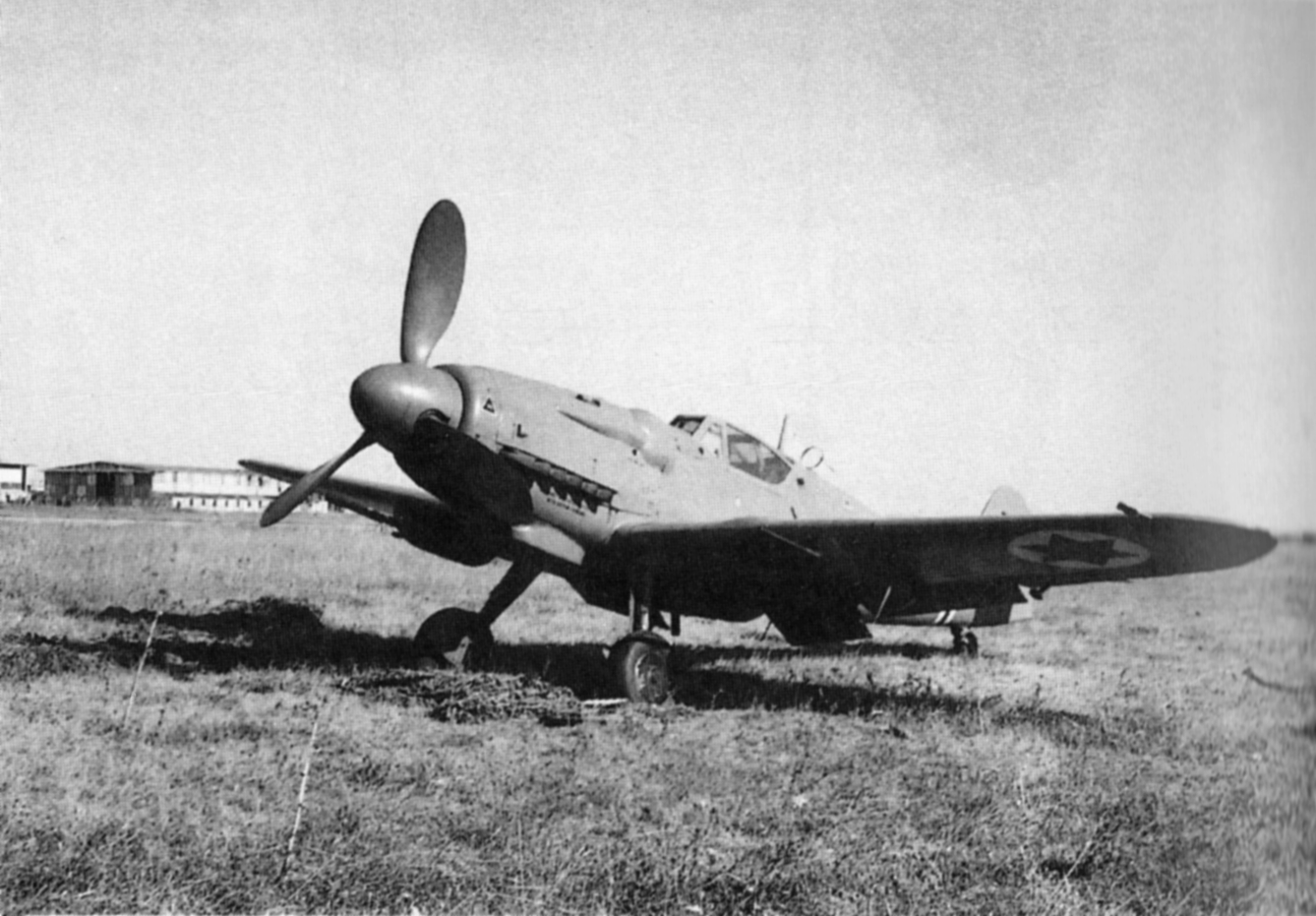
Izraelski myśliwiec Avia S-199

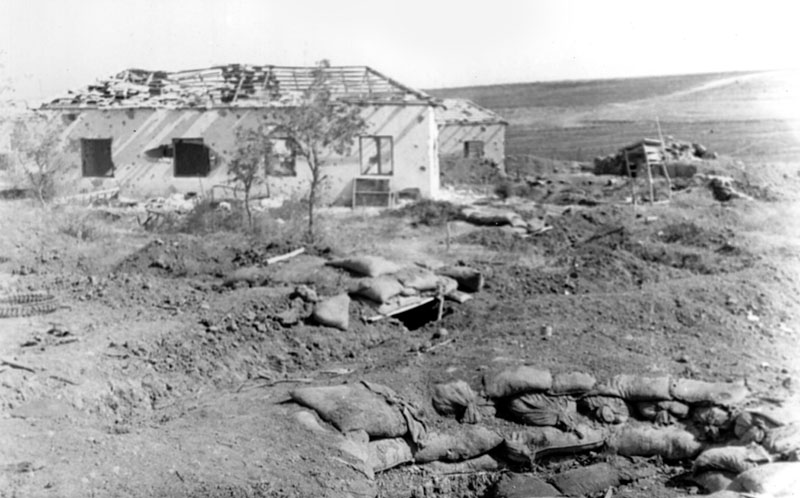
Zniszczony kibuc Niccanim

Siły Hagany przeznaczone do obrony Negewu zostały rozproszone pomiędzy liczne osiedla żydowskie, które zajmowały tak duży obszar, że nie było możliwości bronienia ich razem. Każdy z tych kibuców był osobną ufortyfikowaną twierdzą ze zmobilizowanymi mieszkańcami i wsparciem żołnierzy z Brygady Negew. W jej skład wchodziło około 800 żołnierzy elitarnych kompanii szturmowych Palmach, których rozdzielono na plutony przydzielone do obrony 30 kibuców. Odwód strategiczny stanowiły dwie kompanie, które mogły być użyte w zagrożonych miejscach frontu. Bardziej na północy pozycje zajęła Brygada Giwati, która liczyła około 3 tys. żołnierzy w czterech batalionach piechoty. Jednak część z tych sił została odesłana na front centralny. Naprzeciw nich, w rejonie Rafah zgromadziły się siły egipskie. Na pozycjach wyjściowych stanęły trzy bataliony piechoty (1., 6. i 9.) oraz batalion rozpoznawczy wyposażony w 24 samochody pancerne. Wsparcie zapewniał batalion artylerii polowej i batalion ciężkich karabinów maszynowych. Krótko po północy 15 maja 1948, wojska egipskie przekroczyły południową granicę Mandatu Palestyny. Egipcjanie prowadzili natarcie dwoma kolumnami, które nacierały w dwóch różnych kierunkach. (1) Główne siły posuwały się wzdłuż wybrzeża w kierunku dzisiejszego miasta Aszdod z prawdopodobnym zamiarem dotarcia do Tel Awiwu. (2) Druga kolumna wkroczyła na tereny północnej części pustyni Negew i posuwała się w kierunku miasta Beer Szewa z zamiarem kontynuowania natarcia na Judeę i po zajęciu Hebronu, dojścia do Jerozolimy. Wszystkie działania sił lądowych były wspierane przez 14 samolotów myśliwskich Supermarine Spitfire i 5 samolotów bombowych Douglas C-47 Dakota. Stacjonowały one w dwóch bazach sił powietrznych w rejonie Kairu i Arisz. Egipskie samoloty skoncentrowały swoją aktywność na niszczeniu izraelskich lotnisk i samolotów oraz prowadzeniu rozpoznania lotniczego dla sił lądowych. Pierwszego dnia wojny, po godzinie 5 rano, grupa czterech egipskich samolotów Spitfire przeprowadziła pierwszy nalot na bazę lotniczą Sede Dow w Tel Awiwie. Obrona lotniska została całkowicie zaskoczona atakiem i nie zdołała otworzyć skoordynowanego ognia do wrogich samolotów. Kolejny nalot przeprowadzony około godziny 7:30 rano, napotkał już na zorganizowany ogień artylerii przeciwlotniczej prowadzony przez karabiny zdemontowane ze statku. Jeden egipski samolot został uszkodzony i wylądował na plaży w Herclijji. Jego pilot został wzięty do niewoli. W ciągu dnia Egipcjanie przeprowadzili jeszcze trzy naloty na bazę Sede Dow, w której zostało zniszczonych sześć różnych samolotów na ziemi. Uszkodzone zostały dalsze cztery maszyny oraz hangar lotniczy. Egipcjanie przeprowadzili także naloty na port Tel Awiw, składy paliw i sąsiednie warsztaty przemysłowe.
Natychmiast po rozpoczęciu egipskiej inwazji, siły Brygady Giwati przystąpiły do ewakuacji dzieci i części kobiet z osiedli zagrożonych atakiem. Była to „operacja Dziecko” (15–19 maja), którą prowadzono najczęściej pod ukryciem ciemności nocy przy wykorzystaniu samochodów pancernych, a w niektórych przypadkach pieszo. Ci, którzy pozostawali w kibucach byli przygotowani na wielodniową walkę w całkowitej izolacji. Tymczasem wojska egipskie stosunkowo szybko posuwały się naprzód wzdłuż wybrzeża, wkraczając na teren dzisiejszej Strefy Gazy. Aby ułatwić ich natarcie, wysadzono niewielki desant morski w rejonie wioski al-Majdal. Egipcjanie borykali się jednak z bardzo dużymi trudnościami logistycznymi i obawiali się rozciągnięcia swoich linii zaopatrzeniowych. Egipskie dowództwo obawiało się także żydowskich osiedli, które mogły stanowić zagrożenie dla konwojów z zaopatrzeniem. Z tego powodu oddelegowano 6. i 1. batalion do zdobycia najbliżej położonych kibuców. Były one stosunkowo dobrze ufortyfikowane, jednak ich obronę stanowili w większości cywilni mieszkańcy. Pomimo słabego uzbrojenia potrafili oni skutecznie powstrzymać egipskie natarcie. Przyczyną załamania się egipskiej ofensywy była zła organizacja i brak umiejętności wykorzystania przewagi w ciężkim uzbrojeniu. Nie umiejąc skoordynować działań artylerii, jednostek pancernych i piechoty, już pierwszego dnia wojny Egipcjanie ponieśli porażkę w bitwie o Kefar Darom (kibuc został opuszczony przez obrońców dopiero 8 lipca) i bitwie o Nirim (15 maja). Niepowodzenia były bolesną porażką dla egipskiego dowództwa i wpłynęły negatywnie na morale egipskich żołnierzy. Dowództwo skierowało wówczas oddziały regularnej armii, aby kontynuowały posuwanie się naprzód zgodnie z głównym kierunkiem natarcia wzdłuż wybrzeża. Natomiast kontynuowaniem oblężenia kibuców zajęły się siły Bractwa Muzułmańskiego, które skierowały się na wschód w kierunku Beer Szewy (miasto zajęto 17 maja), odcinając w ten sposób enklawę żydowskich osiedli na pustyni Negew od reszty państwa żydowskiego. Pozostały one okrążone i całkowicie izolowane na tyłach egipskiego frontu. Dostarczenie zaopatrzenia dla tych odciętych osiedli było wielkim wyzwaniem dla izraelskiego dowództwa. Działanie takie stanowiło także zabezpieczenie wschodniej flanki egipskiego korpusu ekspedycyjnego. Ochotnicy nie byliby w stanie powstrzymać natarcia Hagany, jednak na pewno opóźniliby ich działania, dając czas głównym siłom egipskim na przegrupowanie oddziałów. W trakcie tych działań zajęto strategicznie położony fort Tegart przy wiosce Irak Suwajdan. Dowodzący egipską operacją generał Ahmad Ali al-Muawi natychmiast wzmocnił załogę fortu oddziałem regularnych żołnierzy. Przez cały ten czas okoliczne osiedla żydowskie były ostrzeliwane przez baterię haubicoarmat 25-funtowych z rejonu Rafah oraz bombardowane z powietrza. W dniu 18 maja egipskie samoloty bombowe Dakota przeprowadziły pierwszy nalot na Tel Awiw. Jego celem stał się dworzec autobusowy położony w centrum miasta. Od bomb zginęły 42 osoby, a około 100 zostało rannych. W następnych dniach (19–22 maja) egipskie lotnictwo nasiliło bombardowania rejonu Tel Awiwu, dążąc do zniszczenia portu, obiektów przemysłowych i wojskowych oraz sparaliżowania transportu w regionie. Celem bombardowań były także linie kolejowe w rejonie Cezarei i baza lotnicza Tel Nof. 22 maja egipskie samoloty przeprowadziły pomyłkowy nalot na brytyjską bazę lotniczą Ramat Dawid w pobliżu Hajfy (uznano brytyjski samolot lądujący na lotnisku za izraelski, wyciągając z tego błędny wniosek, że bazę przejęły już siły żydowskie). W trakcie nalotu Egipcjanie zniszczyli na lotnisku dwa brytyjskie Spitfire, i uszkodzili osiem dalszych maszyn. W trakcie walk powietrznych brytyjskie myśliwce (208 Dywizjon Royal Air Force) zestrzeliły cztery egipskie myśliwce Spitfire. Obrona przeciwlotnicza zestrzeliła piąty myśliwiec. W cztery dni później Brytyjczycy opuścili bazę i natychmiast zajęli ją Izraelczycy.
Tymczasem przywódcy ochotników Bractwa Muzułmańskiego, Abd al-Aziza, odmawiali pełnego podporządkowania się rozkazom egipskiego dowództwa i 19 maja zdobyli położony koło Beer Szewy niewielki kibuc Bet Eszel. Następnie, wbrew rozkazom dowództwa, skierowali swoje oddziały na północ do Hebronu i dalej do Betlejem. W rejonie tym doszło do wzrostu napięcia egipsko-jordańskiego, gdyż został on już zajęty przez 12 kompanię jordańskiego Legionu Arabskiego. Po krótkotrwałych sporach udało się jednak dojść do porozumienia, nie dopuszczając do starć pomiędzy arabskimi jednostkami. Kontynuując swoje natarcie, ochotnicy Bractwa Muzułmańskiego podeszli od południa na przedmieścia Jerozolimy i 23 maja uczestniczyli w ataku na kibuc Ramat Rachel. Natomiast w pasie nadmorskim Egipcjanie zajęli 19 maja miasto Gazę. Generał Al-Muawi założył w mieście swoją główną kwaterę i przystąpił do reorganizacji linii zaopatrzeniowych. Po przegrupowaniu sił doszło w dniach 19–24 maja do bitwy o kibuc Jad Mordechaj. Egipcjanie planowali zajęcie kibucu w ciągu trzech godzin, a został on zdobyty dopiero po sześciu dniach ciężkich walk. Podsumowując okres pierwszych walk na południowym froncie, okazał się on taktycznym sukcesem Izraelczyków, ponieważ niewielkimi siłami zdołali oni opóźnić marsz przeważających kolumn wojsk egipskich, zadając im przy tym duże straty. Ten czas pozwolił na lepszą organizację linii obronnych i dozbrajanie własnych oddziałów. Między innymi zdołano wyposażyć dwie kompanie żołnierzy Palmach w amerykańskie jeepy. 17 maja te zmotoryzowane kompanie przerzucono na front południowy i 25 maja przystąpiono do realizacji planu operacji Faraon. Niewielkimi siłami przeprowadzano nękające rajdy na egipskie pozycje w okolicznych arabskich wsiach, pozycje artylerii w Bajt Hanun, linię kolejową prowadzącą do Arisz, transporty z zaopatrzeniem pomiędzy Rafah i Gazą oraz most na drodze do Beer Szewy. Działania te nie osiągnęły większego rezultatu, zmusiły jednak Egipcjan do uważnego planowania ruchów własnych wojsk i chronienia linii zaopatrzeniowych. W międzyczasie sytuacja na innych frontach zmusiła dowództwo izraelskie do wycofania 52 Batalionu Brygady Giwati z południa. Planowano dalsze przegrupowania oddziałów, zostały one jednak zatrzymane po dramatycznym meldunku złożonym przez pułkownika Dawida Marcusa, który stwierdzał, że sytuacja na południu jest krytyczna. Zalecał on przysłanie dodatkowego zaopatrzenia dla Brygady Negew i przeprowadzenie nalotów na egipskie kolumny, linie kolejowe z Egiptu do Rafah i składy z zaopatrzeniem w Arisz. Wobec tej sytuacji, Dawid Ben Gurion zrezygnował z kolejnego uszczuplania sił na Negewie.
W dniu 24 maja egipskie oddziały osiągnęły rejon wioski al-Majdal i zatrzymały się. Generał Al-Muawi nakazał wzmocnienie linii zaopatrzeniowych, a następnie skierował 9 batalion piechoty na wschód. Powolne działania Egipcjan wywoływały irytację Jordańczyków, którzy domagali się jak najszybszego wznowienia egipskiego natarcia na północ, aby odciążyć Legion Arabski prowadzący ciężkie walki na froncie centralnym. Jednakże Egipcjanie odmówili z powodu niewielkiej ilości własnych sił. Dopiero 22 maja w rejon Gazy dotarł pierwszy rezerwowy 7 batalion. W drodze znajdowały się 2. i 4. batalion (dotarł jako ostatni 3 czerwca). Jordańczycy byli jednak uwikłani w ciężkie walki w rejonie Latrun i wymusili na rządzie egipskim wydanie rozkazu generałowi Al-Muawiemu, aby kontynuował natarcie na północ. Natarcie zostało wznowione 28 maja przez trzy bataliony piechoty, pojazdy pancerne i artylerię. Przed południem 29 maja osiągnęły one rejon wioski Isdud, na południe od współczesnego miasta Aszdod. Naprzeciw siebie nie miały one żadnej większej izraelskiej jednostki, jednak Egipcjanie obawiali się odsłonić swoją wschodnią flankę i postępowali niezwykle ostrożnie. Tymczasem Izraelczycy zdołali zmontować cztery samoloty myśliwskie Avia S-199, z których utworzono 29 maja pierwszą izraelską 101 Eskadrę. Myśliwce te tego samego dnia przeprowadziły swój pierwszy lot bojowy. W ramach operacji „Filistia” (29 maja – 3 czerwca) przeprowadziły skuteczny nalot na egipską kolumnę w rejonie wioski Isdud. Jednocześnie dosłano na południe nowe jednostki artylerii, które rozpoczęły ostrzał pozycji egipskich. Pomimo taktycznej porażki operacji „Filistia”, Izraelczycy odnieśli strategiczne zwycięstwo powstrzymując na moście Ad Halom natarcie Egipcjan na północ. W opinii wielu historyków był to moment zwrotny w walkach na froncie południowym.
W następnych dniach mniejsze egipskie oddziały przeprowadziły uderzenia w kierunku wschodnim, zajmując 1 czerwca wsie arabskie Bajt Dżibrin i Al-Faludża. W dniu 2 czerwca doszło do bitwy o kibuc Negba. W międzyczasie, izraelska 101 Eskadra myśliwska została ze względów bezpieczeństwa przeniesiona na lotnisko Herclijja, dzięki czemu była lepiej chroniona przed egipskimi nalotami. Działając z tej bazy, w dniu 3 czerwca, izraelski myśliwiec pilotowany przez Modi Alona zestrzelił nad Tel Awiwem dwa egipskie bombowce C-47 Dakota. Było to pierwsze izraelskie zwycięstwo powietrzne i miało duże znaczenie moralne oraz propagandowe dla Izraela. Tymczasem egipska marynarka wojenna podjęła pierwsze działania ofensywne, których celem było niszczenie statków z izraelską bronią i żydowskimi imigrantami u wybrzeży Palestyny. 2 czerwca egipski trałowiec 101 ostrzelał port rybacki w Cezarei, zatapiając jeden kuter rybacki. Tego samego dnia, trałowiec 102 przechwycił w odległości około 10 km od portu w Akce statek „Catherine Mary”, który przewoził uzbrojenie i amunicję do Izraela. Następnie, 4 czerwca trzy egipskie statki podjęły próbę ostrzelania portu w Tel Awiwie. Zostały one dostrzeżone przez pierwszy izraelski okręt wojenny – kanonierkę INS Ejlat (A-16) – w odległości około 7 km od wybrzeża. Izraelski okręt został trafiony, zdołał się jednak wycofać. Natomiast nad egipską eskadrą rozpoczęła się trwająca przez dwie godziny bitwa powietrzna, w której Izraelczycy stracili jeden samolot. W kolejnych dniach Egipcjanie odnieśli swoje pierwsze poważne zwycięstwo w tej wojnie, gdy podczas bitwy o Niccanim (6–10 czerwca) zdobyli i zniszczyli kibuc Niccanim.
Działania wojenne prowadzone w pierwszej fazie wojny na froncie południowym wykazały przewagę armii egipskiej nad siłami Hagany. Egipcjanie posiadali przewagę w liczebności i uzbrojeniu, jednak nie umieli jej wykorzystać z powodu małej mobilności swoich sił i poważnych problemów z zaopatrzeniem. Na zajęcie większego terytorium zabrakło im sił i środków. Sukcesem Izraelczyków było powstrzymanie egipskiego natarcia, jednak było to bardziej zasługą planów arabskiego dowództwa niż skuteczności działań izraelskich.

### Front centralny

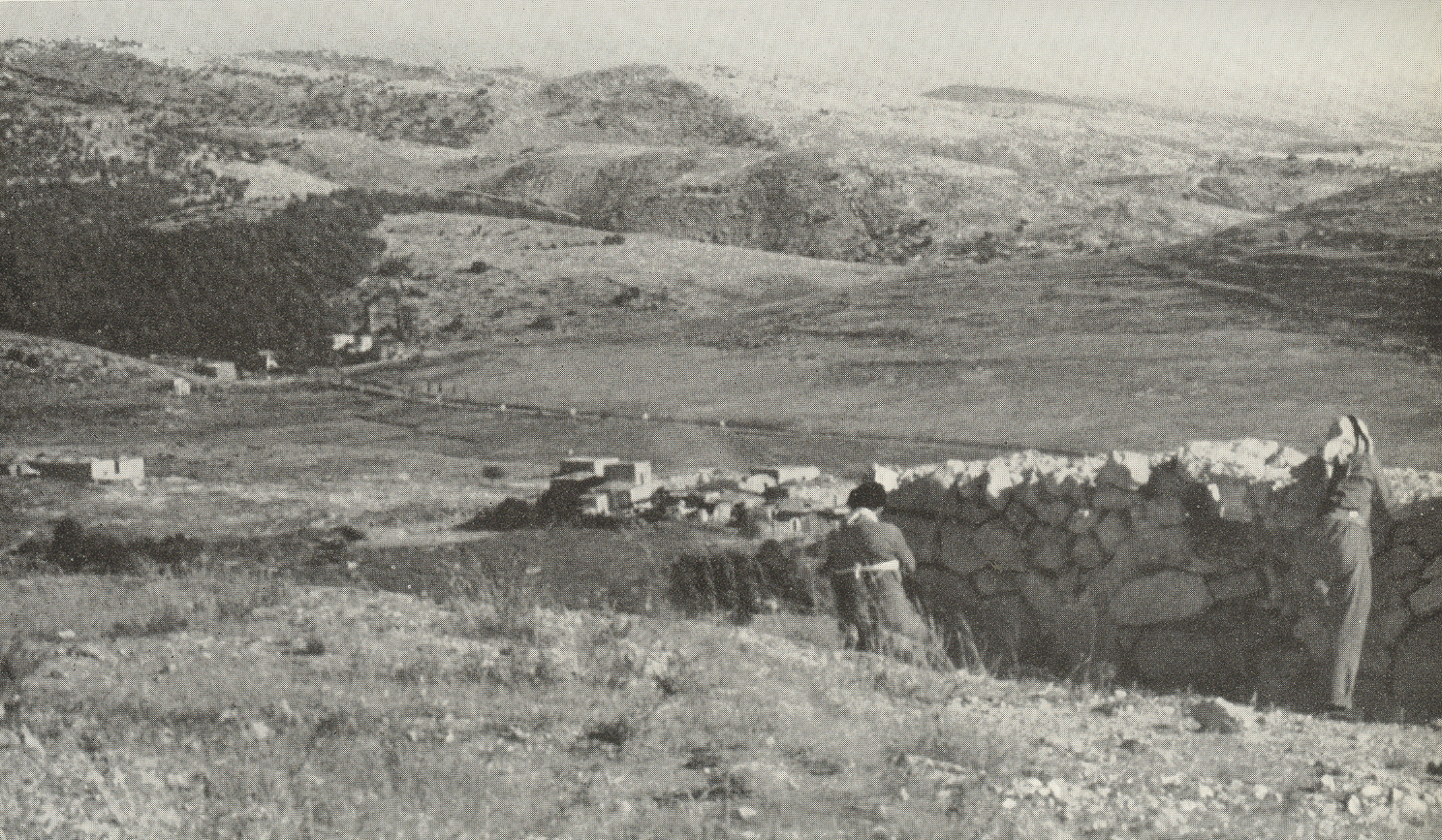
Widok na drogę do Jerozolimy z pozycji Legionu Arabskiego

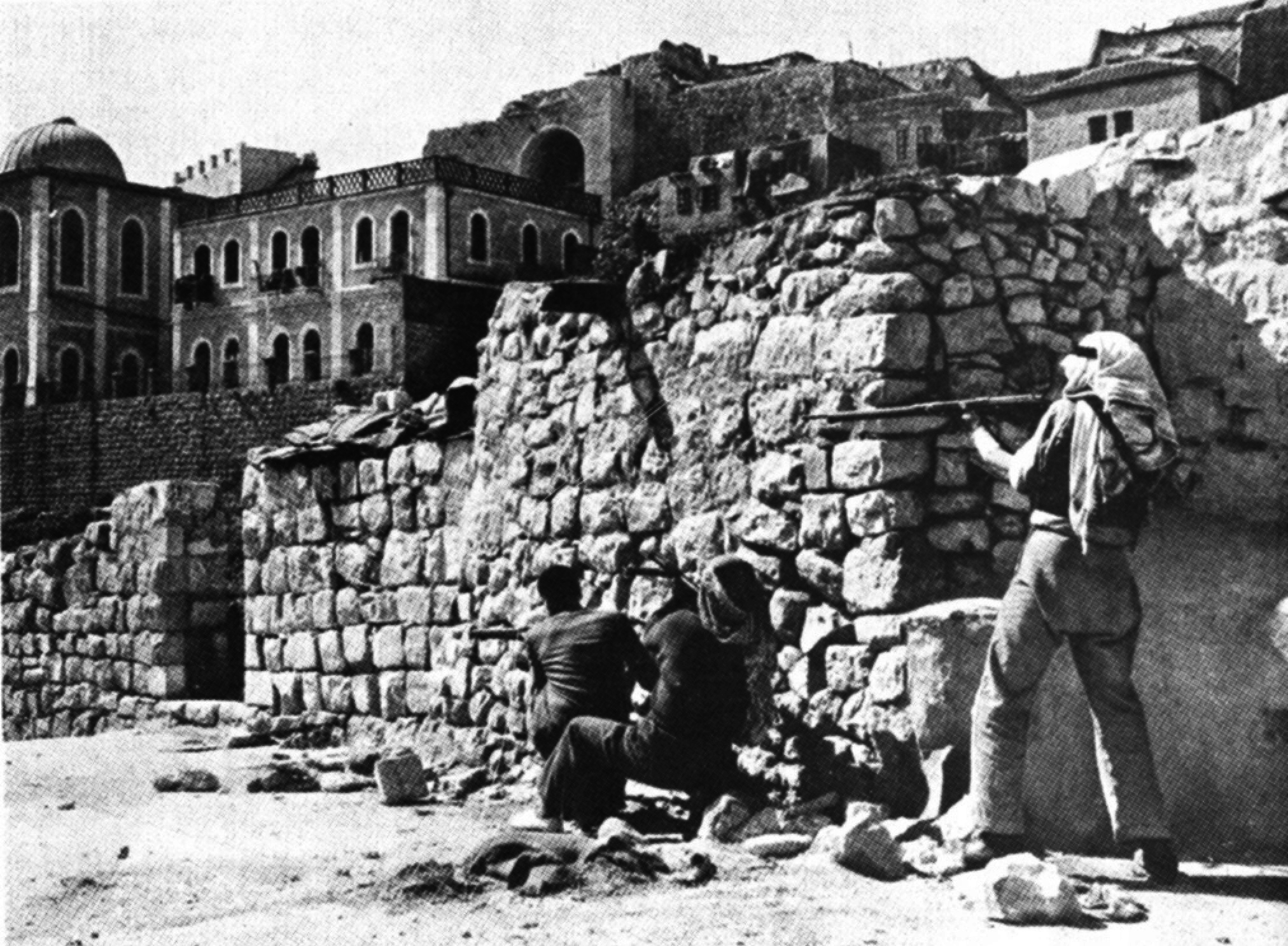
Legion Arabski atakuje dzielnicę żydowską na Starym Mieście Jerozolimy

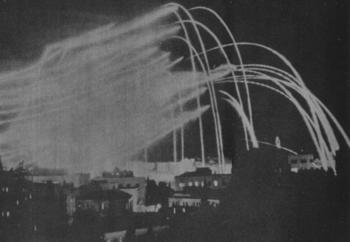
Jordańska artyleria ostrzeliwuje Jerozolimę

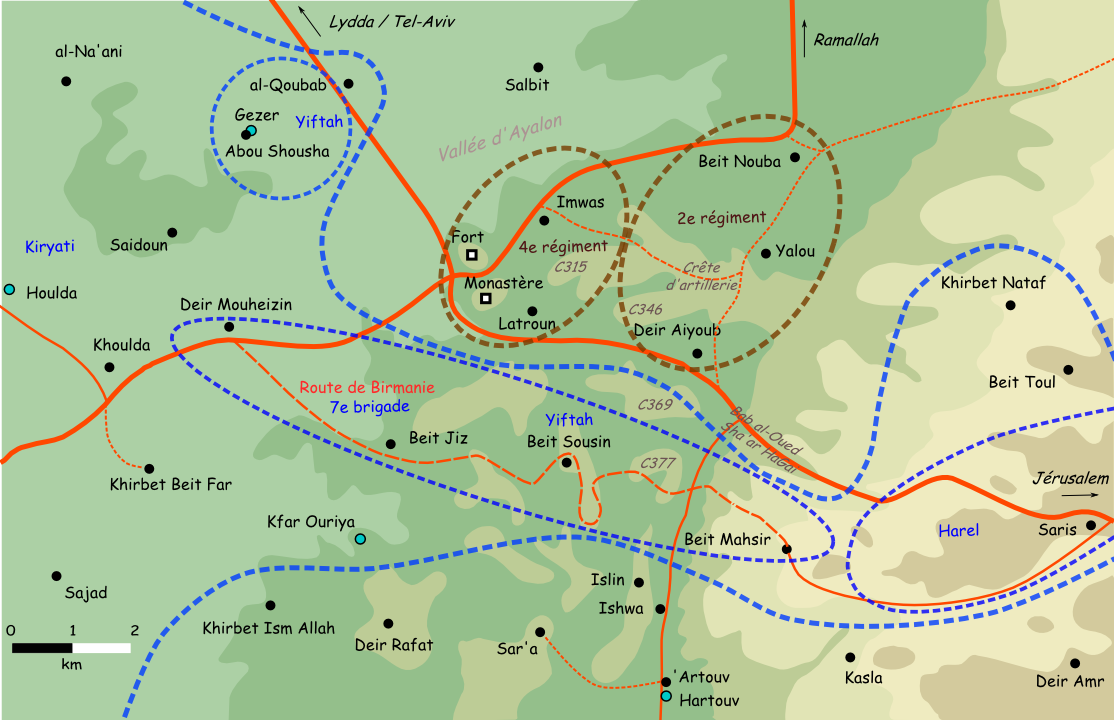
Przebieg Drogi Birmańskiej

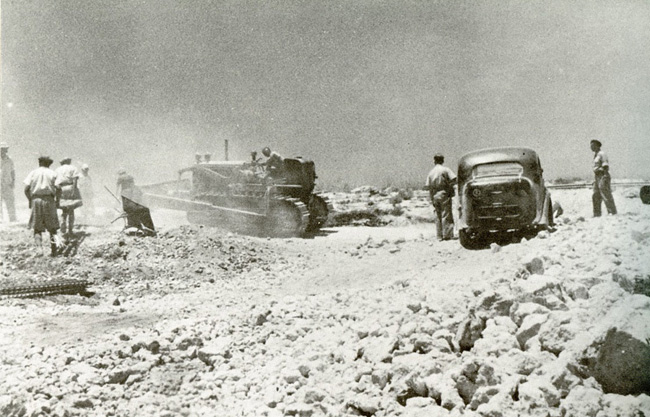
Budowa Drogi Birmańskiej

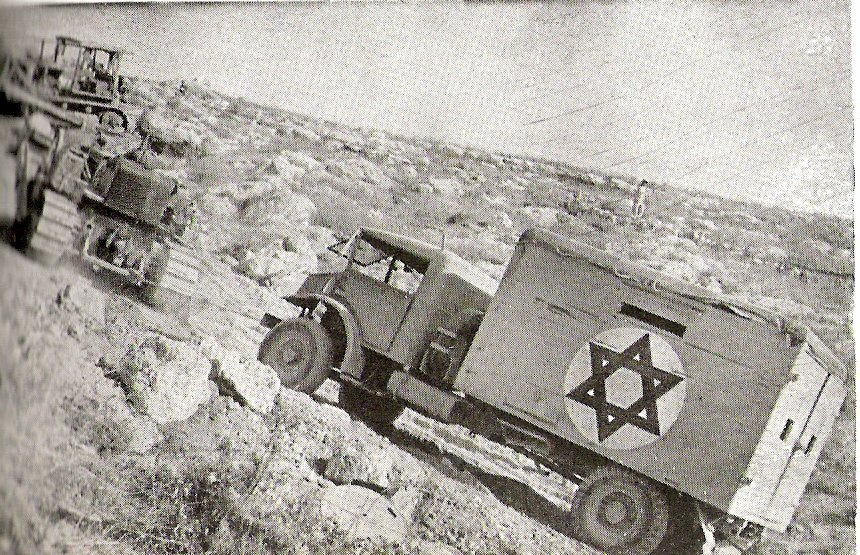
Pojazdy na Drodze Birmańskiej do Jerozolimy

Sytuacja na froncie centralnym była o tyle bardziej skomplikowana, że wszystkie prowadzone tutaj działania koncentrowały się wokół Jerozolimy, będącej od grudnia 1947 roku w oblężeniu. Zaopatrzenie dla miasta docierało jedynie dzięki specjalnie organizowanym konwojom do Jerozolimy. Miasto stanowiło najsilniejszy punkt sporny pomiędzy społecznością żydowską a arabską w Palestynie. Miasto poza znaczeniem politycznym, religijnym i społeczno-kulturalnym, miało także duże znaczenie militarne, ponieważ kontrola nad nim dawała również kontrolę nad całą górzystą okolicą. Obie strony przygotowując się do nadchodzącej konfrontacji zbrojnej uważały, że zwycięstwo w Jerozolimie będzie oznaczać zwycięstwo w całej wojnie. Wewnątrz miasta znajdowało się około 100 tys. Żydów, a jedyna droga łącząca miasto z wybrzeżem była odcięta przez arabskich ochotników. O północy 14 maja 1948, brytyjskie władze mandatowe ogłosiły zakończenie sprawowania władzy wojskowej i administracyjnej w Jerozolimie. Rano Brytyjczycy zorganizowali dwa konwoje i ewakuowali swoich żołnierzy. Jeden konwój pojechał w stronę Hajfy, natomiast drugi skierował się do Betlejem. Brytyjczycy przedstawili Żydom harmonogram ewakuacji, co pozwoliło na wcześniejsze zaplanowanie operacji. Natychmiast po ich wyjechaniu z miasta, żydowskie organizacje paramilitarne Hagana, Irgun i Lehi rozpoczęły wspólną operację Kilszon. Bardzo szybko opanowano byłą główną kwaterę brytyjskiej policji, nazywaną „Bevingrad”, w której podziemiach było więzionych wielu członków żydowskich organizacji paramilitarnych. W starciach trwających do 15 maja Żydzi przejęli kontrolę nad następującymi rejonami miasta: w części północnej zajęto dzielnice Asz-Szajch Dżarrah i Kolonią Amerykańską oraz budynki Akademii Policyjnej; w centrum miasta zajęto główną komendę policji, klasztor Notre Dame, budynki YMCA oraz Hotel King David; w południowej części miasta zajęto dzielnice: Komemijjut, Kolonią Niemiecką i Talpijjot. Duża część tych terenów weszła później w skład Zachodniej Jerozolimy.
W nocy z 14 na 15 maja 1948 roku oddziały jordańskiego Legionu Arabskiego przeszły przez most Allenby’ego i wkroczyły na terytorium dawnego Mandatu Palestyny. Prawie natychmiast po tym, Izraelczycy przeprowadzili ewakuację mieszkańców żydowskich osiedli położonych na północ od Morza Martwego. Zostali oni przewiezieni łodziami na południowe wybrzeże Morza Martwego, do fabryki potasu Sedom. W ten sposób ewakuowano kibuce Bet ha-Arawa i Kalja. Zostały one 20 maja zajęte i zniszczone przez Jordańczyków. Głównym zadaniem Legionu Arabskiego było opanowanie Zachodniego Brzegu Jordanu i unikanie konfrontacji z siłami żydowskimi w rejonie Jerozolimy, aby nie sprowokować Żydów do ściągnięcia posiłków w ten region. Z tego powodu Jordańczycy zajęli rejon miasta Jerycho, skąd udali się na północ do Nablusu i dopiero stąd dotarli do Ramallah. W mieście tym założono główną kwaterę wojsk jordańskich. Legion Arabski zajął następujące pozycje: (1) 1 Brygada dowodzona przez pułkownika Goldie miała swoją główną kwaterę we wsi Beitunia. Obejmowała ona: 1 Regiment (pod dowództwem ppłk. Blackdena), który operował w rejonie miasta Nablus i 3 Regiment (pod dowództwem ppłk. Newmana) operujący w rejonie Ramallah. (2) 3 Brygada dowodzona przez pułkownika Ashtona miała swoją główną kwaterę we wsi Jalu. Obejmowała ona: 4 Regiment (pod dowództwem ppłk. Habisa Madżali), który przejął obronę rejonu Latrun; i 2 Regiment (pod dowództwem majora Slade’a) pozostający w odwodzie. Jego 2 kompania zajęła pozycje obronne na wzniesieniach na północ od Sza’ar ha-Gaj. Wsparcie 3 Brygadzie zapewniała bateria artylerii rozlokowana w okolicach wioski Bajt Nuba. (3) 4 Brygada dowodzona przez pułkownika Ahmada Sigqi al-Jundi miała swoją główną kwaterę w Ramallah. Brygada ta została sformowana pośpiesznie i nie służyli w niej żadni brytyjscy oficerowie. Obejmowała ona: 5 Regiment (pod dowództwem ppłk. Abd al-Halima al-Sakita) i 6 Regiment (pod dowództwem ppłk. Abdallaha at-Talla), który zajął pozycje we wschodniej części Samarii pomiędzy Jerychem a Tall ad-Damija. Każdy z tych regimentów składał się z tysiąca żołnierzy zorganizowanych w cztery kompanie i jednostkę wsparcia składającą się z 4 samochodów pancernych i armaty 2-funtowej. Dodatkowe wsparcie zapewniało 6 dział przeciwpancernych i 2 moździerze, ponadto, 4 Brygadzie towarzyszyły siły 5 kompanii milicji, liczące 650 arabskich ochotników. We wsi An-Nabi Samu’il rozlokowała się bateria artylerii licząca 4 haubicoarmaty 25-funtowe i 6 ciężkich moździerzy, które były gotowe wesprzeć w walce 1 i 4 Brygadę. Dodatkowo mniejsze jednostki działały samodzielnie. 17 maja wysłano z Jerycha do Jerozolimy na Górę Oliwną 1 i 8 samodzielne kompanie. 15 kompania wzmocniła arabskich ochotników w rejonie miast Lidda i Ramla. 13 kompania została wysłana bardziej na północ, w rejon żydowskiego kibucu Geszer, a 12 kompania zajęła okolicę Hebronu na południu. W momencie przekroczenia przez Legion Arabski rzeki Jordan siły Arabskiej Armii Wyzwoleńczej opuściły rejon Latrun, otwierając Żydom drogę do Jerozolimy. Było to następstwem umowy z królem Abdallahem, na mocy której jednostki Arabskiej Armii Wyzwoleńczej miały przegrupować się na północ od Ramallah, gdzie miały przez tydzień odpocząć i uzupełnić zapasy. O zawartym porozumieniu nie zostali powiadomieni jordańscy dowódcy polowi, dla których wycofanie sił dowodzonych przez Fauziego al-Kawukdżiego było całkowitym zaskoczeniem. Przegrupowanie jordańskich oddziałów zajęło trzy dni i dopiero 17 maja rejon Latrun obsadził 4 Regiment. Żydzi, z powodu braku informacji wywiadowczych, nie wykorzystali tego faktu, czego konsekwencją była seria późniejszych krwawych bitew.
Król Abdallah I początkowo nie planował angażowania swoich wojsk bezpośrednio w bitwę o Jerozolimę, jednak 17 maja zmienił zdanie i za namową arabskich notabli z Jerozolimy, rozkazał 6 Regimentowi wkroczenie do miasta. Dowodzący wojskami jordańskimi, brytyjski generał John Bagot Glubb chciał uniknąć angażowania się w trudne walki miejskie, postanowił więc ograniczyć swoje działania jedynie do Starego Miasta. W ten sposób król Abdallah ogłosiłby się obrońcą Świętego Wzgórza, któremu Legion Arabski zagwarantowałby bezpieczeństwo. Nie ryzykowano by także większych starć z siłami żydowskimi w mieście, co stanowiłoby złamanie tajnego porozumienia zawartego z Agencją Żydowską. Na wieść o wydaniu rozkazu, by 6 Regiment Legionu Arabskiego rozpoczął wkraczanie do Jerozolimy, Żydzi przeprowadzili pośpieszną ewakuację położonych na północny wschód od miasta moszawów Atarot i Newe Ja’akow, które zostały następnie zniszczone przez Jordańczyków. Po wkroczeniu do miasta ppłk Abdallah at-Tall objął dowództwo nad wszystkimi siłami arabskimi w Jerozolimie. Również arabska administracja cywilna podporządkowała się całkowicie Jordańczykom. Przybyłe posiłki przesądziły o losach bitwy o Stare Miasto Jerozolimy. We wsi At-Tur rozlokowała się bateria jordańskiej artylerii, która rozpoczęła ostrzał dzielnicy żydowskiej. Od 20 maja jordańscy żołnierze przystąpili do systematycznego wyburzania kolejnych domów i niszczenia żydowskich pozycji obronnych. Sytuacja obrońców stała się tak rozpaczliwa, że 28 maja byli zmuszeni poddać dzielnicę. W międzyczasie, w dniu 20 maja 1948, były jordański premier Ibrahim Haszim został mianowany gubernatorem wojskowym wszystkich ziem zajętych przez Legion Arabski w Palestynie. Centrum jego zainteresowania była Jerozolima i właśnie wokół niej przez cały czas koncentrowała się większość działań militarnych na froncie centralnym.
18 maja do Jerozolimy dotarł ostatni żydowski konwój 35 ciężarówek. Był on przez całą drogę uważnie obserwowany przez jordańskich żołnierzy, którzy jednak go nie ostrzelali. Sytuacja społeczności żydowskiej w Zachodniej Jerozolimie była jednak bardzo ciężka. Ich zapasy żywności oraz amunicji szybko malały. Sytuacja wydawała się tak trudna, że kilku izraelskich dowódców wysłało telegramy do Dawida Ben Guriona, że nie zdołają utrzymać miasta dłużej niż przez dwa tygodnie. Równocześnie nastąpiło przegrupowanie jordańskich i irackich jednostek na północ od miasta. Irakijczycy wkroczyli do Nablusu, umożliwiając jordańskiemu 1 Regimentowi przegrupowanie się bliżej rejonu ciężkich walk w Latrun. Od południa z kierunku Hebronu w pobliże Jerozolimy dotarła egipska kolumna wojskowa. W rejonie kibucu Ramat Rachel połączyła ona swoje siły z Legionem Arabskim. W dniach 22–25 maja doszło tam do bitwy o Ramat Rachel. Kibuc przechodził z rąk do rąk, został jednak ostatecznie utrzymany przez Izraelczyków. Było to ważne strategicznie zwycięstwo, ponieważ uniemożliwiło Arabom bezpośredni atak na Jerozolimę od południa. Od 23 maja siły jordańskie otrzymały dodatkowe wsparcie w postaci obecności egipskich samolotów, które przeprowadzały bombardowania w rejonie korytarza Jerozolimy. Izraelczycy błędnie interpretowali te wszystkie arabskie działania i obawiali się, że Legion Arabski szykuje się do zajęcia całej Jerozolimy. Zdawali sobie przy tym sprawę, że ich siły nie będą w stanie powstrzymać natarcia tak doświadczonej jednostki. Chwycono się wówczas metody negocjacji. 22 maja przyjęta została Rezolucja Rady Bezpieczeństwa ONZ nr 49, która nadała najwyższy priorytet negocjacjom i utrzymaniu zawieszenia broni w Jerozolimie. Działania w tym celu rozpoczęła Komisja Rozejmu w Palestynie, w skład której weszli przedstawiciele członków Rady Bezpieczeństwa ONZ będący zawodowymi urzędnikami konsularnymi. Jednak już w nocy z 22 na 23 maja w Zachodniej Jerozolimie został zamordowany amerykański konsul generalny i członek Komisji Rozejmu w Palestynie Thomas C. Wasson. Obie strony konfliktu wzajemnie oskarżały się o to zabójstwo, nigdy jednak nie ujęto sprawców. Pomimo tych trudności, Komisja Rozejmu w Palestynie przedstawiła propozycję dwudniowego zawieszenia broni w Jerozolimie. Strona izraelska zasygnalizowała gotowość do przyjęcia rozejmu, jednak strona arabska odmówiła, ponieważ miała nadzieję na szybkie zwycięstwo. Pomimo to, prowadzone negocjacje uniemożliwiły prowadzenie Legionowi Arabskiemu swobodnych działań militarnych w mieście.
Dawid Ben Gurion zdecydował się wówczas poradzić zawodowego amerykańskiego oficera Dawida Marcusa, który dostrzegł szansę obrony miasta w szybkim przywróceniu normalnego zaopatrzenia i wzmocnieniu sił obrońców. W dniach 24–25 maja izraelskie siły przeprowadziły w rejonie fortu Latrun operację Bin Nun Alef. Zakończyła się ona całkowitą porażką Izraelczyków, jednak wywołała bardzo duże zaniepokojenie Jordańczyków. Wynikiem tego było wywarcie silnego nacisku dyplomatycznego na Egipt i wymuszenie na egipskim korpusie ekspedycyjnym wznowienie natarcia na północ, aby odciążyć w ten sposób Legion Arabski. Jordańczycy obawiali się, że Żydzi mogą próbować zajęcia miasta Ramallah. Z tego powodu przeprowadzili 26 maja silne natarcie na strategicznie położoną górę Adar. Po jej zajęciu, Legion Arabski zajął pozycje obronne. Jednak Żydzi odczytali działania jordańskie jako przygotowania do ataku na pobliskie kibuce Ma’ale ha-Chamisza i Kirjat Anawim, które zabezpieczały od północy drogę do Jerozolimy. W rezultacie siły Palmachu przeprowadziły kilka bezskutecznych kontrataków. 28 maja upadła Dzielnica Żydowska na Starym Mieście Jerozolimy. W obliczu tych wszystkich faktów Dawid Ben Gurion doszedł do przekonania, że jordański Legion Arabski przygotowuje się do generalnego szturmu na Jerozolimę. Ponadto po przegranej bitwie o Latrun, sytuacja w mieście znacznie się pogorszyła. Zapasy żywności wystarczały zaledwie na dziesięć dni, a wody na trzy miesiące. W tej sytuacji zdecydowano się na przeprowadzenie kolejnej operacji Jahad, której celem miały być arabskie siły w miastach Lidda i Ramla. Siły arabskich milicji zgromadzone w tych miastach systematycznie były wzmacniane, a egipskie samoloty kilkakrotnie zbombardowały pozycje żydowskie w okolicy. Żydzi obawiali się pogorszenia sytuacji w tym rejonie i postanowili siłami dwóch brygad zaatakować oba miasta. Plan ten został jednak pokrzyżowany przez wznowienie egipskiej ofensywy na południu, w wyniku czego nie można było przerzucić dodatkowych sił z południa na front centralny. Pozostałe siły otrzymały rozkaz przeprowadzenia kolejnego natarcia na Latrun. Dowodzący wojskami żydowskimi Szelomo Szamir wyciągnął lekcje z niepowodzenia poprzedniej operacji i doszedł do zrozumienia, że kluczem do zwycięstwa jest przejęcie kontroli nad wzgórzami położonymi na południu. W dniach 27–28 maja prawie bez walki zajęto położone w tym rejonie wsie arabskie Bajt Dżiz i Bajt Susin. Ich zajęcie okazało się przełomowe dla dalszych losów Jerozolimy, ponieważ w rejonie tym przystąpiono do budowy Drogi Birmańskiej, którą już 29 maja przeszło pieszo 150 żołnierzy wsparcia dla Brygady Harel. W dniach 30–31 maja przeprowadzono w Latrun kolejną operację Bin Nun Bet. Pomimo wykorzystania pojazdów opancerzonych zakończyła się ona porażką, jednak zdobyte doświadczenie stało się podstawą opracowywania strategii działania Korpusu Pancernego. Podczas tych walk, wojska irackie przeprowadziły działania dywersyjne na zachód od Tulkarm i północ od Dżaninu, aby odciągnąć część sił żydowskich od Legionu Arabskiego.
W dniu 29 maja przyjęto rezolucję Rady Bezpieczeństwa ONZ nr 50, która ogłaszała od 11 czerwca trwające cztery tygodnie zawieszenie broni. Oznaczało to, że siły izraelskie przez cztery tygodnie nie mogłyby przeprowadzić żadnych zmian terytorialnych, a tym samym nie mogłyby dostarczyć zaopatrzenia do oblężonego miasta. Ben Gurion podjął wówczas decyzję o przeprowadzeniu w rejonie Latrun następnej operacji. Wcześniej jednak Izraelczycy przeprowadzili w nocy z 31 maja na 1 czerwca nalot na Amman. W nalocie uczestniczyły zaledwie trzy myśliwce Avia S-199, które zrzuciło kilka bomb na miasto. Przypadkowo zbombardowano także bazę lotniczą Royal Air Force, co wywołało zdecydowane protesty ze strony Wielkiej Brytanii. Sam atak miał jednak bardzo duże znaczenie psychologiczne. W Ammanie odbywał się właśnie szczyt Komitetu Politycznego Ligi Arabskiej, który omawiał kwestię rezolucji Rady Bezpieczeństwa nr 50. Widząc izraelskie samoloty bombardujące stolicę Transjordanii, arabscy przywódcy zrozumieli, że państwo żydowskie posiada bardzo duży potencjał militarny. Pomimo pokazu siły, Komitet Polityczny odrzucił wezwanie Rady Bezpieczeństwa ONZ. Konsekwencją tej decyzji, było wycofanie przez Wielką Brytanię swoich oficerów ze służby czynnej w Legionie Arabskim na terytorium Palestyny. Miało to bardzo poważne reperkusje dla zdolności bojowej tej najlepszej arabskiej jednostki. Król Abdallah zdołał przekonać część oficerów do pozostania, przyjmując ich na swoje utrzymanie. Jednak Wielka Brytania nasiliła swoje działania, aby jak najszybciej doprowadzić do ogłoszenia zawieszenia broni w Palestynie. Wykorzystała przy tym swoje wszystkie znajomości dyplomatyczne, zmuszając państwa arabskie do przyjęcia warunków rozejmu.
Tymczasem wojska izraelskie zaangażowały się w działania na innych frontach wojny. Jednak 8 czerwca, przedstawiciel Agencji Żydowskiej, Zalman Aran, który właśnie przebywał w Jerozolimie, skontaktował się z Dawidem Ben Gurionem. Z jego relacji wynikało, że zapasy żywności wystarczą jedynie na trzy dni, od jakiegoś czasu brakowało energii elektrycznej i kończyła się woda. Bardzo negatywny wpływ na morale obrońców wywierał nękający ostrzał jordańskiej artylerii. Od 15 maja zginęło ponad 300 Żydów, a około 1000 zostało rannych. Wszystkie te informacje wskazywały, że siły obrońców Jerozolimy są na wyczerpaniu i każdy większy atak Legionu Arabskiego przesądzi o losach miasta. Upadek miasta miałby bardzo negatywny wpływ na wszystkie żydowskie siły i mógłby doprowadzić do załamania się linii obronnych oraz upadku młodego państwa Izrael. Dawid Ben Gurion nie mógł sobie pozwolić na takie ryzyko i podjął decyzję o kolejnym ataku na Latrun. Wystąpiły przy tym poważne trudności z dyslokacją oddziałów. Wyczerpaną 7 Brygadę Pancerną musiano chwilowo wycofać w celu odpoczynku żołnierzy i reorganizacji oddziałów. Do przeprowadzenia operacji Joram (8–9 czerwca) wyznaczono elitarną Brygadę Jiftach złożoną z żołnierzy Palmach. Pomimo porażki był to najbardziej niebezpieczny atak przeprowadzony przez Siły Obronne Izraela w obszarze Latrun, który przy większej determinacji działań mógł zakończyć się sukcesem. W odpowiedzi Jordańczycy przeprowadzili dwa kontrataki: pierwszy na wieś Bajt Susin (9 czerwca), a następnie na kibuc Gezer i wieś Dajr Muhajsin (10 czerwca). Podczas bitwy o Gezer kibuc uległ całkowitemu zniszczeniu. Dochodzenie komisji śledczej wykazało później, że przyczyną porażki były błędy popełnione przez Sztab Generalny Sił Obronnych Izraela. Pomimo to, Żydzi przez cały czas poszukiwali innych możliwości dostarczenia zapasów do Jerozolimy i w dniu 10 czerwca ukończyli budowę Drogi Birmańskiej, która w całości przebiegała przez terytorium kontrolowane przez siły izraelskie. Następnie wybudowano wodociąg, dostarczając tą drogą żywność, wodę, leki, paliwo, uzbrojenie i amunicję do oblężonego miasta.
Działania wojenne prowadzone w pierwszej fazie wojny na froncie centralnym zakończyły się patem. Izraelczycy zdołali utrzymać niemal wszystkie swoje pozycje, z wyjątkiem Starego Miasta Jerozolimy. Nie była to jednak zasługa umiejętnego dowodzenia lub skutecznych działań operacyjnych na polu walki. Wynikało to bardziej z defensywnej postawy Legionu Arabskiego, który ograniczył się do zajęcia wskazanych pozycji, które następnie bardzo skutecznie bronił. Wyraźnie zarysowała się przewaga w uzbrojeniu i wyszkoleniu jordańskich żołnierzy nad słabo dowodzonymi oddziałami żydowskimi, które bardzo często działały bardziej na zasadzie sił partyzanckich niż regularnej armii. U Jordańczyków pojawił się jednak poważny problem z brakiem zaopatrzenia. Izraelczycy nie dysponowali jednak sprawnym wywiadem i nie mogli wykorzystać słabości przeciwnika, o której po prostu nie wiedzieli.

### Front północny

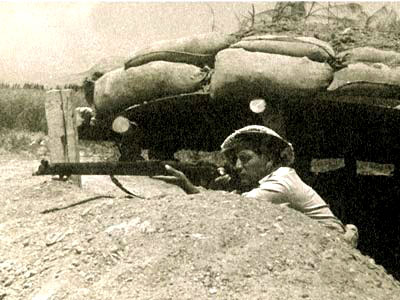
Obrońcy kibucu Sza’ar ha-Golan

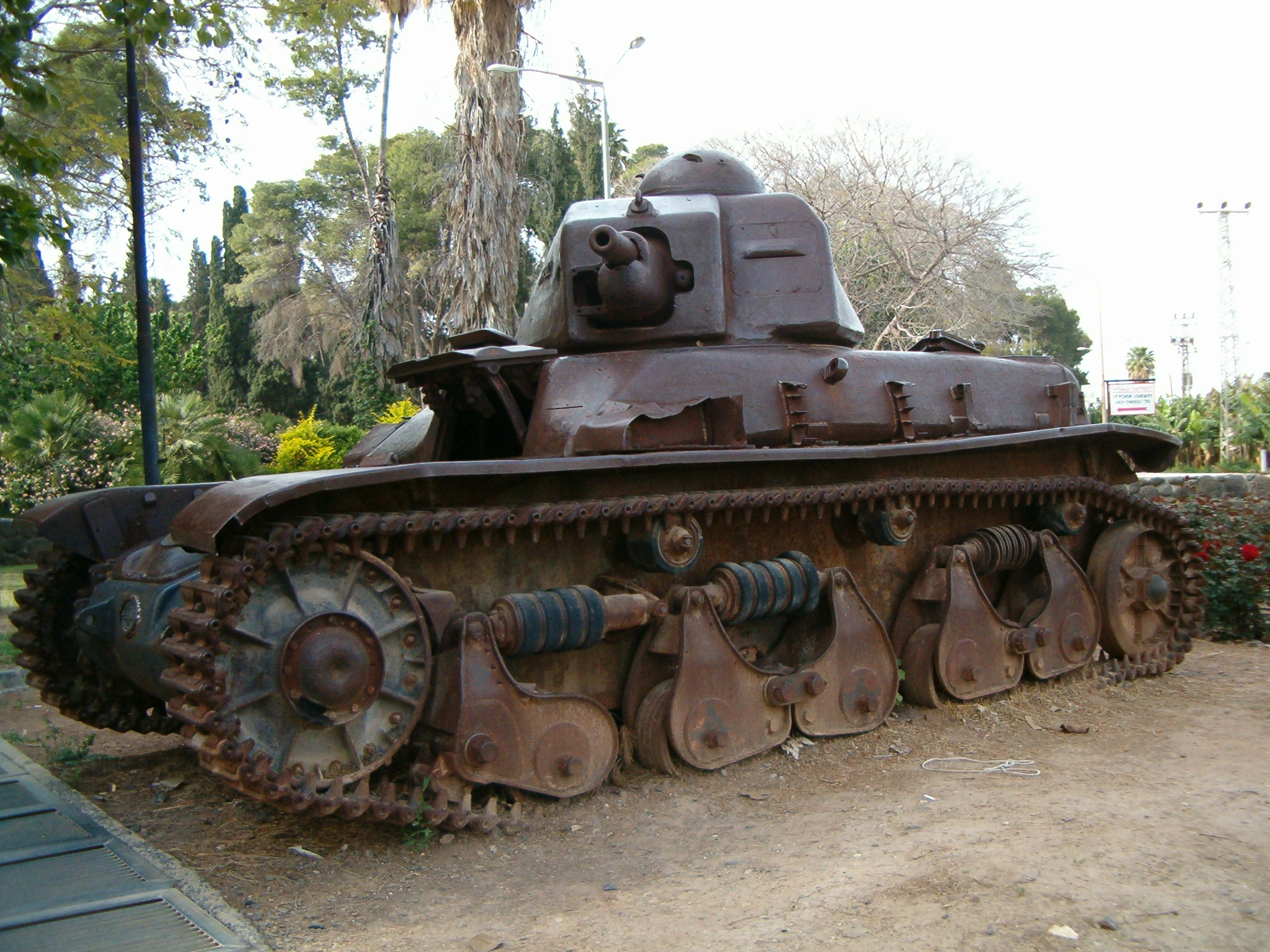
Zniszczony syryjski czołg Renault R-35 stojący przy wjeździe do kibucu Deganja Alef

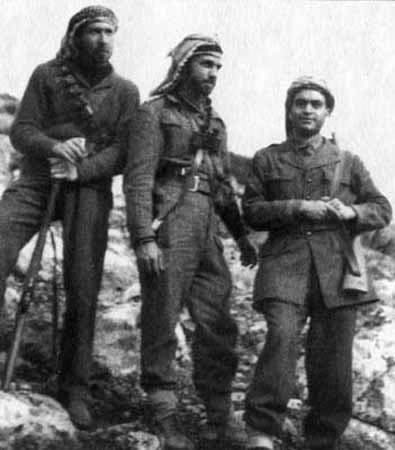
Syryjscy żołnierze w Palestynie, 1948 r.

Front północny obejmował duży obszar Samarii i Galilei, na którym odizolowane żydowskie osiedla były narażone na ataki Syryjczyków, Irakijczyków, Libańczyków i Arabskiej Armii Wyzwoleńczej. A ponieważ główne siły pośpiesznie mobilizowanych brygad Hagany były zaangażowane w działaniach obronnych na kluczowych odcinkach wojny, tutejsi dowódcy byli pozostawieni sami sobie i musieli organizować obronę własnymi siłami. Największym zagrożeniem na północy była Syria. Syryjczycy do przeprowadzenia ataku na Palestynę wyznaczyli 1 Brygadę dowodzoną przez pułkownika Abd al-Wahhaba al-Hakima. Brygada składała się z trzech batalionów piechoty, batalionu pancernego, batalionu artyleryjskiego i jednostek pomocniczych. Abd al-Wahhab al-Hakim sygnalizował dowództwu, że jego siły nie są gotowe do wojny, ponieważ brakowało ludzi i uzbrojenia, a zapasy amunicji wystarczały jedynie na siedem dni walki. Jednak Sztab Generalny był zdecydowany realizować postanowienia Ligi Arabskiej i postanowił bezpośrednio nadzorować przebieg walk. W tym celu przeniósł swoją siedzibę do miasta al-Kunajtira na Wzgórzach Golan. Tam też umiejscowiono główne magazyny z zaopatrzeniem dla korpusu ekspedycyjnego. Koncentracja sił syryjskich odbyła się 1 maja 1948 roku w mieście Katana, w południowo-zachodniej Syrii. Następnie przeszły one do Bejrutu (12 maja) i Sydonu (13 maja) w Libanie, aby zająć pozycje wyjściowe do ataku w rejonie Bint Dżubajl. Pierwotny plan zakładał, że przeprowadzą one atak z północy w kierunku na Safed i Tyberiadę. Następnie razem z siłami Arabskiej Armii Wyzwoleńczej miano zająć Nazaret i Afulę, gdzie spodziewano się połączenia z wojskami irackimi i jordańskimi, aby wspólnie zdobyć Hajfę. Plany te jednak musiały być pośpiesznie zmienione, ponieważ Jordańczycy zdecydowali się mocno ograniczyć działania swojego Legionu Arabskiego. W nowej sytuacji powstałaby niebezpieczna luka pomiędzy wojskami syryjskimi i irackimi. Zdecydowano więc się na atak na osiedla żydowskie położone na południe od jeziora Tyberiadzkiego, aby stąd rozwijać natarcie dalej na zachód. Po nagłej zmianie planów, oddziały wycofały się do An-Nabatija, skąd pośpiesznie przegrupowano je do Banias i al-Kunajtira na Wzgórzach Golan. Jednak przegrupowanie wojsk syryjskich wywołało wzrost poczucia zagrożenia dowódców libańskich. Nastąpiła wśród nich bardzo poważna różnica zdań. Dowódcy muzułmańscy byli zdecydowani poprowadzić swoje oddziały do Palestyny, jednak dowódcy chrześcijańscy opowiedzieli się za nieangażowaniem się w niepewną wojnę. W rezultacie główne dowództwo libańskich wojsk przyjęło postawę defensywną. W tej sytuacji cały ciężar prowadzenia walk w Galilei spadł na Arabską Armię Wyzwoleńczą. Dla obrony libańskiego odcinka granicy w rejonie Bint Dżubajl skierowano 2 Regiment Jarmouk dowodzony przez Adiba Sziszakli, który właśnie przegrupowywał się do Syrii na reorganizację. Izraelczycy byli zupełnie nieświadomi dyslokacji arabskich wojsk i brakowało im informacji o panujących w libańskiej armii nastrojach. Spodziewano się głównego natarcia wojsk libańskich w rejonie przygranicznej wioski al-Malkijji. Wzmocniono więc obronę okolicznych osiedli żydowskich i postanowiono uprzedzić przeciwnika, zajmując wieś al-Malkijja, która miała stać się pierwszym bastionem obrony. Atak przeprowadził w nocy z 14 na 15 maja 1 Batalion Brygady Jiftach. Nie napotkali oni na większy opór i zajęli przygraniczne punkty obserwacyjne. Tymczasem Libańczycy skierowali do kontrataku swój pluton pancerny wzmocniony kompanią arabskich ochotników i artylerią. Rankiem 15 maja doszło do ciężkiej bitwy o al-Malkijję, w której zginęło ponad 120 żydowskich i około 200 arabskich żołnierzy. Izraelczycy wycofali się do pobliskiego moszawu Ramot Naftali, jednak Libańczycy nie byli w wyniku poniesionych strat utrzymać zajętą wieś al-Malkijję i również się wycofali. W rezultacie, 3 Batalion Brygady Jiftach bez walki zajął przygraniczne pozycje. Następnie w nocy z 15 na 16 maja przeprowadzono dywersyjny rajd, podczas którego zniszczono most na rzece Litani, w odległości 10 km w głębi terytorium Libanu. Zniszczenie mostu zatrzymało na dwa tygodnie jakiekolwiek działania libańskiej armii i zmusiło Libańczyków do zaangażowania większych sił w ochronę swoich tyłów. Równocześnie siły żydowskie kontynuowały operację „Ben Ammi” (14–21 maja) w Zachodniej Galilei. W trakcie jej trwania odblokowano komunikację z tamtejszymi żydowskimi osiedlami oraz zdobyto nadmorskie miasto Akka (17 maja). Mieszkańcy okolicznych wiosek arabskich zostali przymusowo wysiedleni.
Tymczasem, w nocy z 14 na 15 maja 1948 roku do Samarii wkroczyły wojska jordańskie i irackie. Legion Arabski zajął południową część Samarii. Jego 1 Brygada odpowiadała za utrzymanie linii komunikacyjnych pomiędzy Ramallah a Nablusem. W jej skład wchodziły: 1 Regiment (pod dowództwem ppłk. Blackdena), który operował w rejonie miasta Nablus; i 3 Regiment (pod dowództwem ppłk. Newmana), który operował w rejonie Ramallah. Dodatkowo, samodzielna 13 kompania została wysłana bardziej na północ, w rejon żydowskiego kibucu Geszer. Na zachód od Nablusu działały nieliczne arabskie milicje, koncentrujące swoją działalność w rejonie miast Kalkilja i Tulkarm. Iracki korpus ekspedycyjny wkroczył do Palestyny również z terytorium Transjordanii. Wynikało to z faktu, że iracki król Fajsal I był bratem jordańskiego króla Abdallaha i wspierał jego plany. W rezultacie wojska irackie starały się współpracować z wojskami jordańskimi. Plan działań zakładał, że Irakijczycy mieli przejąć kontrolę nad północną i zachodnią częścią Samarii, umożliwiając Legionowi Arabskiemu skoncentrować się na walkach w rejonie Jerozolimy. W tym celu siły irackie zostały podzielone na dwie części. Mniejsza część zaatakowała kibuc Geszer, z zamiarem okrążenia Bet Sze’an i wkroczenia do Doliny Jezreel. Doszło tutaj do bitwy o kibuc Geszer (15–17 maja). Natomiast większa część sił irackich przekroczyła 15 maja rzekę Jordan i weszła do północnej Samarii zajmując miasto Dżanin, a następnie wystawiając swoje wysunięte posterunki w rejonie Kalkilji i Tulkarm. Działania irackich sił lądowych wspierała eskadra 12 samolotów wielozadaniowych Avro Anson i 4 samolotów myśliwskich Gloster Gladiator, które stacjonowały w jordańskiej bazie lotniczej koło Ammanu. Już pierwszego dnia wojny, jeden z samolotów Anson zbombardował miasto Tyberiadę w Galilei. Irakijczycy podzielili północną Samarię na trzy sektory: (1) północny (od rzeki Jordan do wsi Lajjun) zajęła 4 Brygada wzmocniona baterią artylerii, kompanią pancerną i dwa batalionami ochotników arabskich; (2) zachodni (od Baka al-Gharbijja do Kafr Kasim) zajęła 1 Brygada wzmocniona baterią artylerii, kompanią pancerną, batalionem zmechanizowanym i dwoma batalionami ochotników; (3) południowy (od Kafr Kasim do Ramallah) zajął batalion piechoty. Po osiągnięciu pierwszych celów strategicznych, Irakijczycy przyjęli postawę defensywną, samą jednak swoją obecnością wywierali bardzo duży nacisk na Izraelczyków, którzy obawiali się przecięcia swojego państwa w rejonie Netanji i Doliny Jezreel. Wyjątkiem od defensywnych działań wojsk irackich był przeprowadzony w dniu 25 maja atak na moszaw Ge’ulim. Przeprowadzono go na wyraźną prośbę dowództwa jordańskiego, które chciało w ten sposób wywrzeć większy nacisk na Izraelczyków, nie dopuszczając do przerzucenia dodatkowych żydowskich sił w rejon Latrun.
Rankiem 15 maja 1948 roku na południe od jeziora Tyberiadzkiego rozpoczęło się natarcie wojsk syryjskich. W wyniku dużego przegrupowania oddziałów w ostatnich dniach poprzedzających wybuch wojny, żołnierze syryjscy byli zmęczeni i nie wyspani, co ograniczało ich zdolności bojowe. Pomimo to, Syryjczycy usiłowali wykorzystać swoją przewagę w liczebności i uzbrojeniu. Doszło tutaj do serii bitew o Dolinę Kinaret (15–21 maja), z których najsłynniejszą była obrona kibucu Deganja Alef. Jego obrońcy zatrzymali przy użyciu koktajli Mołotowa i granatów ręcznych natarcie syryjskich sił pancernych. Syryjskie działania były wspierane przez eskadrę 12 samolotów treningowych Harvard III, które były przystosowane do bombardowania celów naziemnych. Stacjonowały one w bazie lotniczej pod Damaszkiem i operowały w północnej części Palestyny. W dniach 15 i 16 maja bombardowały żydowskie osiedla w dolinie Kinaret. 17 maja atakowały różne cele w Galilei, aby w kolejnych dniach powrócić do wspierania działań lądowych w Dolinie Kinaret. W nocy z 18 na 19 maja siły żydowskiego Palmachu przeprowadziły dywersyjny atak, niszcząc syryjski magazyn amunicji i paliw na Wzgórzach Golan. Uniemożliwiło to Syryjczykom kontynuowanie dalszych działań ofensywnych, ponieważ ich siły zostały pozbawione amunicji.
W dniu 20 maja 1948 roku doszło w mieście Dara na granicy syryjsko-jordańskiej do narady dowódców arabskich armii. Usiłowano poprawić koordynację wspólnych działań i określić cele, których osiągnięcie było niezbędne dla zwycięstwa w wojnie. Syryjczycy nalegali, aby jordański Legion Arabski skierował część swoich sił bardziej na północ. Liczono, że wzmocniłoby to syryjskie natarcie i umożliwiło rozstrzygnięcie wyniku wojny na północy. Król Abdallah odrzucił jednak tę propozycję, motywując swoją decyzję dużymi brakami w zaopatrzeniu swoich wojsk. W wyniku dalszych rozmów osiągnięto pewien kompromis. W rezultacie wojska irackie przejęły Nablus, umożliwiając Legionowi Arabskiemu wzmocnienie sił w rejonie najcięższych walk prowadzonych wokół Latrun. Irakijczycy zamknęli również lukę pomiędzy wojskami jordańskimi i syryjskimi, umożliwiając Syryjczykom przesunięcie sił na północ, aby wesprzeć Arabską Armię Wyzwoleńczą. 22 maja powszechnie wiadomo już było, że arabska ofensywa na północy zakończyła się niepowodzeniem. Największy wpływ ta wiadomość miała dla syryjskiej opinii publicznej. Syryjski prezydent Szukri al-Kuwatli przyjął dymisje ministra obrony oraz dowódcy sił zbrojnych. Nowym głównodowodzącym został generał Husni az-Zaim. Rozpoczął on reorganizację armii w celu zwiększenia ilości oddziałów mogących prowadzić walkę w Palestynie. Rozwiązano 3 Brygadę, a jej żołnierzy z uzbrojeniem przydzielono do 1 Brygady. Zażądano także, aby Arabska Armia Wyzwoleńcza przekazała część swoich sił pod syryjskie dowództwo. Stało się tak z 1 Regimentem Jarmouk i Regimentem Hittin. Wszystkie działania czyniono z myślą o nowej ofensywie, która miała rozpocząć się na północ od jeziora Tyberiadzkiego.
Tymczasem izraelskie dowództwo zrozumiało, że po powstrzymaniu pierwszego impetu arabskiego ataku na froncie północnym, można było przystąpić do umacniania swoich pozycji. W pierwszej kolejności postanowiono zapewnić bezpieczeństwo linii komunikacyjnych łączących Tel Awiw z Hajfą i Galileą. Zagrożeniem dla tych linii stanowiła arabska enklawa położona na zboczach góry Karmel. Arabska wieś Tantura została wybrana jako punkt wyjściowy dla wszystkich tych działań. W dniach 22–23 maja przeprowadzono operację „Namel”, podczas której zdobyto wieś Tantura i wysiedlono jej mieszkańców. Istnieją niepotwierdzone informacje, że w trakcie tych działań doszło do masakry arabskich jeńców wojennych i cywili. W drugiej kolejności postanowiono zapewnić bezpieczeństwo linii komunikacyjnych łączących Hajfę z Bet Sze’an i Tyberiadą. W tym celu w dniach 28–30 maja przeprowadzono w dolinie Jezreel i na wzgórzach Gilboa operację „Erez”, w trakcie której nastąpiły masowe deportacje ludności arabskiej. Przymusowe wysiedlenia były kontynuowane w kolejnych dniach, po czym 3 czerwca Izraelczycy przeprowadzili operację „Icchak”, w której bez powodzenia usiłowali wyprzeć wojska irackie z Dżaninu.
Zbliżające się zawieszenie broni, skłoniło syryjskie dowództwo do przyśpieszenia ruchów wojsk. Syryjska brygada zajęła w dniu 6 czerwca pozycje na północ od jeziora Tyberiadzkiego. Tego samego dnia podjęto pierwszą próbę zajęcia mostu Benot Ja’akow na rzece Jordan, co otworzyłoby drogę do Doliny Hula. Atak został jednak odparty przez mieszkańców moszawu Miszmar ha-Jarden. W następnych dniach Syryjczycy ponownie przegrupowali swoje oddziały. Pomiędzy al-Kunajtira a mostem Benot Ja’akow pozycje zajęła 1 Brygada, wzmocniona 5 Batalionem z 3 Brygady, dwoma batalionami artylerii, dwoma batalionami zmechanizowanymi, kompanią czołgów oraz dwoma lub trzema kompaniami czerkieskimi. W odwodzie znajdowała się 2 Brygada licząca dwa bataliony piechoty, które miały być użyte po przełamaniu izraelskich linii obronnych. Bezpośrednie dowództwo operacją objął generał Husni az-Zaim. 10 czerwca Syryjczycy zaatakowali ponownie, tym razem jednak przy użyciu dużo większych sił. Podczas bitwy o Miszmar ha-Jarden moszaw został zdobyty i doszczętnie zniszczony. Dzięki temu natarciu Syryjczycy zdobyli przyczółek na zachodnim brzegu Jordanu. Tego samego dnia doszło jeszcze do bitwy o kibuc En Gew, w której żydowscy obrońcy zdołali odeprzeć nacierających Syryjczyków. Następnego dnia, pomimo wejścia w życie zawieszenia broni, Syryjczycy przeprowadzili natarcie z rejonu moszawu Miszmar ha-Jarden w kierunku miejscowości Rosz Pina. Dążyli w ten sposób do przecięcia drogi łączącej Dolną Galileę z Doliną Hula i połączenia swoich sił z Arabską Armią Wyzwoleńczą w rejonie Safedu. Ich natarcie zostało powstrzymane w rejonie kibucu Machanajim, wokół którego walki trwały przez cały dzień. Do 12 czerwca trwały także walki I bitwy o moszaw Ilanijja.
Działania wojenne prowadzone w pierwszej fazie wojny na froncie północnym wykazały przewagę armii syryjskiej nad siłami Hagany. Syryjczycy nie wykorzystali jednak odniesionego sukcesu pod Miszmar ha-Jarden. Rezygnując z rozwinięcia swojego natarcia i polecając jednostkom zajęcie pozycji obronnych, syryjskie dowództwo uwiązało wszystkie swoje najlepsze siły w rejonie Miszmar ha-Jarden. W rezultacie, syryjska armia już do końca wojny nie była w stanie prowadzić większych działań militarnych. Syryjczycy pokazali jednak dużą skuteczność w działaniu na polu walki. Działania Arabskiej Armii Wyzwoleńczej były obciążone obawami o utrzymanie bezpieczeństwa granicy libańskiej. Z tego powodu siły te nie prowadziły większych działań zaczepnych. Sukcesem Izraelczyków było powstrzymanie wrogiego natarcia, jednak ponownie było to bardziej zasługą planów arabskiego dowództwa niż skuteczności działań izraelskich.

### Starania o rozejm

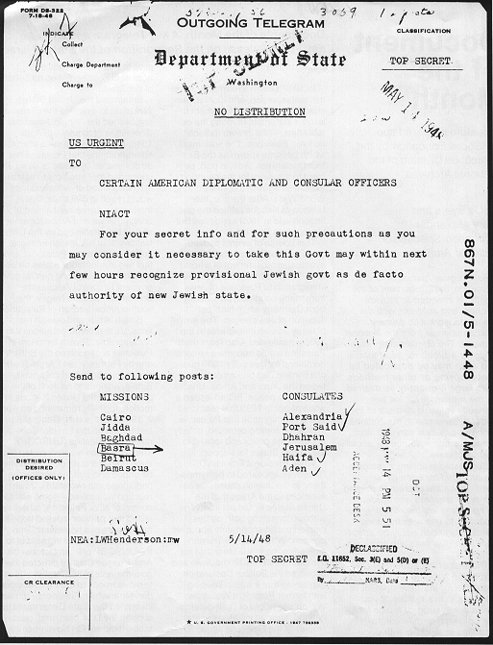
Telegram Departamentu Stanu USA w sprawie uznania państwa Izrael

Na samym początku wojny Tymczasowy rząd Izraela złożył oficjalną skargę do Rady Bezpieczeństwa ONZ, oskarżając państwa członkowskie Ligi Arabskiej o agresję na jego terytorium. Stany Zjednoczone, Związek Socjalistycznych Republik Radzieckich i sekretarz generalny ONZ Trygve Lie poparli skargę, uznając, że państwa arabskie rozpoczęły agresję niezgodnie z Kartą Narodów Zjednoczonych. Natomiast Wielka Brytania zajęła stanowisko pośrednie, zgadzając się jedynie z częścią arabskich argumentów.

25 maja w Kairze zebrał się Komitet Polityczny Ligi Państw Arabskich, aby omówić sytuację po ogłoszeniu rezolucji Rady Bezpieczeństwa nr 49. Uznano, że tekst rezolucji nie uwzględnia arabskiego stanowiska oraz nie wprowadza żadnych ograniczeń dla żydowskiej imigracji i sprowadzania uzbrojenia dla izraelskiej armii. Z tego powodu została ona odrzucona. W tym samym dniu hrabia Folke Bernadotte zwrócił się do Rady Bezpieczeństwa ONZ, aby mógł działać jako mediator ONZ w Palestynie. Otrzymał on takie upoważnienie. Tymczasem Wielka Brytania przygotowała w Radzie Bezpieczeństwa projekt nowej rezolucji, do której przyjęcia usiłowano przekonać Stany Zjednoczone. Największy spór dotyczący tekstu nowej rezolucji dotyczył kwestii zakazu sprowadzania broni w rejon prowadzonych walk. Wielka Brytania stała na czele arabskiego sojuszu obronnego, w skład którego wchodziły Egipt, Transjordania i Irak. Państwa te korzystały z brytyjskiego uzbrojenia i były ważnym klientem dla brytyjskiego przemysłu zbrojeniowego. Natomiast amerykański przemysł zbrojeniowy dostarczał uzbrojenie dla strony żydowskiej. Ostatecznie 29 maja przyjęto uzgodniony tekst rezolucji Rady Bezpieczeństwa ONZ nr 50, która wzywała do ogłoszenia trwającego cztery tygodnie zawieszenia broni. W piątym punkcie Rezolucja wzywała wszystkie rządy i organizacje do podjęcia wszelkich możliwych środków ostrożności w celu ochrony miejsc świętych w mieście Jerozolimie oraz umożliwienia dostępu wszystkim upoważnionym osobom do wszystkich miejsc kultu. Rezolucja została początkowo odrzucona przez państwa arabskie. Głównym inicjatorem arabskiego odrzucenia rezolucji był libański premier Rijad as-Sulh, który powiedział: 
„Każdy arabski przywódca bezwarunkowo zgodziłby się na rozejm (...) zrobienie tego przy obecnym stanie opinii publicznej byłoby zagrożeniem dla jego własnego życia.”
Arabska opinia publiczna była utrzymywana przez swoje rządy w nieświadomości odnośnie do rzeczywistej sytuacji w Palestynie. Media arabskie przekazywały jedynie informacje o zwycięskich dla Arabów epizodach wojny, starannie ukrywając wszystkie niepowodzenia i straty. Arabską politykę wewnętrzną dodatkowo komplikował fakt, że muzułmańscy przywódcy religijni związani z Uniwersytetem Al-Azhar wydali uroczystą fatwę wzywającą do świętej wojny przeciwko Izraelowi. Jednak wśród arabskich przywódców dało się zauważyć coraz silniejsze sygnały o pogłębiających się brakach w zaopatrzeniu wojsk walczących w Palestynie. Największy wpływ na to miało uzależnienie Egiptu, Transjordanii i Iraku od dostaw broni z Wielkiej Brytanii. Po ogłoszeniu embarga na dostawy uzbrojenia dla państw zaangażowanych w wojnę, rząd brytyjski podporządkował się zarządzeniu. O trudności Arabów najlepiej świadczy list generała Johna Bagot Glubba, który 8 czerwca skierował do dowódcy brytyjskich wojsk na Bliskim Wschodzie, gen. Johna Crockera. Informował on, że zapasy amunicji artyleryjskiej Jordańczyków są na wyczerpaniu i „w przypadku opóźnienia we wprowadzeniu zawieszenia broni, Legion Arabski będzie zmuszony wycofać się z obszaru Palestyny najpóźniej 14 czerwca”. Argumentował dalej, że jordański odwrót będzie oznaczał konieczność odwrotu wojsk irackich i egipskich, ponieważ Żydzi będą mogli skutecznie prowadzić działania wymierzone przeciwko nim. Klęska arabska w Palestynie doprowadziłaby do załamania się brytyjskich planów budowy obozu sojuszników na Bliskim Wschodzie i podważenia pozycji Wielkiej Brytanii. W rezultacie brytyjska dyplomacja musiała wywrzeć wystarczająco silny nacisk na arabskie rządy, że 8 czerwca przyjęły one ofertę rozejmu. Zawieszenie broni miało wejść w życie 11 czerwca.

### Bilans pierwszej fazy wojny
W pierwszej fazie wojny zginęło około 1600 Izraelczyków, z czego 1200 żołnierzy. Jedna trzecia wojskowych zginęła w starciach z jordańskim Legionem Arabskim. W Jerozolimie Izraelczycy stracili 383 zabitych i 1433 rannych. Po stronie arabskiej: Jordańczycy stracili 250-300 zabitych i 500-600 rannych, Syryjczycy 315 zabitych i 400-500 rannych, Irakijczycy 200 zabitych i 500 rannych, Egipcjanie 600 zabitych i 1400 rannych, a Libańczycy 1 zabitego. Siły Arabskiej Armii Wyzwoleńczej straciły 100 zabitych. Dodatkowo Arabowie wzięli około 800 izraelskich jeńców wojennych, a Izraelczycy około 1300 arabskich jeńców.
Działania wojenne prowadzone w pierwszej fazie wojny wykazały przewagę zawodowych i wyszkolonych armii arabskich nad pośpiesznie formowanymi siłami Hagany. Arabowie posiadali przewagę w liczebności i uzbrojeniu, jednak nie umieli jej wykorzystać z powodu poważnych problemów z zaopatrzeniem oraz braku koordynacji wspólnych działań. Na zajęcie większego terytorium zabrakło im wystarczających sił i środków. Sukcesem Izraelczyków było powstrzymanie natarcia, jednak było to bardziej zasługą planów arabskiego dowództwa niż skuteczności działań izraelskich. Izraelczycy zdobyli kilkanaście arabskich wiosek położonych poza linią podziału Palestyny. Również siły arabskie zniszczyły kilka żydowskich osad znajdujących się na terytorium państwa żydowskiego. Najbardziej dotkliwą dla Żydów była utrata Dzielnicy Żydowskiej na Starym Mieście Jerozolimy. Porównując przebieg linii frontu z mapą podziału Palestyny, w dniu 11 czerwca pod okupacją arabską znajdowało się 350 km² terytorium państwa żydowskiego, a pod okupacją izraelską było 700 km² terytorium państwa arabskiego (pustynia Negew nie jest w to wliczana).
Obie strony kończyły pierwszą fazę wojny mocno wyczerpane, przy czym Arabowie mieli bardzo ograniczone możliwości uzupełnienia braków uzbrojenia, natomiast Żydzi kupowali broń nie ograniczając się tylko do jednego dostawcy. Jednak powstałe 28 maja 1948 roku Siły Obronne Izraela były jeszcze słabe, a prawie połowa żołnierzy nie posiadała nawet podstawowego przeszkolenia wojskowego. Jej największym atrybutem było scentralizowane dowództwo i coraz większe dostawy ciężkiej broni. Otwierało to duże możliwości do przeprowadzania kolejnych operacji militarnych w przyszłości.

## Pierwszy rozejm (11 czerwca – 8 lipca 1948)

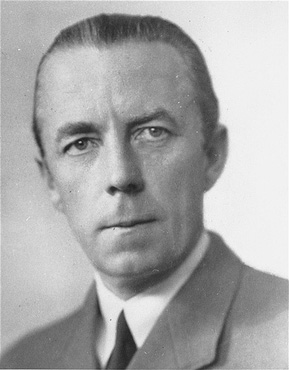
Mediator Organizacji Narodów Zjednoczonych w Palestynie, hrabia Folke Bernadotte

11 czerwca 1948 roku w Palestynie zaczął obowiązywać rozejm narzucony przez Radę Bezpieczeństwa ONZ. Rozejm miał obowiązywać przez 28 dni do 9 lipca. W chwili ogłoszenia zawieszenia broni Żydzi kontrolowali obszar całego swojego państwa, jednakże strategiczne linie komunikacyjne były przerwane i nie było możliwości dostarczenia zaopatrzenia lub posiłków do wielu odosobnionych osiedli. Przetrwanie tych izolowanych osiedli było poważnie zagrożone. Po drugiej stronie konfliktu, Egipcjanie przejęli całkowitą kontrolę nad Strefą Gazy i otoczyli żydowską enklawę na pustyni Negew. Jordańczycy kontrolowali Dolinę Jordanu i Wschodnią Jerozolimę. Irakijczycy zajęli centralną część Samarii z miastami Dżanin i Nablus. Natomiast na północy oddziały syryjskie, libańskie oraz arabscy ochotnicy prowadzili wspólnie dywersyjną działalność napadając na żydowskie osady i przecinając linie komunikacyjne w Galilei.

Warunki zawieszenia broni oraz przestrzeganie embarga na dostawy broni nadzorował mediator Organizacji Narodów Zjednoczonych Folke Bernadotte, który wraz z oficerami belgijskimi, francuskimi, szwedzkimi i amerykańskimi przybył do Palestyny. Wojskowi stanowili korpus międzynarodowych sił nadzorujących rozejm UNTSO (ang. United Nations Truce Supervision Organization). Ich zadaniem było nadzorowania przestrzegania warunków rozejmu i niedopuszczenie do wzmocnienia pozycji wojskowych w rejonie walk. Natomiast hrabia Bernadotte zajął się zbadaniem przyczyn i podłoża wybuchu wojny. Po zakończeniu dochodzenia, hrabia przedstawił 28 czerwca 1948 roku wstępne propozycje rozwiązania konfliktu. Zasugerował on, aby Palestyna i Transjordania zostały przekształcone w unię dwóch państw: jednego arabskiego i jednego żydowskiego. Napisał on: 
„Przedstawiając jakiekolwiek propozycje rozwiązania problemu Palestyny, trzeba mieć na uwadze aspiracje Żydów, polityczne trudności i różnice zdań pomiędzy arabskimi przywódcami, strategiczne interesy Wielkiej Brytanii, finansowe zaangażowanie Stanów Zjednoczonych i Związku Radzieckiego, wynik wojny, a na końcu autorytet i prestiż Organizacji Narodów Zjednoczonych.”
Jego propozycja zakładała wprowadzenie zmian terytorialnych planu podziału Palestyny dokonanego przez rezolucję Zgromadzenia Ogólnego ONZ nr 181 z 29 listopada 1947 roku. Bernadotte zaproponował, aby całość lub część pustyni Negew została włączona do państwa arabskiego, natomiast Zachodnia Galilea do państwa żydowskiego. Miasto Jerozolima miało być włączone do państwa arabskiego, z zachowaniem autonomii miejskiej społeczności żydowskiej, ze szczególnym uwzględnieniem swobodnego dostępu do miejsc kultu religijnego. Przyszły status miasta Jafy miał być ustalony na drodze negocjacji. Port Hajfa i Port lotniczy Lod znalazłyby się pod kontrolą międzynarodowych sił pokojowych. Sukces misji pojednawczej był uzależniony od rozpoczęcia wspólnych rozmów pokojowych, do których przystąpienia odmówili Arabowie. Zażądali oni zmniejszenia terenów będących w posiadaniu Żydów, na co strona izraelska nie wyrażała zgody. Bernadotte usiłował zyskać więcej czasu na rozmowy i w tym celu wysłał 5 lipca telegram do Rady Bezpieczeństwa ONZ. W odpowiedzi, 7 lipca przyjęto rezolucję Rady Bezpieczeństwa ONZ nr 53, która wzywała strony konfliktu do przedłużenia zawieszenia broni i kontynuowania współpracy z mediatorem. Tego samego dnia zawarto w Jerozolimie izraelsko-jordańskie „Porozumienie Mount Scopus”, na mocy której żydowska enklawa na górze Skopus pozostawała obszarem zdemilitaryzowanym pod jurysdykcją państwa żydowskiego i opieką ONZ.

Zawieszenie broni w Palestynie zakładało, że przez cały okres jego trwania żadna ze stron nie będzie mogła zmienić sytuacji w obszarze prowadzonych walk na swoją korzyść. Obejmowało to zarówno zakaz dostaw broni, przegrupowanie oddziałów wojsk, jak i uniemożliwiało zmianę zajmowanych pozycji. W praktyce jednak obie strony, zarówno Arabowie, jak i Izraelczycy wykorzystali czas rozejmu na wzmocnienie swoich sił, co stanowiło naruszenie warunków zawieszenia broni. Historyk Benny Morris napisał: 
„Arabowie naruszyli rozejm, wzmacniając swoje linie świeżymi jednostkami oraz blokując dostawy usiłujące dotrzeć do izolowanych izraelskich osiedli, od czasu do czasu otwierając ogień na linii frontu.”
Brytyjscy obserwatorzy wojskowi stwierdzili w czasie rozejmu, że „Żydzi są zbyt słabo uzbrojeni, aby mogli osiągnąć spektakularny sukces”. Izraelczycy starali się temu zaradzić i wszelkimi sposobami szukali możliwości zakupu broni i obejścia embarga na import uzbrojenia do Palestyny. Dostawy docierały jednak zbyt wolno i w zbyt małych ilościach, aby izraelska armia mogła osiągnąć wystarczająco wysoką sprawność bojową. Z tego powodu żydowscy politycy byli skłonni zaakceptować rezolucję Rady Bezpieczeństwa nr 53 i zgodzić się na przedłużenie zawieszenia broni. Również Transjordania, Irak i Arabia Saudyjska akceptowały perspektywę dalszego rozejmu, jednak Syria i Egipt stanowczo się temu sprzeciwiały. 8 lipca w Kairze obradował Komitet Polityczny Ligi Państw Arabskich, który podjął decyzję o nieprzedłużaniu zawieszenia broni w Palestynie. O decyzji powiadomiono odpowiednimi pismami mediatora ONZ w Palestynie oraz Radę Bezpieczeństwa ONZ.

### Strona żydowska

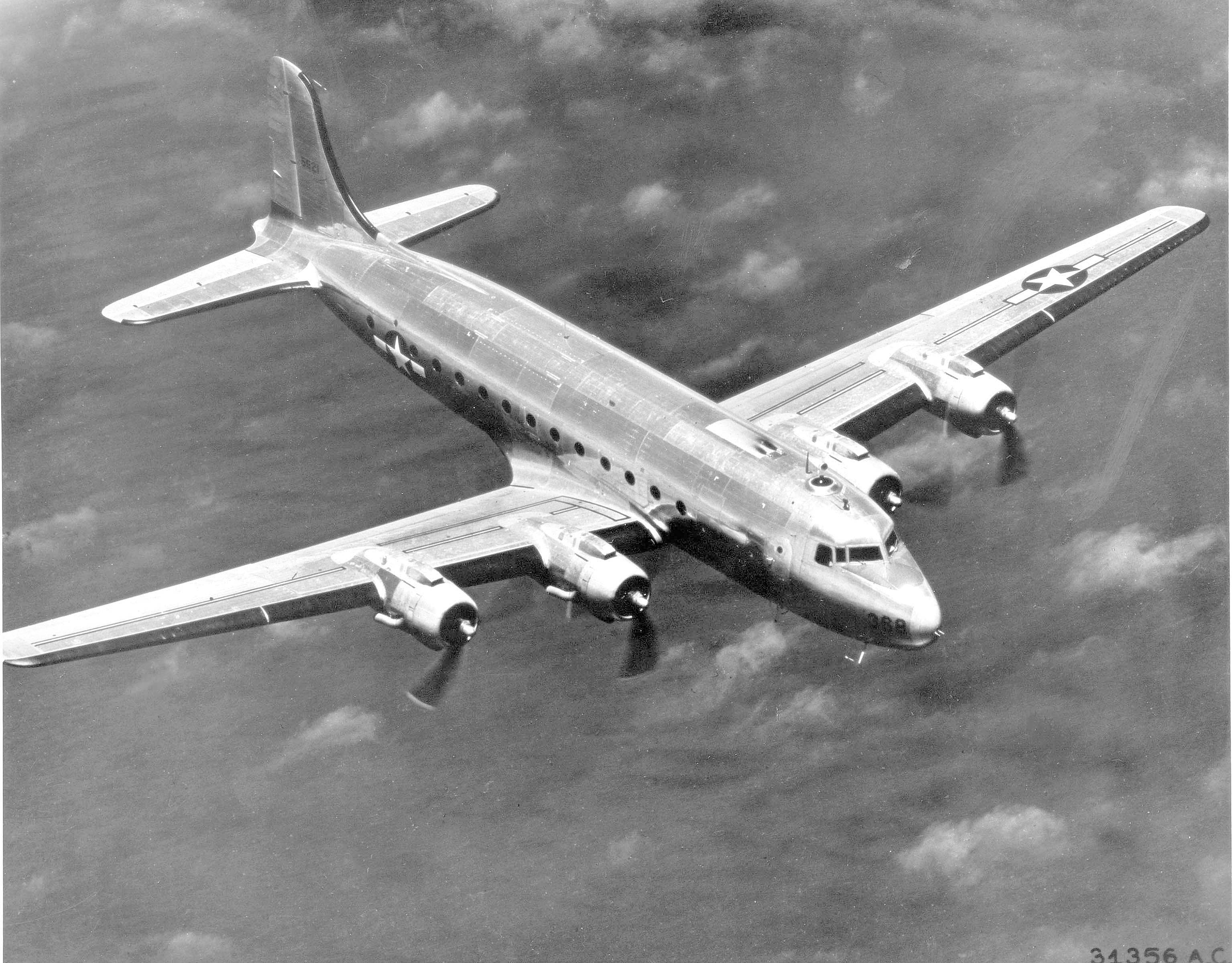
Taki Douglas C-54 Skymaster wziął udział w operacji Balak

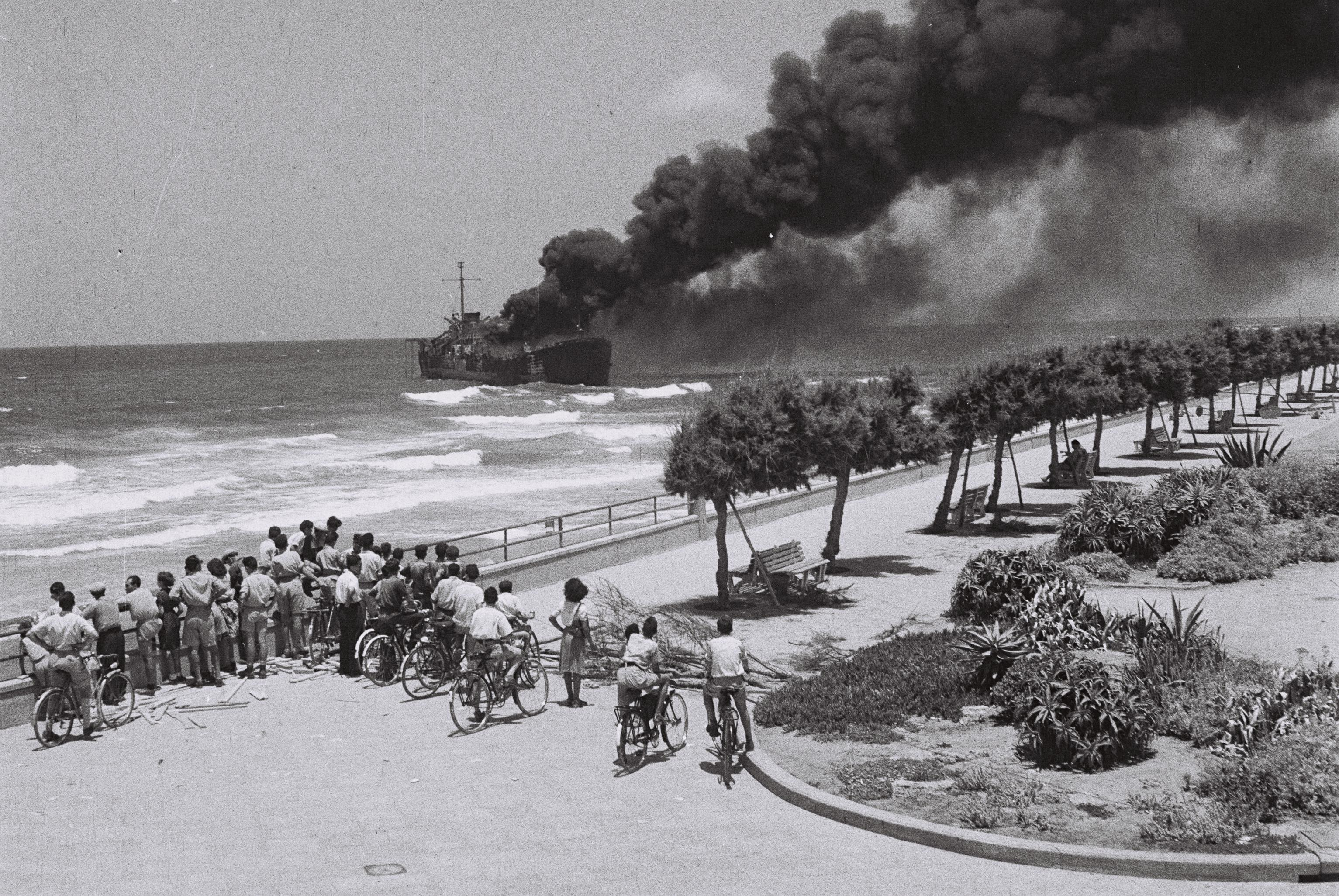
Statek Altalena płonie przy plaży w Tel Awiwie, 22 czerwca 1948 r.

W dniu 14 czerwca 1948 roku zebrał się w Tel Awiwie izraelski rząd. Dawid Ben Gurion przedstawił pięciopunktowy plan działania na okres zawieszenia broni: (1) Rozwiązanie problemu zaopatrzenia Jerozolimy, dokończenie trasy alternatywnej omijającej Latrun i zapobieżenie migracji ludności żydowskiej z Jerozolimy; (2) Wsparcie sił zbrojnych poprzez szkolenia, reorganizację i poprawę dyscypliny wojska; (3) Zwiększenie produkcji wojskowej, aby uzupełnić niedobór broni, który nie mógł być zaspokojony przez niewystarczający import; (4) Zwiększenie poziomu zagranicznej imigracji i budowa nowych osiedli wewnątrz kraju; i (5) Poprawienie poziomu walki Izraelczyków. Po czterech dniach, 18 czerwca Ben Gurion spotkał się z Szefem Sztabu Generalnego i dowódcami brygad, omawiając z nimi sytuację wojskową. Ogólne wrażenie wszystkich wojskowych było takie, że zawieszenie broni przyszło w bardzo odpowiednim momencie. Jednostki były osłabione, żołnierze przemęczeni, a morale niskie. Wysokie straty w piechocie były powodem pojedynczych przypadków dezercji. Istniała pilna potrzeba odpoczynku, uzupełnień i poprawy poziomu wyszkolenia oddziałów. Ben Gurion przedstawił swój plan następnego etapu wojny: 
„Obecnie istnieją trzy fronty: północny na którym walczymy z Libańczykami i Syryjczykami, centralny na którym walczymy z Legionem Arabskim oraz południowy na Negewie, gdzie walczymy z Egipcjanami. Nie mamy niewystarczającej ilości żołnierzy, aby przeprowadzić rozstrzygające ataki na trzech frontach ... musimy zdecydować, gdzie skoncentrować nasze wysiłki. Spojrzenie na mapę daje nam odpowiedź. Z żydowskiego punktu widzenia, najważniejszym jest region trójkąta Tel Awiw – Hajfa – Jerozolima. Upadek jednego lub dwóch z tych ośrodków będzie oznaczał, że przegraliśmy wojnę. Najsilniejszą siłą wojskową w trójkącie jest Legion Arabski ... możemy zwyciężyć jeśli zadamy druzgocący cios w trójkąt. Po wyparciu Legionu, możemy wyprzeć Libańczyków i Syryjczyków, być może zbombardujemy również Damaszek, a armię egipską pozostawimy w spokoju ... Teoretycznie armia egipska może prowadzić długotrwałe walki, jednak ludność Egiptu, siły armii i budżet finansowy mają ograniczone.”
Izraelczycy w celu zakupienia uzbrojenia i amunicji wykorzystali istniejącą od lat międzynarodową sieć pracowników i lobbystów Agencji Żydowskiej. Dzięki temu, w krótkim czasie zakupiono około 25 tys. karabinów, 5 tys. karabinów maszynowych i 50 mln sztuk amunicji. Jeszcze przed końcem maja dostarczono 45 dział różnego kalibru oraz moździerze. 8 czerwca w Hajfie wyładowano 13 francuskich lekkich czołgów Hotchkiss H-35. Trzy dni później przywieziono 10 kolejnych czołgów. Do przerzutu broni z Zachodu użyto samolotów zarejestrowanych w Stanach Zjednoczonych, Kanadzie, Belgii i Panamie. Pilotowali je żydowscy piloci, bądź piloci wynajęci najczęściej z Pan American World Airways. Natomiast zakupiony ciężki sprzęt wojskowy, taki jak samochody ciężarowe, transportery opancerzone, czołgi i artylerię, przemycano drogą morską. Drugim, większym źródłem uzbrojenia okazał się Wschód, gdzie Związek Socjalistycznych Republik Radzieckich zatwierdził sprzedaż dużych ilości broni do Izraela. Pochodziła ona w większości z Czechosłowacji. Przeprowadzono wówczas operację Balak, w trakcie której przerzucono drogą powietrzną z Czechosłowacji do Izraela samoloty myśliwskie Avia S-199 i pięć ciężkich samolotów bombowych Boeing B-17 Flying Fortress. Utworzono wówczas 103 Eskadrę, której samoloty transportowe zajęły się przerzucaniem broni z Europy i dostarczaniem zaopatrzenia do izolowanych żydowskich osiedli na pustyni Negew. Siły Powietrzne Izraela korzystały wówczas z trzech baz lotniczych: (1) Ramat Dawid na północy w Dolinie Jezreel w pobliżu Hajfy, (2) Sede Dow w Tel Awiwie i (3) Tel Nof koło miasta Rechowot. Dostawy uzbrojenia umożliwiły Izraelczykom sformowanie trzech nowych brygad: 7 Brygada Pancerna, 8 Brygada Pancerna (na jej uzbrojeniu znajdowały się dwa brytyjskie czołgi Cromwell, a w lipcu dołączył jeden amerykański M4 Sherman oraz dwanaście francuskich lekkich czołgów Hotchkiss H-35 i Renault R-35) i Brygada Oded. Icchak Rabin powiedział później, że „bez broni z Czechosłowacji ... jest bardzo wątpliwe, czy bylibyśmy w stanie prowadzić wojnę”. Na początku czerwca kwatermistrzostwo izraelskiej armii poinformowało, że w magazynach znajduje się wystarczająca ilość broni lekkiej do dalszego prowadzenia wojny. Dlatego produkcję broni w lokalnych warsztatach i zakładach przestawiono na produkcję amunicji do karabinów i moździerzy oraz granatów.
Okres dozbrajania Sił Obronnych Izraela nie przebiegał jednak w łatwy sposób. Nowy rząd spierał się odnośnie do kształtu nowego państwa, a siły zbrojne stanowiły ważny argument. Dlatego Dawid Ben Gurion zdecydował o usunięciu z szeregów dowództwa oficerów o poglądach za bardzo lewicowych, bądź prawicowych. W okresie tym doszło także do bardzo złożonej sprawy Altaleny. Mianowicie, w dniu 20 czerwca do wybrzeża Palestyny w rejonie moszawu Kefar Witkin przypłynął statek Altalena. Na jego pokładzie znajdowało się około 1000 nielegalnych imigrantów z Francji oraz duże ilości broni zakupionej na zachodzie przez radykalną prawicową żydowską organizację paramilitarną Irgun. Siły Obronne Izraela zezwoliły imigrantom zejść na ląd, lecz od Irgunu zażądały oddania całej broni. Rząd nie chciał dopuścić, by w żydowskim państwie istniały różne formacje zbrojne i zdecydowanie zwalczały wszystkie grupy, które nie chciały podporządkować się jednemu dowództwu i wejść w skład regularnej armii izraelskiej. W odpowiedzi członkowie Irgunu zażądali, by przynajmniej 20% broni pozostała w ich rękach i przepłynęli statkiem do plaży Tel Awiwu. Wówczas na rozkaz Dawida Ben Guriona izraelscy żołnierze ostrzelali i zatopili statek. W incydencie zginęło 16 członków Irgunu i 3 żołnierzy izraelskiej armii. Aresztowano także ponad 200 członków Irgunu. Po 22 czerwca Irgun praktycznie przestał istnieć jako autonomiczne siły zbrojne (z wyjątkiem Jerozolimy). Jego bataliony zostały wcielone do brygad Sił Obronnych Izraela, które były w pełni podporządkowane cywilnym władzom nowego rządu.

### Strona arabska
Podczas trwania rozejmu w Palestynie, Arabowie wyładowali swoją nienawiść do Izraela na żyjących w państwach arabskich Żydach. W czerwcu doszło do kilku zamachów bombowych w żydowskiej dzielnicy w Kairze. Zginęło wówczas co najmniej 70 Żydów. Egipskie władze stosowały także politykę represji, aresztując około 100 wpływowych Żydów, konfiskując ich mienie oraz namawiając ich do emigracji. W czerwcu wybuchły arabskie zamieszki w Wadżdzie i Dżarada w Maroku. W pogromie zginęło 44 Żydów. Do pogromu doszło także w Trypolisie w Libii, gdzie zginęło 15 Żydów. Zniszczonych zostało 280 żydowskich domów .
W dniach 15–16 czerwca w Kairze odbyło się spotkanie szefów arabskich armii. Wszyscy dowódcy zgłaszali poważne braki w uzbrojeniu i amunicji. W egipskiej armii brakowało artylerii, moździerzy i karabinów maszynowych, natomiast zapasy amunicji wystarczały na 20–30 dni walki. Syryjskie zapasy amunicji wystarczały na 10 dni walki. Wszystkie armie zgłaszały pilną potrzebę uzupełnień czołgów, pojazdów opancerzonych i samolotów, do których szczególnie mocno brakowało części zapasowych i bomb. Dodatkowym problemem był brak wystarczających rezerw, co uniemożliwiało niektórym jednostkom podjęcie w najbliższej przyszłości jakichkolwiek działań ofensywnych. Pełny raport został przedstawiony sekretarzowi generalnemu Ligi Państw Arabskich, Abd ar-Rahmanowi Azzamowi, który zwrócił się do egipskiego ministra obrony z zapytaniem o zdolności egipskiej armii do prowadzenia działań wojennych w przyszłości. W odpowiedzi usłyszał, że poważnym problemem są rozciągnięte na około 115 km linie zaopatrzeniowe, dla których zabezpieczenia trzeba wykorzystywać duże siły wojska. Minister ocenił, że aby prowadzić dalsze działania bojowe jest pilna potrzeba sformowania nowej brygady piechoty i dostarczenia jej pełnego uzbrojenia oraz zapasu amunicji. Państwa arabskie po naradzie podjęły usilne starania w celu zakupu broni i amunicji na europejskim rynku, zostały one jednak w większości udaremnione. Zdołano jedynie uzyskać dostęp do części powojennych zapasów brytyjskiej armii w rejonie Kanału Sueskiego i amerykańskich magazynów w porcie lotniczym Kair. Mniejsze ilości uzbrojenia i amunicji pochodziły z żydowskich transportów, które udało się skonfiskować w drodze do Izraela. Egipcjanie zdołali również wzmocnić swoje siły, poprzez skierowanie w rejon Gazy 3 Brygady. Została ona pośpiesznie sformowana z dwóch batalionów Bractwa Muzułmańskiego i jednego batalionu ochotników pochodzących z lokalnej ludności. Arabia Saudyjska, Libia i Tunezja przysłały symboliczne posiłki.
Samo zawieszenie broni w Palestynie okazało się niezwykle kruche. Transjordania, która osiągnęła swoje terytorialne ambicje, opowiedziała się za przedłużeniem rozejmu. Stanowisko to popierały Irak i Arabia Saudyjska. Tymczasem Egipt i Syria postanowiły zrealizować swój własny plan i doprowadzić do utworzenia niezależnego palestyńskiego rządu z Wielkim Muftim Jerozolimy Muhammadem Aminem al-Husajnim na czele. Pogłębiało to wzajemne waśnie pomiędzy arabskimi sojusznikami, uniemożliwiając ustalenie wspólnej strategii i koordynowanie działań wojsk. Dodatkowo, w okresie zawieszenia broni hrabia Bernadotte zaproponował, by obszary pozostające pod arabską kontrolą włączyć do poszczególnych państw arabskich. Taka propozycja zmieniła podejście dowódców armii arabskich, którzy zamiast ze sobą współdziałać, zaczęli teraz dążyć, aby opanować jak największe obszary dla swych państw.

## Druga faza wojny (8–18 lipca 1948)
Wraz ze zbliżającym się końcem zawieszenia broni, izraelskie dowództwo coraz bardziej zastanawiało się nad sposobem dalszego prowadzenia wojny. Jedyna zgoda wśród dowódców dotyczyła konieczności utrzymania żydowskich pozycji w Jerozolimie. Ponadto Dawid Ben Gurion przedstawił propozycję przeprowadzenia ofensywy na południu, aby opanować pustynię Negew i wyprzeć Egipcjan. Sprzeciwił się temu Mosze Karmel, który przedstawił dramatyczny raport o przewadze sił Arabskiej Armii Wyzwoleńczej w Galilei. W wyniku trudnych dyskusji zdecydowano się na położenie nacisku na frontach centralnym i północnym. Na południu postanowiono starać się o zachowanie stabilnej sytuacji. Brygady Sił Obronnych Izraela zostały rozlokowane na nowych pozycjach jeszcze w ostatnich dniach rozejmu. W rejonie Galilei stacjonowały brygady: Golani, Carmeli, Oded i 7 Brygada Pancerna. Przed północnym zgrupowaniem wojsk postawiono dwa główne cele: likwidację syryjskiego przyczółku na zachodnim brzegu Jordanu w rejonie moszawu Miszmar ha-Jarden oraz zajęcie całej Dolnej Galilei. Na froncie centralnym stacjonowały brygady: Harel, Jiftach, Kirjati i 8 Brygada Pancerna. Pasa wybrzeża pomiędzy Tel Awiwem a Hajfą broniła brygada Aleksandroni. Przed centralnym zgrupowaniem wojsk postawiono zajęcie rejonu trójkąta Lydda – al-Ramla – lotnisko Lidda. Zmniejszono by w ten sposób zagrożenie arabskie dla miasta Tel Awiw, zabezpieczając dodatkowo drogę zaopatrzenia dla Jerozolimy. W drugim etapie planowano wyparcie Legionu Arabskiego i rozszerzenie korytarza do Jerozolimy. W samej Jerozolimie stacjonowała brygada Etzioni oraz niezależne siły Irgunu i Lehi. Na froncie południowym stacjonowały brygady: Giwati i Negew. Przed południowym zgrupowaniem wojsk postawiono zadania obronne oraz podjęcie próby dostarczenia zaopatrzenia do izolowanych żydowskich osiedli na pustyni Negew. Zawieszenie broni zostało zerwane 8 lipca przez Egipcjan. W odwecie Siły Obronne Izraela przeprowadziły serię operacji wojskowych, które przekształciły się w 10-dniową bitwę, przerwaną kolejnym zawieszeniem broni.

### Front południowy

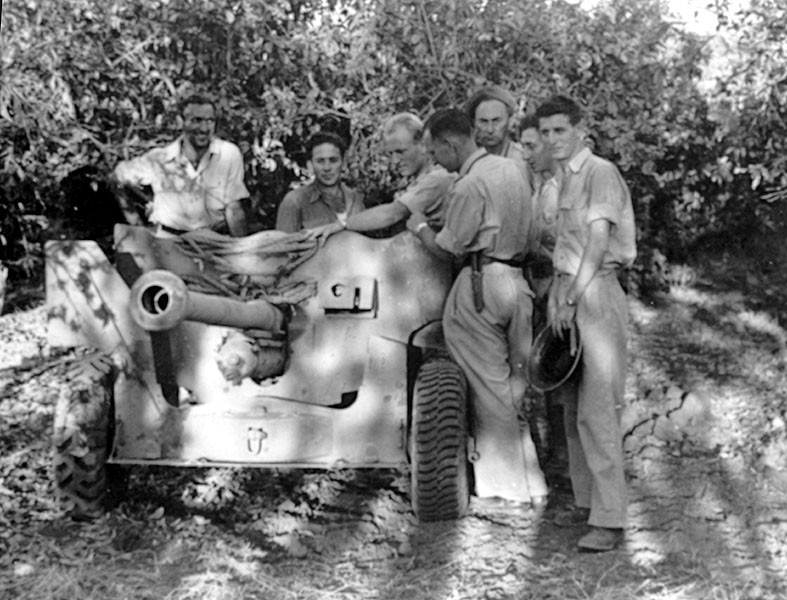
Żydowscy żołnierze w zajętej wiosce Ibdis

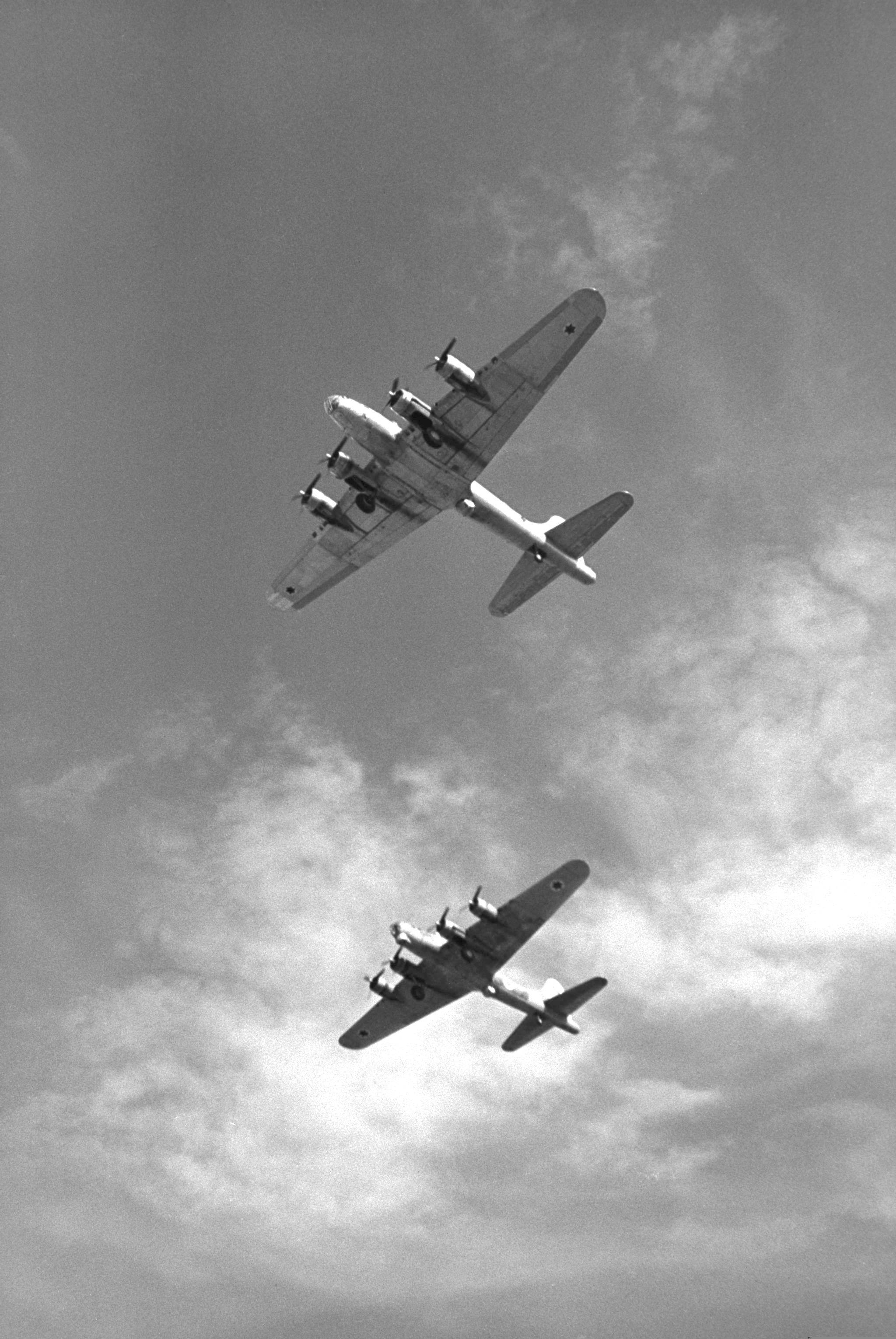
Izraelskie ciężkie bombowce Boeing B-17 Flying Fortress

Pod koniec pierwszego rozejmu wojska egipskie były podzielone na siedem głównych zgrupowań: (1) w rejonie wioski Isdud i zdobytego kibucu Niccanim stacjonowała 2 Brygada Piechoty z jednostkami pancernymi i artylerią; (2) na wschód od nich stacjonowała 4 Brygada z jednostkami pancernymi, artylerią i ochotnikami arabskimi z Sudanu i Arabii Saudyjskiej; (3) w rejonie wiosek Irak Suwajdan i Al-Faludża stacjonowały cztery bataliony piechoty z artylerią; (4) w rejonie Bajt Dżibrin, Hebronu i Betlejem stacjonował batalion piechoty i siły arabskich ochotników; (5) w rejonie Strefy Gazy stacjonowała 3 Brygada z trzema batalionami piechoty i ochotnikami z Arabii Saudyjskiej, którzy razem zabezpieczali linie komunikacyjne; (6) w rejonie Rafah stacjonowały rezerwowe trzy bataliony z artylerią; (7) w rejonie el-Arisz stacjonował odwodowy batalion piechoty z innymi jednostkami uzupełniającymi. Siły te liczyły 8600 żołnierzy i 2000 ochotników. Dysponowali oni niewielką liczbą sprawnych czołgów oraz pojazdów opancerzonych. Wsparcie zapewniały trzy baterie artylerii. Egipskie dowództwo spodziewało się żydowskiego natarcia w rejonie strategicznie położonego fortu Irak Suwajdan. Otworzyłoby to drogę komunikacyjną łączącą żydowską enklawę na pustyni Negew z państwem żydowskim na północy. Dlatego Egipcjanie ze szczególną uwagą wzmocnili obronę tego odcinka frontu. Równocześnie planowano powiększenie kontrolowanego przez siebie obszaru. Szereg niewielkich ataków miał doprowadzić do zajęcia kolejnych żydowskich osiedli położonych pomiędzy wybrzeżem Morza Śródziemnego a Hebronem i Betlejem na wschodzie. Zmniejszenie obszaru żydowskiej enklawy zmniejszyłoby zagrożenie własnych szlaków komunikacyjnych, co pozwoliłoby na zaangażowanie większej ilości sił w dalszych operacjach zaczepnych.
Zawieszenie broni zostało zerwane przez arabskich ochotników z Sudanu i Arabii Saudyjskiej, którzy na rozkaz egipskiego generała Nugiba, w nocy z 7 na 8 lipca 1948, ostrzelali pozycje żydowskie w rejonie kibucu Kefar Darom. Rankiem 8 lipca ochotnicy z zaskoczenia zajęli wioski Kaukaba i Hulajkat oraz Wzgórze 113 położone na wschód od kibucu Negba. Dzięki wykorzystaniu arabskich ochotników, Egipcjanie uniknęli uznania ich jako winnych złamania warunków zawieszenia broni. Wobec wznowienia walk, izraelskie dowództwo podjęło decyzję o ewakuacji obrońców kibucu Kefar Darom. Przeprowadzono ją pod osłoną nocy z 8 na 9 lipca. Rankiem 9 lipca, po artyleryjskim ostrzale, egipska piechota zajęła opuszczoną osadę. Równocześnie dowództwo izraelskie wydało rozkaz do rozpoczęcia operacji An-Far (9–15 lipca). Już w nocy z 8 na 9 lipca Brygada Giwati zajęła arabską wieś Tell es-Safi. Zajęcie tej stosunkowo niewielkiej wioski okazało się później największym sukcesem całej operacji, ponieważ wywołało masową ucieczkę ponad 10 tys. Arabów ze wszystkich okolicznych wiosek. Wioski te zostały zajęte przez Izraelczyków prawie bez walki. Był to duży taktyczny sukces, ponieważ dawał on bezpośredni dostęp do odciętych wcześniej kibuców Galon i Gat. Równocześnie przesunęła się do przodu żydowska linia obrony, która umożliwiała prowadzenie operacji zaczepnych w rejonie arabskich wiosek Ajjur i Bajt Dżibrin. Działania te zmusiły Egipcjan to przegrupowania sił i bronienia tego sektora. Równocześnie Izraelczycy przeprowadzili atak na fort policji przy wiosce Irak Suwajdan oraz zajęli wieś Ibdis, w której zdobyto wiele egipskiego sprzętu wojskowego. Przez następnych pięć dni w rejonie tym trwały bardzo ciężkie walki, w których wykorzystywano artylerię, czołgi, pojazdy pancerne i samoloty. Linia frontu wielokrotnie przesuwała się, a okoliczne wzgórza przechodziły z rąk do rąk. Egipcjanie bezskutecznie atakowali także wieś Dżulis i zajęli położoną na wschód od kibucu Negba wieś Bajt Affa. Kiedy Egipcjanie zorientowali się, że ich ataki na Ibdis są bezskuteczne, skoncentrowali swoje wszystkie siły na kibucu Negba. W dniu 12 lipca przeprowadzili frontalny atak na kibuc (II bitwa o kibuc Negba). W kolejnych dniach bez powodzenia atakowali także kibuce Gal On i Gat, natomiast 15 lipca doszło do bitwy o kibuc Be’erot Jicchak. Operacja An-Far była jedną z najostrzejszych bitew wojny. Egipcjanie ponieśli w niej ciężkie straty, zarówno w ludziach, jak i sprzęcie. Niektóre z oddziałów musiały być odbudowywane, a poniesione straty mocno ograniczyły ich zdolności taktyczne w dalszej części wojny. Niezamierzonym efektem, o którym Egipcjanie nic nie wiedzieli, było wstrzymanie przez izraelskie dowództwo realizacji drugiej fazy operacji Danny na froncie centralnym. Obawiano się, że Brygada Giwati nie zdoła utrzymać swoich pozycji i ulegnie pod naporem kolejnych egipskich kontrataków. Sytuacja wymagałaby wówczas przerzucenia posiłków na południe. Operację Danny wznowiono dopiero 14 lipca, co miało niewątpliwie wpływ na jej wynik.
Tymczasem izraelskie dowództwo postanowiło podjąć jeszcze jedną próbę przebicia się do żydowskiej enklawy na Negewie. Ben Gurion zdecydował się jednak wzmocnić siły, przerzucając na południe 89 Batalion komandosów z 8 Brygady Pancernej i żołnierzy z Korpusu Morskiego. W ramach działań dywersyjnych izraelskie siły powietrzne przeprowadziły 15 lipca spektakularny nalot na Kair. Został on przeprowadzony przez trzy ciężkie bombowce B-17 lecące z Czechosłowacji do Izraela, które zmieniły trasę i zbombardowały pałac egipskiego króla Faruka w Kairze. Wywarło to tak duże wrażenie na Egipcjanach, że wstrzymali wszelkie działania zaczepne na froncie. W następnych dniach izraelskie B-17 zbombardowały miasta Gaza, Al-Arisz, Kair, Amman oraz Damaszek. Korzystając z tego wsparcia, Izraelczycy przeprowadzili w dniach 16–18 lipca operację Mawet la-polesz. Pomimo uchwycenia kilku ważnych strategicznie punktów i wywarcia dużego nacisku na egipską armię, cała operacja zakończyła się niepowodzeniem.
Działania wojenne prowadzone w drugiej fazie wojny na froncie południowym nie przyniosły żadnych rozstrzygnięć. Izraelczycy zdołali zająć kilka ważnych pozycji, z których bezpośrednio zagrażali egipskim liniom komunikacyjnym. W działaniach operacyjnych dał się zauważyć brak dyscypliny oddziałów. Egipcjanie pokazali natomiast bardzo wysoki poziom wyszkolenia w prowadzeniu walki obronnej.

### Front centralny

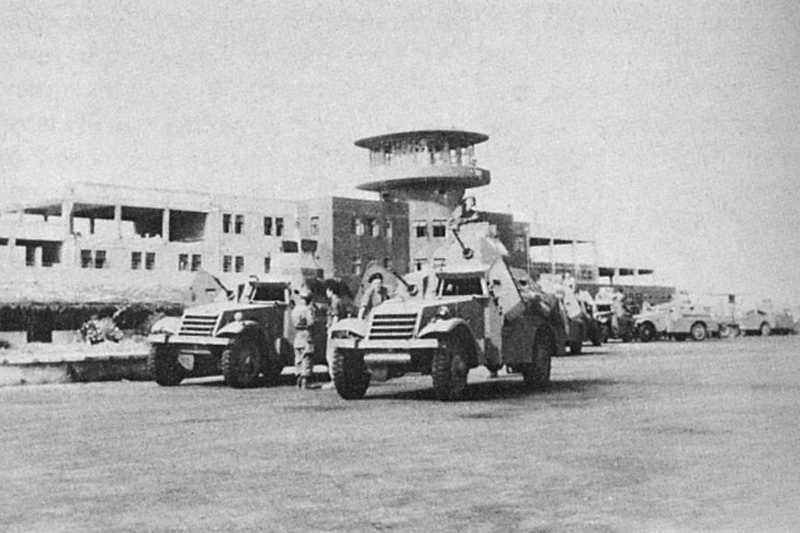
Izraelczycy w zdobytej bazie lotniczej Lidda

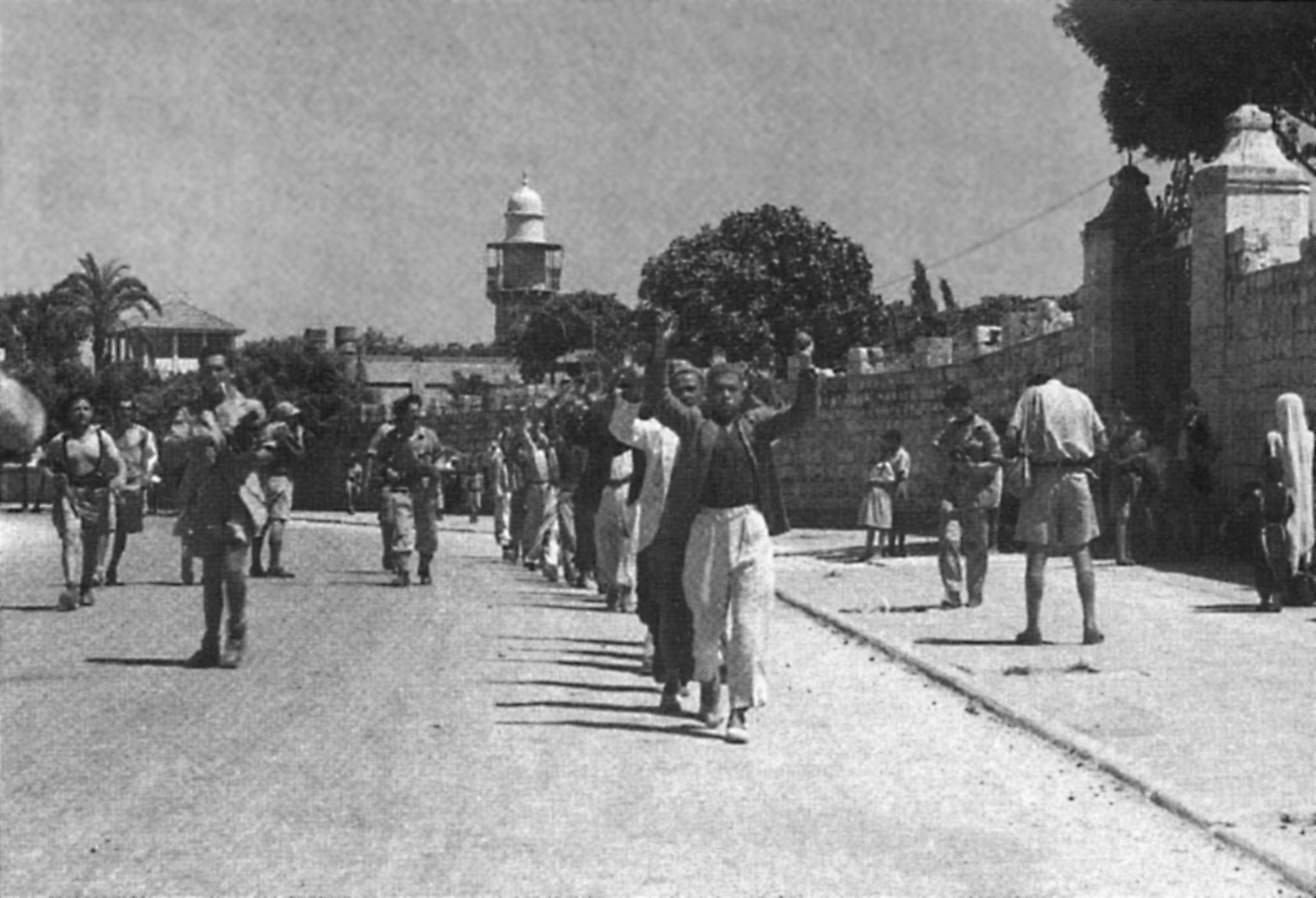
Arabscy jeńcy na ulicach Ramli

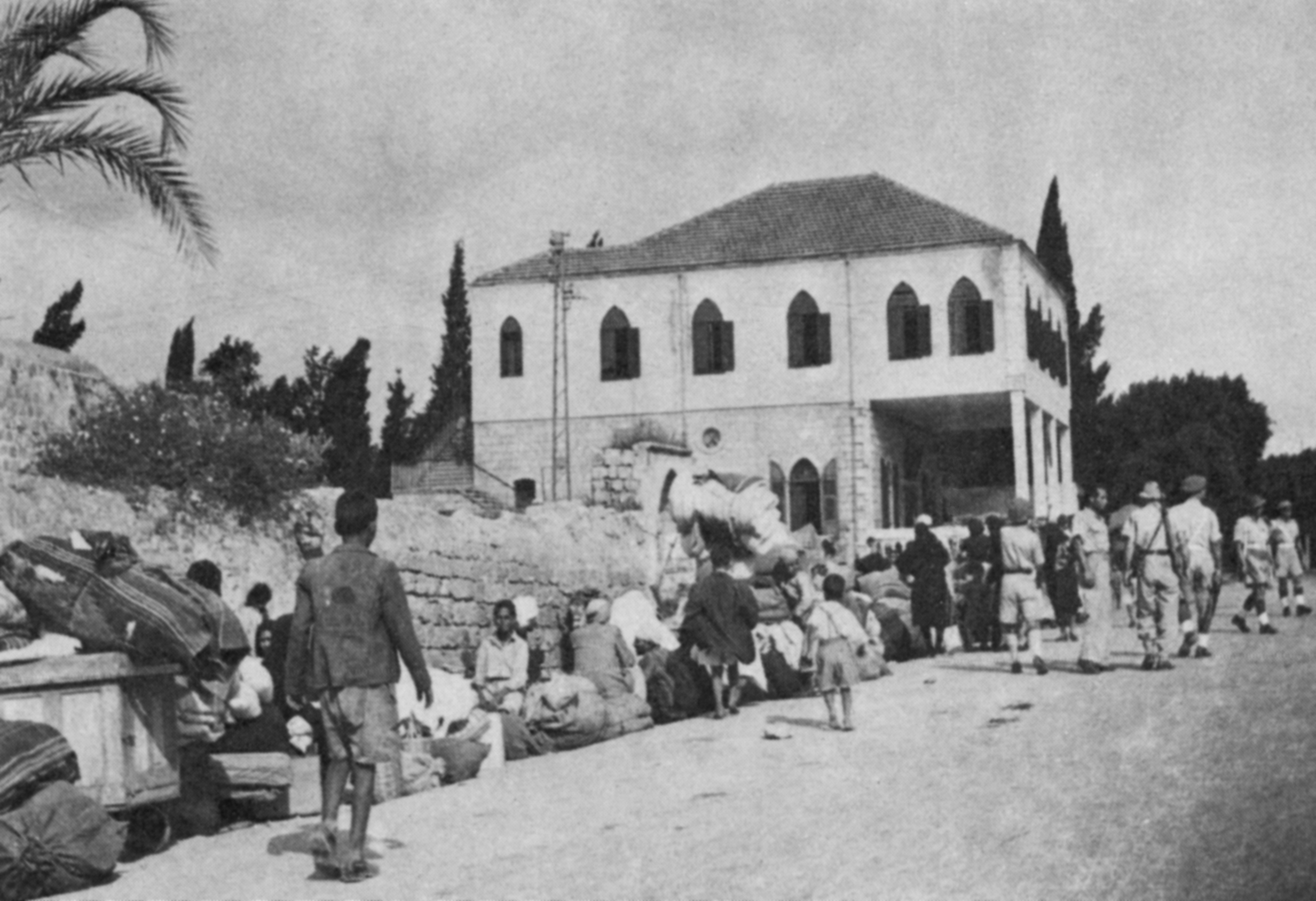
Exodus mieszkańców Ramli

W odróżnieniu od innych państw arabskich, Transjordania zdecydowanie opowiadała się za przedłużeniem zawieszenia broni. Postawa ta znalazła swoje odbicie w niezrealizowaniu zamówień dostarczenia uzupełnień dla Legionu Arabskiego. Samo wznowienie walk zostało przywitane z wielkim niezadowoleniem, a król Abdallah i jordański premier Taufik Abu al-Huda wystąpili nawet do Wielkiej Brytanii, aby wpłynęła na Radę Bezpieczeństwa ONZ w celu nałożenia sankcji na państwa, które złamały rozejm. Generał John Bagot Glubb dysponował tymi samymi siłami Legionu Arabskiego i z racji ograniczonych rezerw amunicji nie planował żadnych działań ofensywnych. Zupełnie inną postawę przyjęli Izraelczycy, dla których najważniejszym zadaniem było utrzymanie Drogi Birmańskiej. Postrzegali oni jordańskie pozycje w rejonie Latrun jako realne zagrożenie. Nie mając informacji wywiadowczych i nie będąc świadomym rzeczywistego położenia Jordańczyków, izraelskie dowództwo opracowało plan dużej operacji militarnej. Przedstawiony plan początkowo nosił nazwę operacji Larlar, od pierwszych liter miast, które miały być zajęte: Lidda, al-Ramla, Latrun i Ramallah. Później zmieniono jej nazwę na operacja Danny (10–18 lipca). W pierwszej fazie operacji zakładano zajęcie arabskich wiosek oraz miast Lidda i Ramla, w których znajdował się największy węzeł kolejowy Palestyny oraz port lotniczy Lidda. W drugiej fazie zakładano zajęcie fortu Latrun i kontynuowanie natarcia w kierunku na Ramallah, aby w ten sposób wyprzeć siły Legionu Arabskiego z okolic Jerozolimy. Do przeprowadzenia tej operacji wyznaczono część sił z pięciu brygad, liczące 6 tys. żołnierzy. Po raz pierwszy użyto w walce francuskie czołgi Hotchkiss H-35 i brytyjskie Cromwell. Operacja rozpoczęła się w nocy z 9 na 10 lipca 1948 od nalotu izraelskich samolotów na miasta Lidda i Ramla. Równocześnie siły lądowe rozpoczęły natarcie od północy i południa, okrążając oba miasta i odcinając od pomocy z kierunku wschodniego. Zajęto wówczas liczne wioski oraz port lotniczy Lidda. W dniu 11 lipca 89 Batalion komandosów z 8 Brygady Pancernej dowodzony przez Mosze Dajana przeprowadził ryzykowny manewr i kolumną jeepów oraz pojazdów półgąsienicowych wdarł się pomimo ciężkiego ostrzału do centrum Liddy. Kolumna pojazdów przejechała przez oba miasta strzelając do wszystkich napotkanych ludzi. Dotarcie do stacji kolejowej Ramla zajęło im 47 minut. Batalion utracił 9 zabitych i 21 rannych, natomiast po stronie arabskiej było ponad 100 zabitych. Wysoka liczba arabskich ofiar wynikała głównie z faktu, że izraelscy żołnierze nosili kefije, a na samym przedzie kolumny jechał samochód pancerny zdobyty na Legionie Arabskim. Wielu mieszkańców mogło myśleć, że są to siły jordańskie wkraczające do miasta. Oszołomieni całym rajdem Arabowie wyszli na ulice machając białymi flagami – brak było jednak formalnej kapitulacji. Wieczorem do miasta zaczęły wkraczać siły Brygady Jiftach (około 300-400 żołnierzy), podczas gdy większość arabskich ochotników wycofała się w stronę Ramli i dalej do Latrun. W godzinach nocnych sytuacja w mieście była niezwykle skomplikowana. Nieliczni izraelscy żołnierze znajdujący się pośrodku dużej arabskiej społeczności czuli się bardziej jak więźniowie, niż zdobywcy miasta. 12 lipca Brygada Kirjati wkroczyła do miasta Ramla. Tego samego dnia do Liddy dotarły od strony wschodniej trzy samochody pancerne Legionu Arabskiego. Otworzyły one ogień i po około trzydziestu minutach walki wycofały się. Mieszkańcy Liddy uznali jednak, że odgłosy walki oznaczają frontalny atak Legionu Arabskiego idącego miastu z odsieczą. Będąc o tym przekonani, zaczęli strzelać z okien i dachów domów do izraelskich żołnierzy, których straty zaczęły gwałtownie rosnąć. Żołnierze 3 Batalionu z Brygady Jiftach wpadli w panikę i zaczęli strzelać do wszystkich napotkanych ludzi. Ich odczucia zagrożenia mogły być uzasadnione, ponieważ była to grupa około 400 żołnierzy otoczona przez co najmniej 40 tys. Arabów. Dowodzący Mosze Kelman kazał żołnierzom strzelać do każdego wrogiego celu poruszającego się po ulicach. Podczas dochodzenia zeznał, że nie miał wyboru, ponieważ nie było szans na dotarcie posiłków, a ostrzał był prowadzony ze wszystkich stron i nie można było określić kierunku ataku. W trakcie bitewnego zamieszania, izraelscy żołnierze wrzucali do domów granaty aby wypędzić z nich ukrywających się snajperów, a następnie strzelali do wybiegających mieszkańców. Raport sporządzony przez oficera wywiadu Jeruham Cohena ocenił liczbę zabitych Arabów na 250 zabitych. Palestyński historyk Aref al-Aref podaje dużo wyższe liczby: 426 zabitych, w tym 179 którzy zginęli w meczecie Dahmash. Zdarzenie to nazwano masakrą ludności cywilnej, choć przeprowadzone po wojnie dochodzenia wykazały, że cała sytuacja nie była tak jednoznaczna. Rankiem 13 lipca izraelskie dowództwo nakazało przymusową ewakuację mieszkańców miast Lidda i Ramla. Cywile szli pieszo ponad dziewiętnaście kilometrów w bardzo dużym upale, niosąc na rękach swój dobytek i dzieci. Ludzie najpierw porzucali dobytek, następnie umierały osoby starsze, schorowane i dzieci. Zginęło około 350 osób. Dopiero po dotarciu do jordańskich linii, cywile byli przewożeni ciężarówkami do Ramallah. W ciągu dwóch dni w ten sposób wysiedlono około 50 tys. mieszkańców. W Liddzie i Ramli pozostało zaledwie 2,3 tys. Arabów. W opuszczonych miastach doszło do przypadków rabunku pozostawionego mienia arabskiego. Ben Gurion na wieść o tym nakazał natychmiast karnie wycofać z miast 3 Batalion. Sytuacja rodziła jednak potrzebę znalezienia trwałego rozwiązania problemu porzuconego mienia arabskiego. Ben Gurion zdecydował się więc powołać administrację wojskową Terytoriów Okupowanych, na czele której stanął generał Awner Elimelech. Dysponował on oddziałem żołnierzy, którzy posiadali prawo otwierania ognia do osób rabujących pozostawione mienie.
Głównym powodem opóźnienia realizacji drugiej fazy operacji Danny były toczone na froncie południowym ciężkie walki. Załamanie się linii obronnych na południu wiązałoby się z koniecznością natychmiastowego przerzucenia posiłków. Izraelczycy praktycznie nie dysponowali żadnymi rezerwami, a więc decyzja taka wiązałaby się z koniecznością uszczuplenia sił na froncie centralnym. I tak tutejsze siły zostały mocno zmniejszone przez wycofanie z linii 8 Brygady Pancernej. W trakcie dotychczasowych walk większość czołgów 82 Batalionu doznała różnych usterek technicznych, których naprawa miała zająć około tygodnia. Dodatkowym poważnym problemem było pojawienie się bardzo dużego zagrożenia dla bezpieczeństwa Drogi Birmańskiej. Na południe od tej strategicznej drogi znajdowała się arabska wieś Artuf, w której rejonie niespodziewanie pojawiła się egipska kompania ciężkiej artylerii chroniona przez ochotników z Bractwa Muzułmańskiego. Dodatkowo Jordańczycy skierowali w ten obszar 135 swoich żołnierzy z 12 kompanii, wcześniej operującej w rejonie Hebronu. Wielkość tych sił stanowiła realne zagrożenie dla Drogi Birmańskiej i izraelskie dowództwo musiało przegrupować swoje siły. Równolegle z operacją Danny, Brygada Aleksandroni przeprowadziła operację Betek (11–12 lipca), wypierając ze wsi Madżdal Jaba siły irackiego batalionu piechoty.
Druga faza operacji Danny rozpoczęła się w nocy z 15 na 16 lipca. Izraelskie siły dążyły do zajęcia okolicznych wiosek, odcinając Latrun od pomocy, która mogła nadejść z rejonu Ramallah. W trakcie tych działań doszło do ciężkich walk z Legionem Arabskim. W nocy z 17 na 18 lipca Izraelczycy zajęli wioski Islin i Artuf. Tutejszy posterunek policji zajmowali wcześniej Egipcjanie, którzy teraz wycofali się, obawiając się, że podjęcie przez nich walki mogłoby oznaczać większą żydowską ofensywę i odcięcie ich od swoich głównych sił na południu. W ten sposób żydowscy żołnierze bez walki zabezpieczyli od południa Drogę Birmańską, a także przejęli kontrolę nad zachodnim fragmentem linii kolejowej prowadzącej z Tel Awiwu do Jerozolimy. Do frontalnego ataku na fort policji Latrun doszło 18 lipca na godzinę przed wejściem w życie drugiego zawieszenia broni w Palestynie. Atak został jednak krwawo odparty. Pomimo to, operacja Danny zakończyła się bardzo dużym sukcesem strategicznym Izraelczyków. Nie osiągnięto co prawda zakładanych pierwotnie celów, to znacząco poszerzono kontrolowany obszar, zajmując dwa kluczowe miasta – Liddę i Ramlę. Były to jedne z największych ośrodków przemysłowych kraju, w których znajdował się najważniejszy węzeł kolejowy Palestyny. Dodatkową zdobyczą było jedyne w kraju międzynarodowe lotnisko, które po wojnie przemianowano z Lidda na Lod. W wyniku wysiedlenia tutejszej ludności arabskiej zlikwidowano naturalne zaplecze Arabskiej Armii Wyzwoleńczej i zmniejszono zagrożenie dla obszaru miejskiego Tel Awiwu. Ważnym strategicznie sukcesem było także poszerzenie korytarza Drogi Birmańskiej. Dowództwo Legionu Arabskiego z niecierpliwością wyczekiwało wejścia w życie zawieszenia broni, ponieważ zapasy były na wyczerpaniu. Przedłużenie walk o kolejne dni mogło zakończyć się katastrofą dla Jordańczyków.
Tymczasem w samej Jerozolimie, siły żydowskie opanowały w dniach 8–10 lipca obszar dzisiejszego Wzgórza Herzla. Jordańczycy wstrzymywali się od prowadzenia jakichkolwiek działań zaczepnych, ograniczając swoją aktywność do ostrzału artyleryjskiego Zachodniej Jerozolimy. Izraelskie działa usiłowały im odpowiadać, nie dysponowały jednak wystarczającym zasięgiem i siłą ognia. Jordański major Abd Allah at-Tall, wbrew rozkazom własnego dowództwa, podjął decyzję o rozpoczęciu natarcia ze Starego Miasta celem zajęcia całej żydowskiej części Jerozolimy. Doszło wówczas do bitwy o Bramę Mandelbauma (9–19 lipca), która zakończyła się bez żadnego rozstrzygnięcia. Jedynym jej rezultatem były rosnące straty po obu stronach. Po stronie żydowskich obrońców również doszło do przypadków braku dyscypliny. Dowodzący obroną miasta Dawid Sze’alti’el, wbrew rozkazom własnego dowództwa, podjął decyzję o podjęciu próby odzyskania Starego Miasta. W tym celu zaproponował Irgunowi zajęcie położonej na południowy zachód od miasta arabskiej wioski al-Malha, co odciągnęłoby uwagę jordańskiego dowództwa od Starego Miasta. Żołnierze zaatakowali wieś 14 lipca, jednak starcie przerodziło się w zaciętą bitwę, której przebieg wykazał niezdolność Irgunu do przeprowadzania samodzielnych operacji militarnych. W rezultacie Siły Obronne Izraela udzieliły wsparcia w postaci batalionu piechoty Brygady Etzioni. Po ciężkich walkach wieś al-Malha została zdobyta 15 lipca, jednak starcia w tym rejonie trwały jeszcze przez następny dzień. Mieszkańcy al-Malhy uciekli do pobliskiego miasta Betlejem. W nocy z 16 na 17 lipca przeprowadzono wspólną operację Kedem, usiłując bez powodzenia odzyskać Stare Miasto Jerozolimy. W rezultacie Dawid Sze’alti’el został 23 lipca odwołany i zastąpiony przez Moszego Dajana. W dniu 17 lipca Legion Arabski przeprowadził kontratak w północnej części miasta. Powstałą sytuację wykorzystała Brygada Etzioni, która zaatakowała siłami batalionu piechoty górzyste tereny rozciągające się na południowy zachód od miasta. Zajęto wioski En Kerem (poszerzenie korytarza Drogi Birmańskiej) i Battir (przejęcie kontroli nad wschodnim odcinkiem linii kolejowej z Tel Awiwu do Jerozolimy).
Działania wojenne prowadzone w drugiej fazie wojny na froncie centralnym zakończyły się izraelskim zwycięstwem, nie przyniosły jednak załamania sił jordańskich. Legion Arabski zdołał utrzymać swoje pozycje w obszarze Latrun i nie utracił Wschodniej Jerozolimy, jednak jego strategiczne zapasy amunicji wystarczały jedynie na pięć dni prowadzenia walk. Niewątpliwym sukcesem Izraelczyków było zdobycie Doliny Ajalon, miast Lydda i al-Ramla, uwolnienie otoczonej osady Ben Szemen i poszerzenie korytarza wokół Drogi Birmańskiej. Największą cenę drugiej fazy wojny zapłaciła ludność palestyńska, która musiała opuścić miejsca swojego zamieszkania. Już po wejściu w życie zawieszenia broni, Izraelczycy zajęli wioski al-Latrun i Szilta. Jordańczycy oprotestowali jednak te działania i międzynarodowi obserwatorzy sił UNTSO zmusili Żydów do wycofania się.

### Front północny
Na początku drugiej fazy wojny siły libańskie były rozmieszczone wzdłuż granicy libańsko-palestyńskiej, rozciągającej się od Morza Śródziemnego do rejonu wioski al-Malkijja. Ich zadaniem była obrona granicy Libanu i zapewnienie zaopatrzenia dla Arabskiej Armii Wyzwoleńczej, która składała się z trzech regimentów. 1 Regiment Jarmouk (1 Batalion Jarmouk oraz jedna kompania) zajmował rejon przy granicy libańskiej pomiędzy wsiami al-Malkijja a Sa’sa. 2 Regiment Jarmouk (trzy kompanie) przebywał w obozie treningowym w południowym Libanie (stanowił odwód). 3 Regiment Jarmouk (Batalion Hittin, batalion rezerwowy oraz jednostki milicji) zajmował pozycje w środkowej części Galilei z główną bazą w Nazarecie. Dodatkowo pod dowództwem Arabskiej Armii Wyzwoleńczej znajdował się syryjski Batalion Alawitów (dwie kompanie), który zajmował pozycje pomiędzy Safedem a Dżisz. Siedziba głównego dowództwa Fauziego al-Kaukdżiego znajdowała się w mieście Nazaret. W jego okolicy rozlokował się Batalion Hittin, składający się z czterech kompanii liczących około 500 ochotników. Dowódcą był iracki kapitan Abbas. Jedna z tych kompanii zajęła pozycje we wsi Asz-Szadżara, druga rozlokowała się wokół pobliskiego moszawu Ilanijja, trzecia zajęła trzy ufortyfikowane miejsca w Nazarecie, natomiast czwarta zajęła wieś Szefaram. Siły te były wspierane przez dodatkowych 200 ochotników pochodzących z okolicznych wiosek, którzy zostali oddani kapitanowi Abbasowi pod rozkazy. Całość sił Arabskiej Armii Wyzwoleńczej zajmowała dobrze umocnione pozycje obronne, jednak ich niewielka liczebność w połączeniu z wielkością bronionego obszaru, powodowały, że możliwości skutecznego działania były bardzo mocno ograniczone. Oddziały były niedostatecznie uzbrojone, występowały duże braki amunicji i wyszkolenia. Wszystko to razem powodowało, że tylko nieliczne jednostki Arabskiej Armii Wyzwoleńczej mogły podjąć równorzędną walkę z izraelską armią.

Najważniejszą operacją militarną przeprowadzoną na froncie północnym była operacja „Dekel” (9–18 lipca). Do jej przeprowadzenia wyznaczono wybrane jednostki 7 Brygady Pancernej, Brygady Karmeli i Brygady Golani. W pierwszej fazie operacji Izraelczycy ograniczyli swoje działania do nocnych ataków, podczas których zajmowano kolejne wsie w Zachodniej Galilei, poszerzając w ten sposób pas kontrolowanej przez siebie równiny nadmorskiej. Z obawy przed arabskimi kontratakami nie rozwijano działań ofensywnych w ciągu dnia i przyjmowano pozycje defensywne. Głównodowodzący Arabską Armią Wyzwoleńczą, Fauzi al-Kaukdżi całkowicie jednak zignorował żydowskie natarcie w Zachodniej Galilei. Z jego punktu widzenia najważniejszym celem strategicznym dla sił arabskich było przejęcie kontroli nad drogą z Nazaretu do Tyberiady. Nastąpiłoby wówczas połączenie Arabskiej Armii Wyzwoleńczej z wojskami syryjskimi, które utknęły w rejonie moszawu Miszmar ha-Jarden. Aby przejąć kontrolę nad tą strategiczną drogą, Arabowie przystąpili do II bitwy o Ilanijję (9–18 lipca). Natomiast kontrataki w Zachodniej Galilei ograniczyły się do działań nielicznych sił lokalnych milicji. Umożliwiło to Izraelczykom, po trzech dniach starć, rozwinięcie natarcia i zajęcie strategicznie położonej druzyjskiej wioski Szefaram. Podczas drugiej fazy operacji, izraelskie kolumny zmechanizowane dotarły i zajęły prawie bez walki miasto Nazaret (16 lipca). Przed rozpoczęciem ataku na miasto, Dawid Ben Gurion wysłał do izraelskich dowódców następujący telegram: 
„Przed zajęciem Nazaretu, musisz przygotować specjalne jednostki, bardzo lojalne i zdyscyplinowane, które nie pozwolą żołnierzom izraelskim poza służbą wejść do miasta, a także uniemożliwią kradzieże i szabrowanie miejsc świętych zarówno dla muzułmanów, jak i chrześcijan. Żołnierze powinni być wyposażeni w broń maszynową ze zgodą jej użycia dla zapobieżenia rabunkom.”
Upadek Nazaretu spowodował całkowity upadek morale arabskich. Kolejne wioski poddawały się bez walki, a ich mieszkańcy uciekali nie czekając nawet na pojawienie się żydowskich żołnierzy. W ten sposób odblokowana została linia komunikacyjna łącząca Hajfę poprzez Nazaret z Tyberiadą, zniesiono także blokadę oblężonego moszawu Ilanijja. Izraelskim żołnierzom nie udało się jednak uszczelnić pierścienia okrążenia wokół Nazaretu i Fauzi al-Kaukdżi wraz z większością sił Arabskiej Armii Wyzwoleńczej zdołał uciec do Górnej Galilei.
Zupełnie inaczej wyglądała sytuacja na froncie syryjskim. Tutaj przeciwnikiem była zawodowa i doświadczona armia syryjska. Jej 1 Brygada była rozlokowana w rejonie zdobytego moszawu Miszmar ha-Jarden. Natomiast 2 Brygada stacjonowała na Wzgórzach Golan, skąd obserwowała graniczną rzekę Jordan. Przygotowana operacja Brosz (9–18 lipca) była tak sformułowana, aby unikać bezpośredniego starcia. Celem było okrążenie wojsk syryjskich w rejonie moszawu Miszmar ha-Jarden oraz przecięcie dróg zaopatrzenia. Zmusiłoby to Syryjczyków do wycofania swoich wojsk na wschodni brzeg rzeki Jordan. Do przeprowadzenia tej operacji wyznaczono wybrane jednostki z Brygady Karmeli, Brygady Golani i Brygady Oded. Izraelczycy jednak po raz kolejny przystąpili do walk nie dysponując żadnymi informacjami wywiadowczymi. Z tego powodu niespodziewanie natknęli się na dobrze umocnione najlepsze syryjskie oddziały, których przewaga była dwukrotna. Izraelska piechota nie była w stanie sprostać na polu walki syryjskim czołgom i musiała wycofać się. Syryjskie samoloty posiadały całkowite panowanie w powietrzu. Kilkakrotnie bombardowały one Rosz Pinę, atakując między innymi izraelskie dowództwo w Hotelu Szulamit oraz pobliską byłą brytyjską bazę lotniczą Rosz Pina. Były tam skoncentrowane liczne pojazdy i wielu ludzi. Z tego powodu bombardowanie wywołało duże straty. Cała operacja zakończyła się izraelskim niepowodzeniem, a sam syryjski przyczółek Miszmar ha-Jarden pozostał w rękach arabskich do końca wojny. Aż do 1967 roku stanowił on obszar strefy zdemilitaryzowanej pomiędzy Izraelem a Syrią.
Działania wojenne prowadzone w drugiej fazie wojny na froncie północnym zakończyły się izraelskim zwycięstwem. Arabska Armia Wyzwoleńcza poniosła najbardziej dotkliwą porażkę, utraciła Dolną Galileę z miastem Nazaret i musiała pośpiesznie wycofać się do Górnej Galilei. Razem z nimi na północ uchodziły duże masy arabskich mieszkańców, którzy następnie przekraczali granicę libańską. Zupełnie inaczej przedstawiała się sytuacja na odcinku walk z wojskami syryjskimi, które po raz kolejny udowodniły swoją wyższość nad słabo wyszkolonymi i niedostatecznie uzbrojonymi siłami żydowskimi.

### Starania o rozejm
Wraz z rozpoczęciem się drugiej fazy wojny, hrabia Folke Bernadotte rozpoczął starania zmierzające do ogłoszenie drugiego zawieszenia broni w Palestynie. Uchwalona 15 lipca 1948 roku Rezolucja Rady Bezpieczeństwa ONZ nr 54 brała pod uwagę, że tymczasowy rząd Izraela zaakceptował propozycję przedłużenia zawieszenia broni w Palestynie, podczas gdy państwa członkowskie Ligi Arabskiej odrzuciły kolejne apele mediatora Organizacji Narodów Zjednoczonych w Palestynie i rezolucję Rady Bezpieczeństwa ONZ nr 53 z dnia 7 lipca 1948 roku wzywającą do przedłużenia zawieszenia broni.
Większość arabskich przywódców dążyła do znalezienia rozwiązania dyplomatycznego, aby doprowadzić do jak najszybszego końca wojny. Zwłaszcza Transjordania i Egipt zdawały sobie sprawę, że jest to jedyny sposób aby utrzymać posiadane zdobycze terytorialne. Szczególnie zdeterminowanym był król Abdallah, który zapoznał się z raportami gen. Glubba na temat dramatycznego braku amunicji Legionu Arabskiego. Poinformował on sekretarza generalnego Ligi Arabskiej Abd ar-Rahmana Azzama, że jego oddziały muszą jak najszybciej przerwać walkę. Podobna sytuacja panowała w egipskim korpusie ekspedycyjnym, któremu szczególnie brakowało pocisków artyleryjskich i przeciwlotniczych. Tymczasem siły izraelskie systematycznie rosły, tak pod względem ilościowym żołnierzy, mnogości uzbrojenia i jakości wyszkolenia. Arabscy przywódcy byli więc skłonni przyjąć zawieszenie broni, obawiali się jednak reakcji własnych społeczeństw, które nie były świadome rzeczywistego przebiegu walk. Media arabskie prowadziły celową politykę dezinformacji, przedstawiając wyniki wojny w dobrym świetle. Politycy przedstawili sprawę rozejmu jako niesprawiedliwy, nielogiczny i bezprawny dyktat narzucony państwom arabskim przez zachodnie mocarstwa. Dodatkowym czynnikiem były uzasadnione obawy rządu brytyjskiego, który krytycznie oceniał sytuację w Palestynie. Obawiano się, że w przypadku porażki Legionu Arabskiego zagrożone zostanie terytorium Transjordanii. W takiej sytuacji planowano przerzucenie brytyjskich zapasów wojskowych ze strefy Kanału Sueskiego do Ammanu, aby ratować armię króla Abdallaha. Po stronie izraelskiej rozejm postrzegano jako czas, który będzie można wykorzystać na odpoczynek i rozbudowę sił zbrojnych, aby następnie osiągnąć zwycięstwo w wojnie. Rząd izraelski obawiał się także niezadowolenia zachodnich mocarstw, ponieważ był przekonany, że przyszłe istnienie Izraela będzie uzależnione od dobrej woli lub neutralności tych mocarstw.
Dzięki nowej rezolucji udało się uzyskać zgodę walczących stron na ogłoszenie drugiego zawieszenia broni w Palestynie. Zaczęło ono obowiązywać o godzinie 18:00 wieczorem w dniu 18 lipca 1948.

### Bilans drugiej fazy wojny
Podczas drugiej fazy wojny żadna ze stron nie osiągnęła decydującego o dalszych losach wojny rozstrzygnięcia, jednak szala zwycięstwa zaczęła wyraźnie przechylać się na stronę izraelską. Arabskie armie nadal utrzymywały swoją przewagę nad siłami żydowskimi. Najwyraźniej dawało się to odczuć w działaniach zawodowych oficerów arabskich, z których większość przeszła profesjonalne brytyjskie szkolenie i posiadała doświadczenie wojenne. Jednak dowodzone przez nich oddziały nie otrzymywały wystarczającego zaopatrzenia. Embargo na dostawy uzbrojenia pozbawiło Arabów dostaw broni i amunicji. Z każdym kolejnym dniem sytuacja oddziałów bojowych pogarszała się, przybliżając je do klęski. Natomiast Siły Obronne Izraela systematycznie rozbudowywały się, powiększając swój arsenał uzbrojenia. Izraelscy oficerowie zdobywali także cenne doświadczenie bojowe, ucząc się dowodzenia złożonymi operacjami militarnymi z wykorzystaniem broni pancernej, piechoty, artylerii i lotnictwa.
Porównując przebieg linii frontu, to do największych sukcesów izraelskich doszło na froncie północnym i centralnym. Na północy Izraelczycy opanowali całą Zachodnią i Dolną Galileę, zadając ciężkie straty Arabskiej Armii Wyzwoleńczej i armii syryjskiej. Równocześnie izraelscy żołnierze zniszczyli i wysiedlili liczne wsie arabskie. Do największych i najbardziej dramatycznych wysiedleń doszło w miastach Lidda i Ramla. Działania te bardzo osłabiły morale arabskich ochotników. Natomiast wojska jordańskie i egipskie nie zdołały poszerzyć kontrolowanego przez siebie obszaru. Druga faza wojny zakończyła się izraelskim sukcesem.

## Drugi rozejm (18 lipca – 15 października 1948)

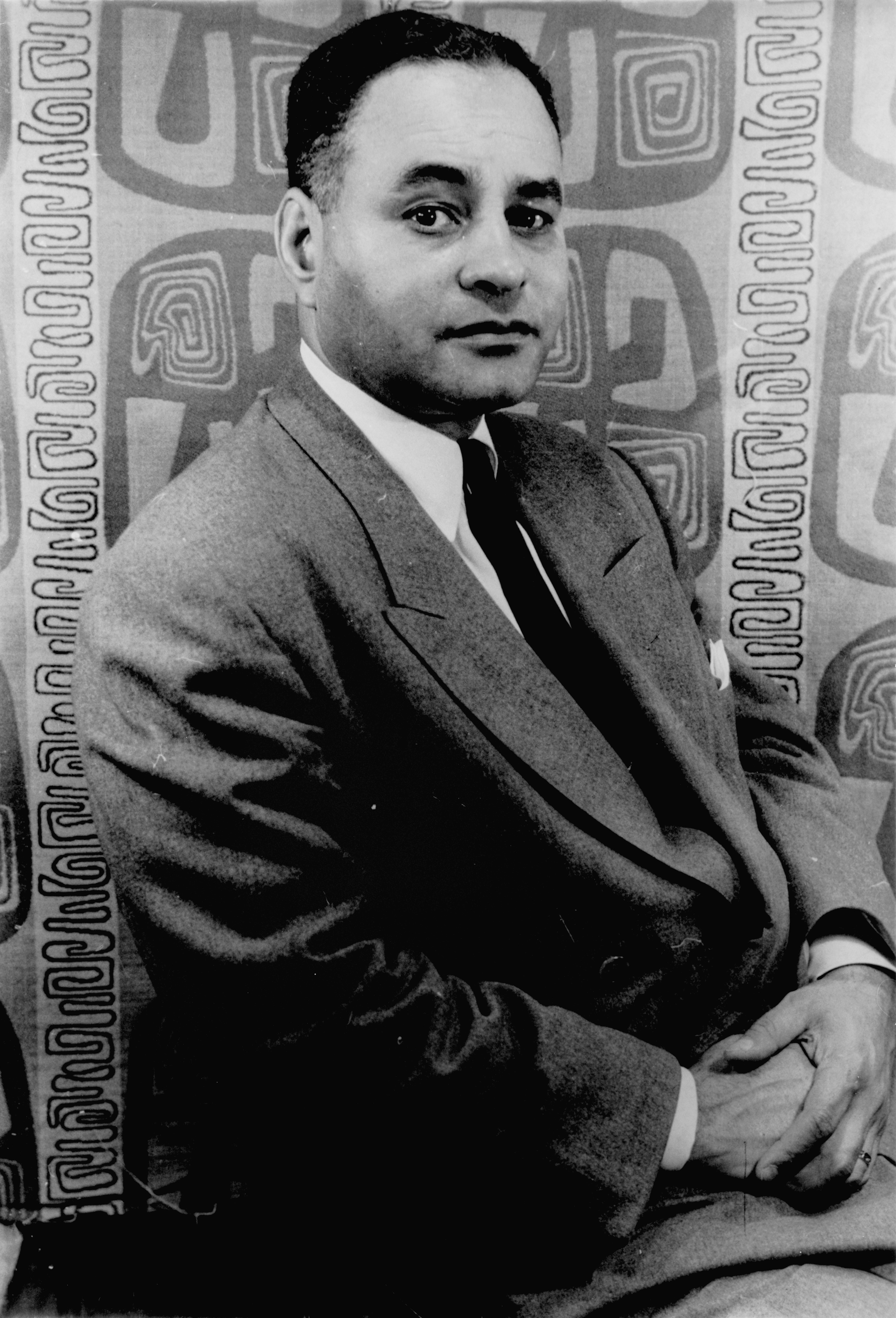
Mediator Organizacji Narodów Zjednoczonych w Palestynie, Ralph Bunche

18 lipca 1948 w Palestynie zaczął obowiązywać drugi rozejm narzucony przez Radę Bezpieczeństwa ONZ. Rozejm obowiązywał przez 89 dni do 15 października 1948. Warunki zawieszenia broni oraz przestrzeganie embarga na dostawy broni nadzorował mediator Organizacji Narodów Zjednoczonych hrabia Folke Bernadotte. W rzeczywistości jednak było bardzo ciężko wyciszyć walki i w początkowym okresie zawieszenie broni było łamane. Pierwszym problemem jaki się pojawił, była kwestia przenikania palestyńskich uchodźców przez linię zawieszenia frontu. Z różnych powodów usiłowali oni powrócić teraz do swoich domów, część aby odzyskać pozostawione mienie, a inni w celach rabunkowych. Izraelscy dowódcy obawiali się, że pomiędzy uchodźcami mogą być ukryci arabscy szpiedzy, zbierający informacje wywiadowcze. Między innymi dlatego Sztab Generalny wydał rozkaz wszystkim brygadom, aby nie dopuścić do powrotu ludności arabskiej do opuszczonych wiosek. Następnie Izraelczycy przeprowadzili operację Szoter (24–26 lipca), o której mówili, że nie była operacją militarną tylko policyjną i dlatego nie naruszała ona warunków rozejmu. W trakcie jej trwania likwidacji uległa arabska enklawa położona na zboczach góry Karmel na południe od Hajfy. Tutejsze wioski zostały zniszczone, a ich mieszkańców wysiedlono. Sekretarz generalny Ligi Państw Arabskich Abd ar-Rahman Azzam oskarżył Żydów o popełnienie zbrodni wojennej w trakcie tej operacji. W dniu 28 lipca 1948 hrabia Bernadotte wydał oświadczenie w którym stwierdził, że „nie ma dowodów na poparcie oskarżenia o masakrę”. Obserwatorzy UNTSO przeprowadzili inspekcję w rejonie walk i nie znaleźli żadnych dowodów masakry. Przeprowadzili oni także rozmowy z uchodźcami z trzech wiosek, którzy przebywali w obozie w Dżaninie i ich relacje nie potwierdziły oskarżenia o masakrze. Równocześnie obserwatorzy UNTSO przeprowadzili kontrolę zajmowanych pozycji przez wszystkie strony. Jednak ograniczona liczba obserwatorów uniemożliwiała im wnikliwe zapoznanie się z sytuacją i dochodziło do licznych niedopatrzeń. Między innymi stwierdzili oni, że na początku rozejmu Izraelczycy kontrolowali wejście na pustynię Negew. Stwierdzenie to otwierało drogę Izraelczykom do przeprowadzenia operacji wojskowej pomimo obowiązującego rozejmu. Kontrolując wejście, siły wojskowe mogły wejść na pustynię Negew i dostarczyć zaopatrzenie dla odciętych żydowskich osiedli. W przypadku egipskiej skargi na naruszenie warunków zawieszenia broni, Izraelczycy mogli przedstawić raport obserwatorów UNTSO i powiedzieć, że oni nie zmienili swoich pozycji, a do starć doszło w wyniku egipskiego ataku na żydowski konwój jadący z zaopatrzeniem. W ten sposób doszło do operacji GJS 1 (27 lipca). Tymczasem w izolowanych osiedlach upadało morale, dochodziło do strajków i żądania ewakuacji, na co dowództwo nie wyrażało zgody. W tej sytuacji przeprowadzono operację GJS 2 (30 lipca – 2 sierpnia). Zakończyła się ona częściowym powodzeniem, ponieważ, pomimo że nie udało się otworzyć regularnego szlaku komunikacyjnego, to jeden konwój z zaopatrzeniem dotarł do celu. Poszukując innego rozwiązania postanowiono przeprowadzić operację Awak (23 sierpnia – 21 października) dostarczając zaopatrzenie drogą powietrzną. W jej trakcie wykonano 417 lotów, przewożąc 2235 ton zaopatrzenia i 1911 osób na Negew. Ewakuowano 5098 osób do centralnej części kraju. Operacja wzmocniła siły żydowskiej enklawy na pustyni Negew, umożliwiając jej odegranie aktywnej roli podczas następnych walk na południowym froncie.
W międzyczasie w dniu 3 sierpnia 1948 zostały zapoczątkowane w Paryżu poufne rozmowy izraelsko-transjordańskie. Izrael oczekiwał, że w wyniku tych rozmów Arabowie uznają fakt istnienia państwa żydowskiego w Palestynie, godząc się przy tym na daleko idące zmiany terytorialne – tzn. był gotów zaakceptować zdobycze transjordańskie w zamian za utworzenie korytarza łączącego Jerozolimę z wybrzeżem. Rozmowy zostały zerwane, gdyż Izrael odmówił palestyńskim uchodźcom prawa powrotu do swoich domów w żydowskiej części Palestyny. W międzyczasie jordańscy żołnierze wielokrotnie ostrzelali żydowskie dzielnice Jerozolimy. Dodatkowo 12 sierpnia zburzyli stację pomp wody w Latrun (i to pomimo faktu, że obiekt był pod kontrolą międzynarodowych sił UNTSO). Zniszczenie pomp pozbawiło Zachodnią Jerozolimę dostaw wody. W tej sytuacji Izraelczycy pośpiesznie wybudowali nowy rurociąg. Jednak mnożące się incydenty prowadziły do wzrostu napięcia i groziły w każdej chwili zerwaniem rozejmu. Przyjęta 19 sierpnia Rezolucja Rady Bezpieczeństwa ONZ nr 56 usiłowała zmusić wszystkie strony do przestrzegania zawieszenia broni, zobowiązując do ścigania i karania osób odpowiedzialnych za naruszenie rozejmu. W ten sposób, pod międzynarodowym naciskiem, w dniu 22 sierpnia wojskowi izraelscy, egipscy i transjordańscy uzgodnili procedurę zapobiegania incydentom zbrojnym w rejonie Jerozolimy. Wszystkie te wydarzenia zmusiły mediatora ONZ, hrabiego Folke Bernadotte do przyśpieszenie swojej pracy. W dniu 16 września przedstawił on drugi projekt propozycji zmierzających do przywrócenia pokoju. Wniosek zakładał, że państwo Izrael będzie nadal istnieć, a jego granice zostaną ostatecznie określone przez formalne porozumienia pomiędzy zainteresowanymi stronami. Przy wytyczaniu granic miały być uwzględnione zasady geograficznych jednorodności i integracji. Pustynia Negew miała być przyznana państwu arabskiemu, a Galilea państwu żydowskiemu. Projekt zakładał również prawo powrotu palestyńskich uchodźców do swoich domów, z zapewnieniem odpowiednich odszkodowań za utraconą własność dla tych, którzy nie mogą powrócić. Miasto Jerozolima miało być objęte odrębnym szczególnym traktowaniem. Port Hajfa i Port lotniczy Lod znalazłyby się pod kontrolą międzynarodowych sił pokojowych. Plan pokojowy został odrzucony przez obie strony konfliktu, a 17 września Bernadotte został zamordowany przez dwóch członków radykalnej żydowskiej organizacji Lechi. Nowym mediatorem ONZ został amerykański dyplomata Ralph Bunche.
Zawieszenie broni zakładało, że przez cały okres jego trwania żadna ze stron nie będzie mogła zmienić sytuacji w obszarze prowadzonych walk na swoją korzyść. Obejmowało to zarówno zakaz dostaw broni, przegrupowanie oddziałów wojsk, jak i uniemożliwiało zmianę zajmowanych pozycji. W praktyce jednak obie strony, zarówno Arabowie, jak i Izraelczycy wykorzystali czas rozejmu na wzmocnienie swoich sił, co stanowiło naruszenie warunków zawieszenia broni.

### Strona żydowska

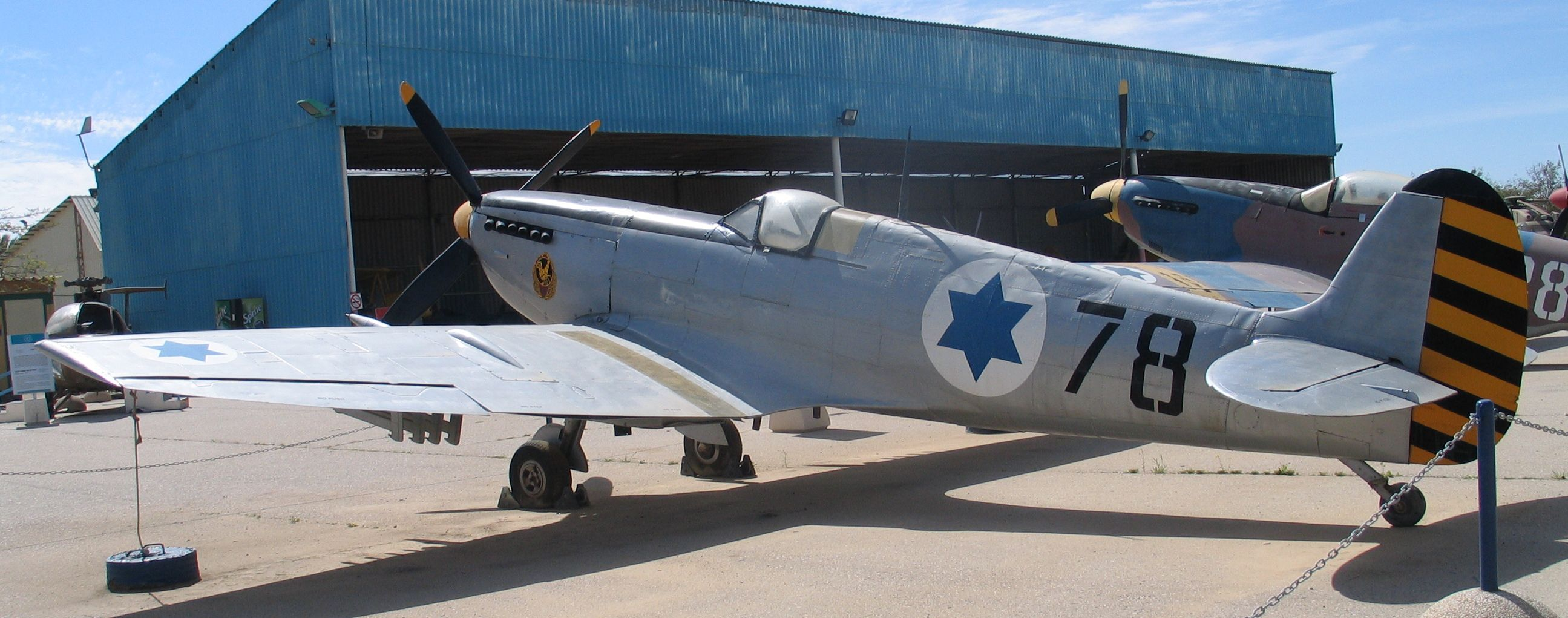
Samolot myśliwski Supermarine Spitfire w barwach izraelskiego lotnictwa

Od początku obowiązywania drugiego rozejmu, rząd Izraela uważał, że zawieszenie broni bez rozwiązania politycznego lub rozstrzygnięcia militarnego jest bez większego znaczenia i wykorzystywał ten czas na przebudowę i wzmocnienie Sił Obronnych Izraela. Dawid Ben Gurion podjął decyzję, że izraelska armia musi być zbudowana w taki sposób, aby żołnierze mogli normalnie uczestniczyć w życiu społecznym i budowie gospodarki narodowej, a w przypadku wznowienia walk, mogli być szybko i skutecznie zmobilizowani. W rezultacie tych przemyśleń stworzono system szkolenia jednostek żołnierzy, którzy następnie byli zwalniani do cywila. Uzyskiwano w ten sposób unikalne rozwiązanie, w którym każdy obywatel posiadał przeszkolenie wojskowe. W regularnej służbie pozostawiano kilka najlepszych brygad, których zadaniem było zabezpieczenie najbardziej kluczowych pozycji obronnych. W przypadku wznowienia walk musiały one wytrzymać 24 godziny, do czasu zmobilizowania rezerw. W ten sposób powoli rodził się najsprawniejszy na świecie system mobilizacyjny. Równocześnie realizowano intensywne programy szkoleniowe, w których największy nacisk położono na podoficerów i oficerów. To właśnie oni mieli znajdować się na pierwszej linii walk i dowodzić drużynami oraz plutonami na polu bitew. Szkolono radiooperatorów, aby poprawić komunikację pomiędzy oddziałami i dowództwem. Dowództwo szkoliło się w celu umiejętnego wykorzystania broni pancernej, artylerii i piechoty na polu walki. Po rozpoczęciu tych wszystkich działań, w dniu 19 lipca Dawid Ben Gurion skierował zapytanie do Jigaela Jadina, kiedy armia będzie gotowa do wznowienia działań operacyjnych. Jadin odpowiedział, że najwcześniejszym realnym terminem będzie początek września.
Dzięki napływowi zagranicznych ochotników i powszechnej mobilizacji prowadzonej wśród nowo przybyłych imigrantów, udało się zwiększyć liczebność sił zbrojnych z 63 tys. (stan na 17 lipca) do 88 tys. żołnierzy (stan na 7 października). Udało się także zakupić dodatkowe ilości uzbrojenia i amunicji. Między innymi zakupiono sprzęt wojskowy w Czechosłowacji za 9 mln USD. Kredytu udzielił Czechosłowacki Bank Narodowy, a gwarancje dał rząd Czechosłowacji. Transporty broni szły do Izraela tranzytem przez porty morskie w Polsce. W ten sposób przybyły 82 działa kaliber 75 mm, 27 dział kaliber 20 mm, 450 ciężkich karabinów maszynowych, ponad 3 tys. średnich karabinów maszynowych oraz 10 tys. sztuk karabinów i pistoletów wraz z dużą ilością amunicji. Wzrosła w ten sposób siła ognia typowych brygad piechoty, które pod względem uzbrojenia zaczęły przewyższać swoich arabskich odpowiedników. Dawid Ben Gurion uznał za niezbędne wzmocnienie potencjału Izraelskich Sił Powietrznych. Z tego powodu w dniu 15 lipca 1948 zakupiono w Czechosłowacji 50 samolotów myśliwskich Supermarine Spitfire w cenie 23 000 USD za samolot. Następnie przeprowadzono operację Velveta sprowadzając stopniowo samoloty do kraju. Celem było stworzenie trzech eskadr myśliwskich z 25 samolotami (15 myśliwców w pierwszej linii i 10 w rezerwie) Avia S-199, Spitfire i P-51 Mustang. Eskadra średnich bombowców miała liczyć 8-10 samolotów De Havilland Mosquito i Bristol Beaufighter, a eskadra ciężkich bombowców miała mieć 8 samolotów Boeing B-17 Flying Fortress (do końca rozejmu zdołano zgromadzić jedynie 7 bombowców średnich i ciężkich). Wsparcie stanowiła eskadra transportowa. Przed siłami powietrznymi postawiono zadanie zniszczenia lotnictwa wroga oraz zapewnienia wsparcia dla sił lądowych i marynarki. Ciężkie bombowce miały dodatkowo razić strategiczne cele położone na terytorium wroga, a samoloty transportowe realizować misje poza granicami kraju. Według oceny ekspertów CIA z 27 lipca 1948, po dziewięciu dniach obowiązywania rozejmu przewaga sił żydowskich nad arabskimi była w stosunku 2:1. Eksperci uznali, że wojsko żydowskie jest zdolne przeprowadzić kompleksowe operacje militarne i usunąć siły arabskie z Palestyny.

W dniu 2 sierpnia zebrał się izraelski rząd. Dawid Ben Gurion uznał wówczas, że siła militarna Izraela jest większa od możliwości prowadzenia skutecznych działań politycznych: 
„Obecnie nasze wojsko jest silniejsze niż nasza polityka, ponieważ nie wszystkie duże kraje uznają nas. Wobec tego wydaje mi się, że nie możemy polegać jedynie na walce politycznej i musimy podjąć decydującą walkę zbrojną, wprowadzając zmiany na naszą korzyść ... Jest mało prawdopodobne, że ONZ podejmie decyzje zgodne z naszymi oczekiwaniami w odniesieniu do Galilei, drogi do Jerozolimy, Jerozolimy i Negewu ... jeśli nie podejmiemy działań w celu dokonania niezbędnych korekt terytorialnych, nigdy nie będziemy mieli tego, co chcemy osiągnąć na Negewie, na drodze do Jerozolimy i w Galilei.”

Od tego momentu izraelskie dowództwo rozpoczęło pracę nad nowymi planami operacji wojskowych, uznając front południowy za najważniejszy strategicznie obszar wojny. Pokonanie egipskiej armii wyeliminowałoby pierwsze państwo arabskie z wojny, a tym samym mogło przechylić szalę zwycięstwa na stronę żydowską. Opracowywane plany taktyczne były liczone na około siedem dni walki, ponieważ spodziewano się, że w tym okresie zostanie narzucony stronom kolejny rozejm. Tymczasem prowadzono reorganizację, uzupełnienia i szkolenia brygad, który stopniowo zajmowały nowe pozycje na linii frontu. 6 sierpnia Sztab Generalny Sił Obronnych Izraela powołał cztery regionalne dowództwa. Szefem Północnego Dowództwa został generał Mosze Karmel. Szefem Centralnego Dowództwa został generał Cwi Ajalon. Szefem Południowego Dowództwa został generał Jigal Allon. Szefem Dowództwa Wewnętrznego został generał Dan Ewen. Pod ich rozkazami znajdowało się dwanaście brygad. 26 września 1948 izraelski rząd podjął decyzję o nie kontynuowaniu wojny z Jordanią. Pozwoliło to uniknąć ewentualnej konfrontacji z Wielką Brytanią, ale pozostawiało Stare Miasto Jerozolimy w arabskich rękach. Przy dyskusji tego problemu zwyciężyły jednak argumenty, że taka decyzja umożliwi prowadzenie swobodnych działań przeciwko Egiptowi na południu. Ben Gurion uważał, że armia będzie miała maksimum sześć dni na osiągnięcie zamierzonych celów, po czym Rada Bezpieczeństwa narzuci kolejne zawieszenie broni. W znacznym stopniu ograniczyło to przygotowania planów operacyjnych. Głównym celem miało być utworzenie korytarza komunikacyjnego z żydowską enklawą na Negewie. Drugim celem było poszerzenie w kierunku południowym korytarza jerozolimskiego i przejęcie kontroli nad całą linią kolejową z wybrzeża do Jerozolimy. Zdecydowano się przy tym na użycie ograniczonej ilości sił, aby nie sprowokować Jordańczyków. Zakładano, że krótki czas walk wykluczy możliwość zaangażowania się w starcia pozostałych stron wojny. Na posiedzeniu rządu 6 października, Dawid Ben Gurion powiedział: 
„Jeśli walki ograniczą się do południa, czyli jeśli Irakijczycy, Syryjczycy i Jordańczycy nie będą interweniowali, będziemy mogli przejąć kontrolę nad całym Negewem, Morzem Martwym, a następnie dojść na południe do Morza Czerwonego. Możemy również zająć Hebron i Betlejem.”

### Strona arabska
W pierwszych dniach rozejmu dowództwo egipskiej armii wysłało sprawozdanie do sekretarza generalnego Ligi Państw Arabskich, w którym została przedstawiona aktualna sytuacja militarna w Palestynie: 
„Siły żydowskie w czasie rozejmu są rozbudowywane pod względem liczebności i uzbrojenia, natomiast sytuacja armii arabskich jest zupełnie przeciwna. Ich siła maleje, szczególnie w liczebności żołnierzy, amunicji i uzbrojenia. Nie ulega wątpliwości, że jeśli urzędnicy nie podejmą odpowiednich kroków, to będzie trudno prowadzić dalszą walkę. Jest potrzeba zapewnienia uzbrojenia, amunicji i ludzi jako uzupełnień.”
Głównodowodzący wojskami egipskimi, gen. Ahmad Ali al-Muawi uważał, że sytuacja jego korpusu w Palestynie jest niepewna. Jego żołnierze zostali zepchnięci do defensywy i istniało realne zagrożenie odcięcia części sił, które mogły z łatwością znaleźć się w okrążeniu. Otrzymał on posiłki w postaci trzech batalionów z Arabii Saudyjskiej, jednak wciąż odczuwał brak broni pancernej (używane czołgi były starej konstrukcji i nadawały się bardziej do zadań rekonesansu niż wspierania natarcia piechoty). Artyleria cierpiała na poważne braki amunicji. Brakowało także sił rezerwowych, które mogłyby być użyte w sytuacji krytycznej na którymś z odcinków frontu. Iracki korpus ekspedycyjny otrzymał wzmocnienie w postaci dodatkowych jednostek przybyłych z Iraku. Również jordański Legion Arabski zdołał uzupełnić straty nowymi rekrutami. Wszystkie arabskie siły przebywające na terytorium Palestyny wykorzystały rozejm na budowę umocnień.

Tymczasem zaczęły narastać wzajemne antagonizmy pomiędzy arabskimi państwami. Transjordania przygotowywała się przy cichym poparciu Wielkiej Brytanii do aneksji Zachodniego Brzegu Jordanu, odrzucając tym samym koncepcję utworzenia niepodległego państwa arabskiego w Palestynie. Wywołało to wzburzenie sojuszników, a Egipcjanie zaczęli zachęcać Wielkiego Muftiego Jerozolimy Muhammada Amina al-Husajniego do utworzenia tymczasowej administracji cywilnej palestyńskich Arabów. Król Abdallah I usiłował uspokoić Egipcjan i 4 września wysłał do króla Faruka I uspokajający list. Podjął także starania o utworzenie wspólnego egipsko-jordańsko-irackiego centrum dowodzenia, które mogłoby skuteczniej prowadzić wojnę lub w razie potrzeby negocjacje. Pomimo to, 8 września Muhammad Amin al-Husajni rozpoczął tworzenie w Strefie Gazy palestyńskiej administracji. W dniu 22 września Komitet Polityczny Ligi Państw Arabskich zatwierdził tymczasowy rząd palestyński pod nazwą „Rządu Całej Palestyny” (arab. Hukumat Umum Filastin). Ogłosił on, że tymczasową stolicą będzie Gaza, do czasu aż stolicą nowego państwa zostanie Jerozolima. Rząd został oficjalnie uznany jako jedyny przedstawiciel Palestyny i Palestyńczyków. Historyk Awi Szlaim napisał: 
„Decyzja o utworzeniu rządu Całej-Palestyny w Strefie Gazy i starania o utworzenie sił zbrojnych pozostających pod jego kontrolę, były próbą członków Ligi Arabskiej zbycia z siebie bezpośredniej odpowiedzialności za rozpoczęcie wojny i wycofanie swoich wojsk z Palestyny pomimo protestów. Bez względu na długoterminową przyszłość arabskiego rządu w Palestynie, jego bezpośrednim celem, zgodnie z zamysłem jego egipskich sponsorów, było stanowienie centralnego punktu sprzeciwu wobec Abdallaha i służyło jako instrument udaremniania ambicji federacji arabskich państw sprzymierzonych z Jordanią.”
W dniu 30 września 1948 Al-Husajni powołał w Gazie Palestyńską Radę Narodową, która 1 października ogłosiła Deklarację Niepodległości całej Palestyny. W skład Palestyńskiej Rady Narodowej weszli: przewodniczący Al-Husajni, premier Ahmad Hilmi Abd al-Baqi, minister spraw zagranicznych Jamal al-Husajni. Stolicą państwa palestyńskiego miała być Jerozolima, natomiast Gaza tymczasową siedzibą rządu. Nowe państwo zostało natychmiast uznane przez Egipt i Ligę Państw Arabskich, które finansowo wspierały jego istnienie. Król Abdallah I uznał te działania za wyzwanie rzucone jego władzy i w dniu 30 września zorganizował w Ammanie kongres największych palestyńskich rywali politycznych Al-Husajniego. Zakwestionowali oni praworządność istnienia i działania Palestyńskiej Rady Narodowej w Gazie i udzielili poparcia jordańskiej polityce w Palestynie. Następnie 3 października jordański minister obrony nakazał na obszarach kontrolowanych przez Legion Arabski rozwiązanie wszystkich oddziałów Armii Świętej Wojny. Rozkaz ten został bezwzględnie wykonany.

## Trzecia faza wojny (15 października 1948 – 20 lipca 1949)

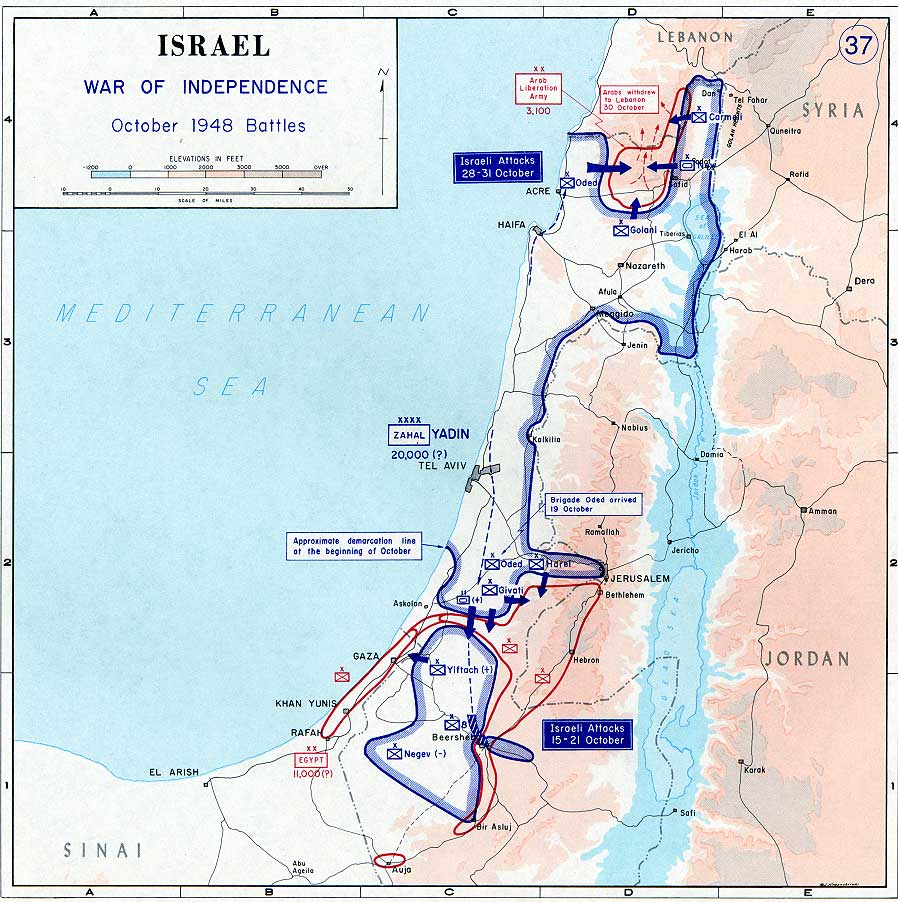
I wojna izraelsko-arabska
Działania w październiku 1948

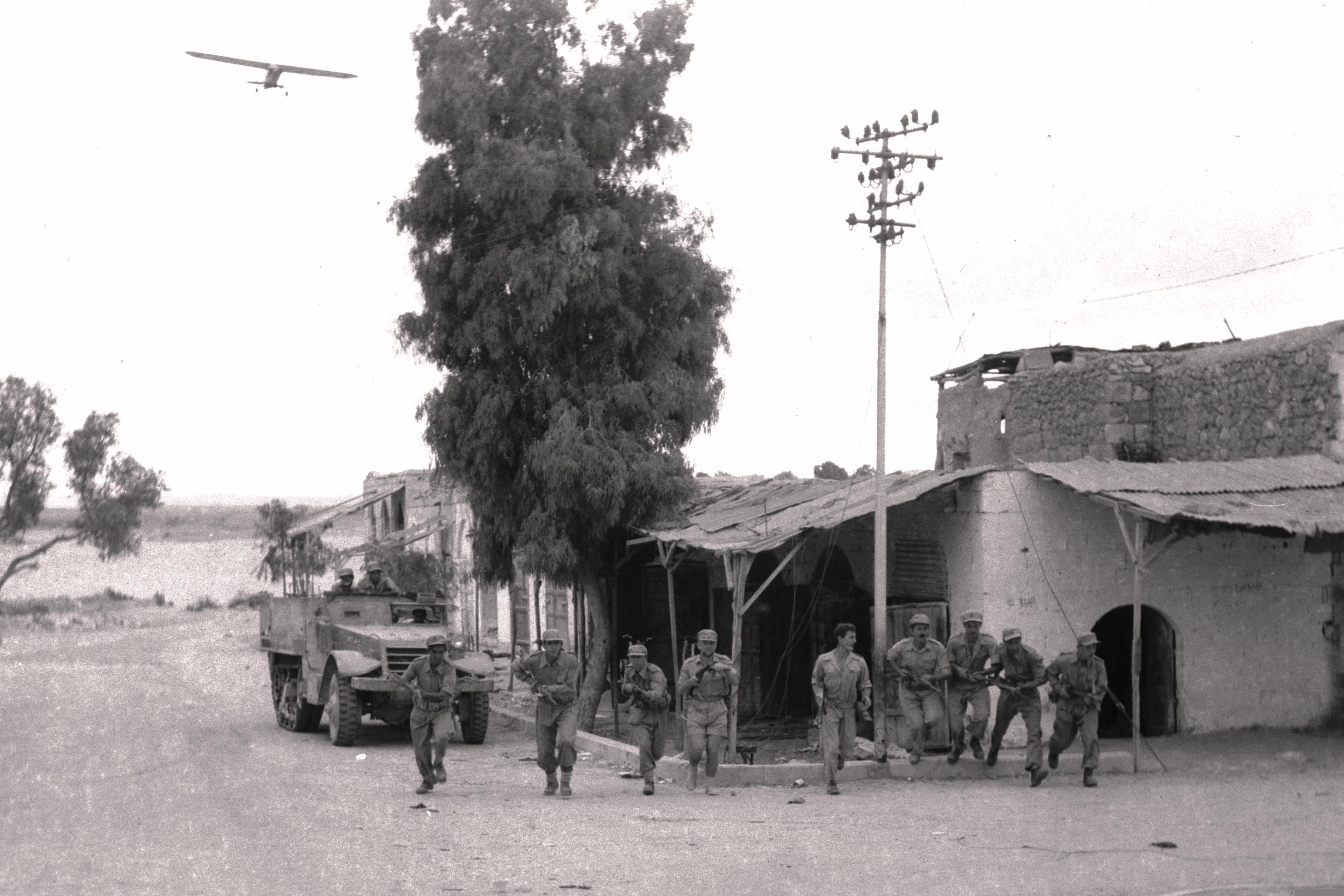
Izraelscy żołnierze zajmują Beer Szewę, 21 października 1948

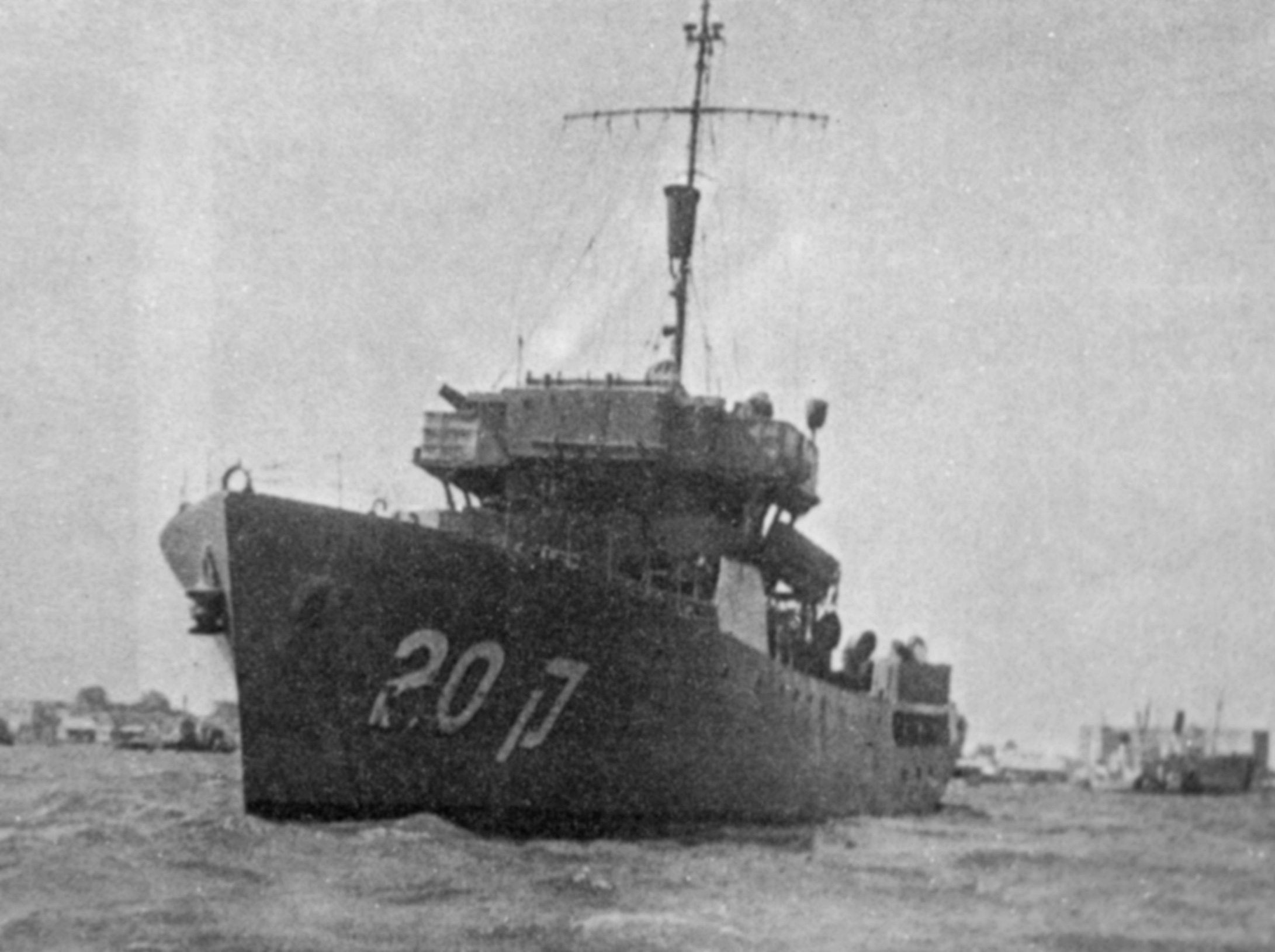
Izraelski okręt INS Hagana

Trzecia faza wojny była ostatnią i decydującą o przebiegu całego konfliktu. Rozpoczęła się ona wraz z zakończeniem drugiego zawieszenia broni. Chociaż w tym ostatnim okresie wchodziły w życie krótkotrwałe rozejmy, to jednak cały ten okres można traktować jako ostatnią trzecią fazę wojny.

### Walki od 15 do 22 października 1948

#### Front południowy
Pod koniec drugiego zawieszenia broni egipski korpus ekspedycyjny w Palestynie składał się z dywizji piechoty dowodzonej przez generała Ahmada Alego al-Muawiego. Główna kwatera dowództwa znajdowała się we wsi al-Majdal. Dywizja dzieliła się na trzy brygady, które zostały podzielone na sześć głównych zgrupowań: (1) linię od aj-Majdal na północ do Isdud włącznie ze zdobytym kibucem Niccanim obsadziła 2 Brygada (dwa bataliony piechoty) wsparta batalionem sudańskich ochotników. Trzeci batalion stanowił odwód i stacjonował w al-Majdal razem z baterią artylerii. Odcinkiem tym dowodził pułkownik Mahmoud Fahm. (2) linię od al-Majdal do Bajt Dżibrin obsadziła 4 Brygada (cztery bataliony piechoty) dowodzona przez Tawfiqa Mujahid Radwana. Odwód stanowiła kompania czołgów i kompania samochodów pancernych, które mogły być użyte na zagrożonym odcinku frontu. Ze względu na dużą długość tego odcinka, został on podzielony na pięć mniejszych obszarów: (a) pierwszy sektor rozciągał się od aj-Majdal na wschód do Hulajkat. Odcinka tego bronił batalion piechoty, wspierany przez batalion ochotników (cztery kompanie). Dowódcą odcinka był pułkownik Ali Osman Mohamed Grad; (b) drugi sektor obejmował obszar Irak Suwajdan, w którym pozycje obronne zajął batalion piechoty wzmocniony batalionem karabinów maszynowych. Dowódcą odcinka był Mohamed Kamel Rahmani; (c) trzeci sektor rozciągał się od Karatija na wschód do al-Faludża. Pozycje tutaj zajął batalion piechoty. Dowódcą odcinka był Ahmed Tawfiq; (d) czwarty sektor znajdował się w obszarze al-Faludża. Rozlokował się tutaj batalion piechoty. Dowódcą odcinka był Taha; (e) piąty sektor znajdował się pomiędzy Irak al-Manszija a Bajt Dżibrin. Rozlokował się tutaj rezerwowy batalion piechoty wspierany przez batalion ochotników z Sudanu. Dowódcą był Husajn Kamel. (3) wschodnie skrzydło wojsk znajdowało się pomiędzy Bajt Dżibrin a Betlejem. Stacjonowały tutaj cztery bataliony ochotników (ok. 2 tys. ludzi), którymi dowodził Ibrahim Osman Shawkat; (4) w rejonie od Hebronu do Beer Szewy znajdowały się siły egipskiej żandarmerii wojskowej, a w samym mieście Beer Szewa stacjonował batalion ochotników; (5) w obszarze Strefy Gazy stacjonowała 3 Brygada składająca się z dwóch rezerwowych batalionów piechoty oraz batalionu ochotników z Arabii Saudyjskiej. W rejonie miasta Gaza stacjonowała bateria artylerii. Zadanie ochrony tutejszych linii komunikacyjnych otrzymał Abdel Halim Degheid; (6) na linii Rafah – el-Arisz rozlokowano zaplecze administracyjne i techniczne wojsk oraz magazyny i szpital. Obszaru Rafah bronił batalion ochotników wspierany przez baterię artylerii. Odcinkiem tym dowodził Abdul Hameed Badran. Siły te dysponowały około 20-30 działami artylerii, 30 czołgami i około 20 samochodami pancernymi. Dodatkowe wsparcie zapewniały moździerze, działa przeciwpancerne i ciężkie karabiny maszynowe. Egipskie Siły Powietrzne dysponowały w tym czasie 41 samolotami, z czego jedynie 31 było gotowych do walki. Atutem Egipcjan był fakt, że okres zawieszenia broni wykorzystano na budowę silnych fortyfikacji obronnych, w skład których wchodziły linie drutów kolczastych oraz umocnione workami z piaskiem punkty ogniowe połączone ze sobą okopami. Słabym punktem było ich rozmieszczenie w trzech długich, cienkich liniach. Powodowało to mocne rozproszenie sił, które w ten sposób stawały się podatne na punktowe ataki żydowskie.
Izraelskie dowództwo już 6 października 1948 zatwierdziło plan operacji Dziesięć Plag, której nazwa nawiązywała do biblijnych dziesięciu plag, którymi Bóg ukarał Egipcjan, zmuszając ich do wypuszczenia z niewoli Izraelczyków. Nazwę zmieniono jednak na operację Jo’aw. Opracowany plan był niezwykle ambitny i zakładał utworzenie korytarza komunikacyjnego z żydowską enklawą na Negewie oraz otoczenie części wojsk egipskich w rejonie al-Faludża. Do realizacji tych celów wyznaczono duże zgrupowanie wojsk, składające się z pięciu brygad – Giwati, Jiftach, Negew, Etzioni i 8 Brygada Pancerna – wspieranych przez lotnictwo i marynarkę. Wraz z kończącym się okresem zawieszenia broni, Izraelczycy zaczęli poszukiwać pretekstu do rozpoczęcia operacji. W dniu 14 października wysłali na pustynię Negew konwój 16 samochodów ciężarowych, licząc, że zostaną one ostrzelane przez Egipcjan. Ruch konwoju był wcześniej uzgodniony z siłami UNTSO i nie spotkał się z oczekiwaną reakcją egipskich żołnierzy. Członkowie konwoju podpalili wówczas zbiornik paliwa, którego wybuch wywołał otworzenie ognia przez stronę egipską. Incydent ten stał się pretekstem dla rozpoczęcia nowej izraelskiej ofensywy
Operacja Jo’aw rozpoczęła się wieczorem 15 października 1948 od nalotu izraelskich samolotów na egipskie pozycje w Gazie, Bajt Hanun i aj-Majdal. Równocześnie zbombardowano bazę lotniczą al-Arisz, niszcząc cztery egipskie Spitfire’y na ziemi, hangar na samoloty oraz uszkadzając pas startowy. W ten sposób zostało wyeliminowane egipskie lotnictwo, a Izraelczycy uzyskali na froncie południowym panowanie w powietrzu. Działania lądowe rozpoczęły się wieczorem 15 października od serii ataków dywersyjnych, których celem było przerwanie wrogich linii komunikacyjnych i odwrócenie uwagi egipskiego dowództwa od głównego celu natarcia. W tym celu Izraelczycy wbili się klinem przecinając w rejonie wioski Bajt Hanun główną nadmorską drogę z Rafah do aj-Majdal. W ciągu kilku następnych dni doszło tutaj do bitwy o Bajt Hanun (15–22 października). Równocześnie małe mobilne izraelskie jednostki przeprowadziły serię działań sabotażowych na nadmorskich liniach komunikacyjnych. Między innymi wysadzono tory na linii kolejowej z Rafah do al-Arisz oraz mosty drogowe pomiędzy Rafah a Chan Junus. Drugi obszar działań dywersyjnych znajdował się na wschodzie, w rejonie wioski Irak al-Manszija. Usiłowano tutaj wbić klin w egipskie linie obronne, aby przeciąć linie zaopatrzeniowe i oddzielić zachodnie skrzydło wojsk egipskich od wschodniego, które mogłoby być następnie okrążone, w celu dalszej eliminacji w wybranym przez Izraelczyków czasie. Natarcie na wieś Karatija przeprowadzono siłami pancernymi przy silnym wsparciu artylerii. Ostrzał artyleryjski okazał się jednak mało skuteczny, ponieważ Egipcjanie byli ukryci w dobrze przygotowanych fortyfikacjach obronnych. W wyniku tego izraelskie natarcie utknęło, a podczas wycofywania poniesiono bardzo ciężkie straty (100 żołnierzy oraz cztery czołgi Hotchkiss H-35). Ta druzgocąca porażka bardzo mocno wpłynęła na morale żołnierzy. Przez cały dzień 16 października, ciężkie izraelskie bombowce B-17 Flying Fortress bombardowały al-Arisz (o godz. 9:00), al-Majdal (godz. 13:30) oraz al-Faludża (godz. 16:00). Podczas powrotu z misji bojowej jeden z izraelskich myśliwców rozbił się w bazie lotniczej Herclijja. Pomimo tych pierwszych niepowodzeń, Jigal Allon podjął decyzję o rozpoczęciu głównego natarcia, które było skierowane na skrzyżowanie dróg na zachód od fortu Irak Suwajdan. Rozpoczęło się ono w nocy z 16 na 17 października. Równolegle podjęto nieudaną próbę przeprowadzenia niewielkiego desantu morskiego i zniszczenia egipskiej baterii artylerii w rejonie zniszczonego kibucu Niccanim. Wznowienie ciężkich walk w rejonie Irak Suwajdan i utrata kontroli nad tamtejszym strategicznym skrzyżowaniem wzbudziło zaniepokojenie egipskiego dowództwa. Uważało ono jednak, że do głównego żydowskiego natarcia dojdzie w rejonie al-Faludża, dlatego do przeprowadzenia kontrataków użyto niewystarczających sił, koncentrując się jednocześnie na udrożnieniu linii zaopatrzeniowych w obszarze klina Bajt Hanun. Sytuację wykorzystali Izraelczycy, którzy wieczorem 17 października rozpoczęli ostatnią fazę bitwy o korytarz separacyjny. Postępując na południe wzdłuż drogi prowadzącej do żydowskiej enklawy na Negewie, zajęto kolejne wioski Kaukaba i Bajt Tima. Nacierający natrafili jednak na dobrze umocnioną linię obronną w rejonie wioski Hulajkat, obsadzoną przez trzy kompanie egipskiej piechoty, które wspierali uciekinierzy z wcześniej zajętych pozycji. Przeciągające się walki pod Hulajkat groziły udaremnieniem całego planu operacji Jo’aw. Izraelskie dowództwo stało w obliczu możliwości narzucenia przez Radę Bezpieczeństwa ONZ w krótkim czasie kolejnego zawieszenia broni. Rozpoczęto więc wyścig z czasem, decydując się na wprowadzenie do walki Brygady Oded. Decyzja ta miała poważną wadę, ponieważ brygada ta działała wcześniej na północy w Galilei i nie posiadała żadnego doświadczenia w walce w warunkach pustynnych. Przeprowadziła ona w nocy z 18 na 19 października atak na egipskie linie zaopatrzeniowe pomiędzy al-Faludża i Bajt Dżibrin. Natarcie zakończyło się niepowodzeniem, jednak wywołało zamierzony cel, wzmagając poczucie zagrożenia u Egipcjan. W dniu 19 października przeprowadzili oni ewakuację sztabu głównego z al-Majdal na południe. Tego samego dnia izraelskie lotnictwo zauważyło egipski statek rozładowujący zaopatrzenie w Gazie. W celu jego przechwycenia skierowano trzy statki: INS Wedgwood, INS Hagana i INS Noga. W ten sposób doszło do bitwy morskiej pod al-Majdal. Tymczasem, wieczorem 19 października rozpoczęto decydujące natarcie na Hulajkat, otwierając do rana korytarz komunikacyjny na Negew. Równocześnie podjęto nieudaną próbę zdobycia fortu Irak Suwajdan.

Droga przez korytarz separacyjny rozdzieliła wschodnie skrzydło wojsk egipskich od skrzydła zachodniego. Generał Ahmad Ali al-Muawi wysłał kilka raportów do Szefa Sztabu Generalnego w Kairze, wskazując na pogarszającą się sytuację na froncie i proponując wycofanie wojsk z Irak Suwajdan i Bajt Dżibrin, aby wzmocnić nimi obronę Beer Szewy. Proponował także wycofanie arabskich ochotników do Hebronu i wojsk z rejonu al-Majdal w stronę Rafah. Przegrupowanie wojsk umożliwiłoby stworzenie nowej linii obronnej pomiędzy Hebronem, Beer Szewą i Strefą Gazy. Odpowiedź przyszła dopiero wieczorem. Sztab Generalny nalegał, aby utrzymać w rękach egipskich Hebron, al-Majdal i Strefę Gazy bez wycofywania się. Tymczasem Izraelczycy przystąpili do realizacji operacji Mosze, nazywanej także bitwą o Beer Szewę. W jej rezultacie miasto Beer Szewa zostało zdobyte rankiem 21 października. Tym samym zamknięto główną drogę zaopatrzenia dla wschodniego skrzydła egipskich wojsk. W międzyczasie prowadzone były operacje morskie podczas operacji Jo’aw, w trakcie których izraelscy komandosi marynarki wojennej zatopili 22 października okręt flagowy egipskiej marynarki Emir Farouk. Cała operacja Jo’aw zakończyła się izraelskim sukcesem. Wojska egipskie zdołały utrzymać większość swoich pozycji, jednak front rozpadł się na trzy odrębne obszary: (1) region nadmorski; (2) region centralny wokół al-Faludża i (3) region wschodni wokół Hebronu i Betlejem. Poniesione straty praktycznie wyeliminowały egipską armię z możliwości prowadzenia działań ofensywnych, zmuszając ją do zajęcia pozycji obronnych. Dowództwo egipskie, obawiając się okrążenia, postanowiło skrócić swoje linie i 28 października ewakuowało swoich żołnierzy z rejonu wioski Isdud. Opuszczone tereny natychmiast zajęli izraelscy żołnierze. 6 listopada Egipcjanie wycofali się z al-Majdal i zniszczonego kibucu Jad Mordechaj. Doszukując się przyczyn porażki egipskiej armii należy bezsprzecznie wskazać na całkowitą bezczynność sojuszników Egiptu. Pomimo próśb egipskiego rządu, żadne z biorących udział w wojnie arabskich państw, nie podjęło decyzji o wznowieniu walk. Straty poniesione przez armię egipską były nie do odbudowania i były decydujące dla przyszłych losów walk na froncie południowym. Tym samym pustynia Negew stanęła otworem przed Izraelczykami. Icchak Rabin napisał później: 
„Główną walkę prowadziliśmy przeciwko Egipcjanom, ale jednocześnie prowadziliśmy wyścig z czasem aby zdążyć przed proponowanym przez Narody Zjednoczone rozejmem”.
Nacierające izraelskie oddziały wysiedlały i niszczyły zajęte wsie arabskie. W rezultacie bardzo wzrosła liczba palestyńskich uchodźców. UNRWA szacuje, że w wyniku operacji Jo’aw liczba uchodźców w Strefie Gazy wzrosła ze 100 000 do 230 000. Liczba ta nie obejmuje uchodźców, którzy uciekli do Judei.

#### Front centralny

Izraelscy żołnierze we wsi Bajt Nattif

Na froncie centralnym Izraelczycy przeprowadzili dwie operacje wojskowe, których głównym celem było odciągnięcie uwagi od prowadzonej na południu operacji Jo’aw. Operacja Ha-Har (19–22 października) miała na celu poszerzenie korytarza komunikacyjnego prowadzącego do Jerozolimy i wyparcie sił arabskich z obszaru położonego na południe od Drogi Birmańskiej. Natomiast operacja Jekew (19–21 października) miała na celu przejęcie kontroli nad całą długością linii kolejowej prowadzącej z wybrzeża do Jerozolimy oraz wyparcie z tego obszaru sił arabskich. Najtrudniejszym momentem miało być zajęcie grzbietu górskiego powyżej strategicznej wioski Bajt Dżala. Miało to zabezpieczyć Jerozolimę od strony południowej, a jednocześnie podzieliłoby siły arabskie w tym rejonie.

Z rozpoczęciem obu operacji czekano do wieczora 19 października, aby nie sprowokować Jordańczyków i nie zakłócić w ten sposób realizacji operacji Jo’aw. Dowódców sił operacyjnych uczulano przy tym, że mają bezwzględnie unikać jakichkolwiek incydentów zbrojnych z wojskami jordańskimi, aby nie sprowokować w ten sposób Legionu Arabskiego do zaangażowania się w walki. Obie operacje bardzo szybko rozwinęły się i izraelscy żołnierze opanowali większość zamierzonych celów. Natarcie utknęło jednak w rejonie wioski Bajt Dżala. Tymczasem do arabskich ochotników dotarły informacje o klęskach egipskich wojsk na froncie południowym. Rankiem 21 października upadło miasto Beer Szewa, odcinając drogi zaopatrzenia dla zgrupowania wojsk stacjonujących w rejonie Hebronu i Betlejem. W rezultacie większość egipskich oficerów uciekła z tego rejonu, pozostawiając swoich żołnierzy samym sobie Siły arabskie zaczęły się w popłochu wycofywać, nie nawiązując walki z Izraelczykami. Jordańczycy podjęli próbę ratowania sytuacji i wysłali kompanię żołnierzy dowodzonych przez brytyjskiego oficera w celu ponownego zorganizowania arabskich ochotników i stworzenia nowej linii obrony. Próba ta jednak zakończyła się niepowodzeniem, a jordańskie działania ograniczyły się do wystawienia blokady drogowej na południe od Betlejem. W dniu 21 października Mosze Dajan zwrócił się do premiera Ben Guriona z propozycją zajęcia połączonymi siłami użytymi w obu operacjach strategicznej wioski Bajt Dżala. Zdobycie jej otworzyłoby drogę do wyzwolenia bloku żydowskich osiedli Gusz Ecjon i wyparcia arabskich sił w rejon Hebronu. Otrzymał on jednak wyraźny rozkaz, aby wstrzymać dalsze natarcie. Ben Gurion powiedział: 
„Jeśli zajmiemy wieś, będziemy musieli ją ewakuować pod presją ONZ, dlatego szkoda tracić przy tym życie choćby jednego człowieka.”
Jigal Allon uznał tę decyzję za wielki błąd, w wyniku którego ze względów politycznych i strategicznych utracono Gusz Ecjon. Całą sytuację wykorzystały wojska egipskie, które wraz z arabskimi ochotnikami wycofały się z Betlejem do Hebronu. Ich pozycje zajął Legion Arabski. Operacje zakończyły się sukcesem Izraelczyków. Linie zajęte w Szefeli i Judei stały się linią zawieszenia broni pomiędzy Izraelem a Jordanią na początku 1949.

#### Front północny
Na froncie północnym Izraelczycy przyjęli postawę defensywną, unikając jakichkolwiek starć z Syryjczykami lub Irakijczykami. Dochodziło jedynie do sporadycznych incydentów pomiędzy defensywnie zachowującymi się izraelskimi oddziałami a usiłującymi atakować żydowskie konwoje z zaopatrzeniem, oddziałami Arabskiej Armii Wyzwoleńczej. Dowodzący Arabską Armią Wyzwoleńczą, al-Qawuqji postanowił wykorzystać tę sytuację i śmiałym atakiem powiększyć kontrolowany przez siebie obszar. Spodziewał się przy tym, że Izraelczycy będą całkowicie zaskoczeni atakiem i z powodu zawieszenia broni nie przeprowadzą żadnego kontrataku. Oczekiwał on szybkiego i łatwego zwycięstwa. W nocy z 21 na 22 października arabski 8 Regiment zdobył ufortyfikowane pozycje obronne na górze Har Szina’an (wysokość 902 m n.p.m.) w rejonie przygranicznego kibucu Menara. Atak był całkowitym zaskoczeniem dla Izraelczyków, którzy pośpiesznie przeprowadzili operację „Ja’el” (22–23 października). Izraelscy żołnierze ponieśli jednak straty i musieli się wycofać.

### Trzeci rozejm (22 października – 28 października 1948)
Natychmiast po wznowieniu walk, mediator ONZ w Palestynie Ralph Bunche oskarżył Izraelczyków i Egipcjan o złamanie zawieszenia broni. Jednoznacznie obarczył on Izraelczyków większą odpowiedzialnością za złamanie rozejmu: 
„izraelskie działania wojenne kilku ostatnich dni były prowadzone na taką skalę, że mogły być one przeprowadzone wyłącznie po dużych przygotowaniach i nie dają się prosto wytłumaczyć działaniami odwetowymi po ataku na konwój.”
Bunche wezwał Izrael do wstrzymania ofensywy i przywrócenia linii frontu z 14 października. Izraelscy przywódcy jednak odmówili, twierdząc, że na podstawie raportów UNTSO posiadają oni pełny dostęp do pustyni Negew i mogą poruszać się na drogach w tym obszarze. Prowadzone walki uzasadniali koniecznością odpowiedzi na egipskie ataki. W tej sytuacji Bunche zwrócił się do Rady Bezpieczeństwa ONZ w celu podjęcia odpowiednich kroków do wymuszenia ogłoszenia kolejnego zawieszenia broni pod rygorem wprowadzenia ewentualnych sankcji. Mocarstwa zachodnie kierując się rozbieżnymi interesami, nie wyraziły jednak zgody na ewentualność wprowadzenia sankcji. W dniu 19 października została przyjęta Rezolucja Rady Bezpieczeństwa ONZ nr 59 mająca na celu zwiększenie uprawnień i swobody działania mediatora oraz międzynarodowych obserwatorów wojskowych UNTSO. W rezultacie, dwa dni później udało się wynegocjować ogłoszenie trzeciego zawieszenia broni, które zaczynało obowiązywać 22 października 1948. Rozejm obowiązywał przez 6 dni do 28 października 1948. Warunki zawieszenia broni oraz przestrzeganie embarga na dostawy broni nadzorował mediator Organizacji Narodów Zjednoczonych, Ralph Bunche.
W wyniku dotychczasowych działań na froncie południowym, trzy egipskie bataliony piechoty z 4 Brygady znalazły się w okrążeniu w tzw. „worku al-Faludża”. Izraelskie dowództwo podjęło decyzję o uszczelnieniu pierścienia okrążenia. W celu ukrycia działań prowadzonych po ogłoszeniu zawieszenia broni, zdecydowano o umocnieniu pozycji zajmowanych na odcinkach dotychczas prowadzonych walk (północna, zachodnia i południowa strona okrążenia). Natomiast potajemne działania ofensywne przeprowadzono po stronie wschodniej, w kierunku na Hebron. Działające w tym obszarze dwa bataliony piechoty zajęły szereg arabskich wiosek, w tym Bajt Dżibrin (27 października) i al-Dawajima (29 października). Podczas ataku na tę ostatnią wieś doszło do jednej z najbardziej brutalnych masakr całej wojny – zginęło około 100 cywili, w tym kobiety i dzieci.
Również siły arabskie nie przestrzegały warunków zawieszenia broni i w rejonie gór Naftali nieustannie dochodziło do incydentów zbrojnych. Oblężony kibuc Menara był ostrzeliwany, a arabskie milicje przenikały przez linię frontu i atakowały samochody poruszające się na drodze pomiędzy Rosz Piną a Metulą. Izraelskie dowództwo nie mogło tolerować takiej sytuacji w tym newralgicznym rejonie północno-wschodniej Galilei. Należy przy tym pamiętać, że w stosunkowo niewielkiej odległości, w rejonie zniszczonego moszawu Miszmar haJarden znajdował się syryjski korpus ekspedycyjny, a na północy była libańska armia. Szef Północnego Dowództwa generał Mosze Carmel uznał, że arabski atak przeprowadzony z terytorium Libanu na przygraniczny kibuc Menara można wykorzystać jako pretekst do przeprowadzenia dużej operacji militarnej i doprowadzenia do usunięcia Arabskiej Armii Wyzwoleńczej z Galilei. Ben Gurion doszedł do wniosku, że w przypadku rozpoczęcia dużej operacji, wina i tak nie spadnie na Izrael, ponieważ międzynarodowi obserwatorzy UNTSO potwierdzą, że walki rozpoczęła Arabska Armia Wyzwoleńcza. W rezultacie przystąpiono do przygotowań planu operacji Hiram. Jej celem miało być zajęcie całej Galilei i wyparcie Arabskiej Armii Wyzwoleńczej do Libanu. Dowódcy pamiętali słowa wypowiedziane 26 września 1948 przez Dawida Ben Guriona, który powiedział, że jeśli zostaną wznowione walki na północy, to Galilea stanie się „czysta” i „pusta” od Arabów, sugerując, że zostałoby to zapewnione przez jego generałów. Rozejm wykorzystano więc na przegrupowanie części oddziałów z południa na północ, dzięki czemu zmieniono stosunek sił w Galilei na swoją korzyść.

### Walki od 28 do 31 października 1948

Izraelscy żołnierze w zdobytej wiosce Sa’sa

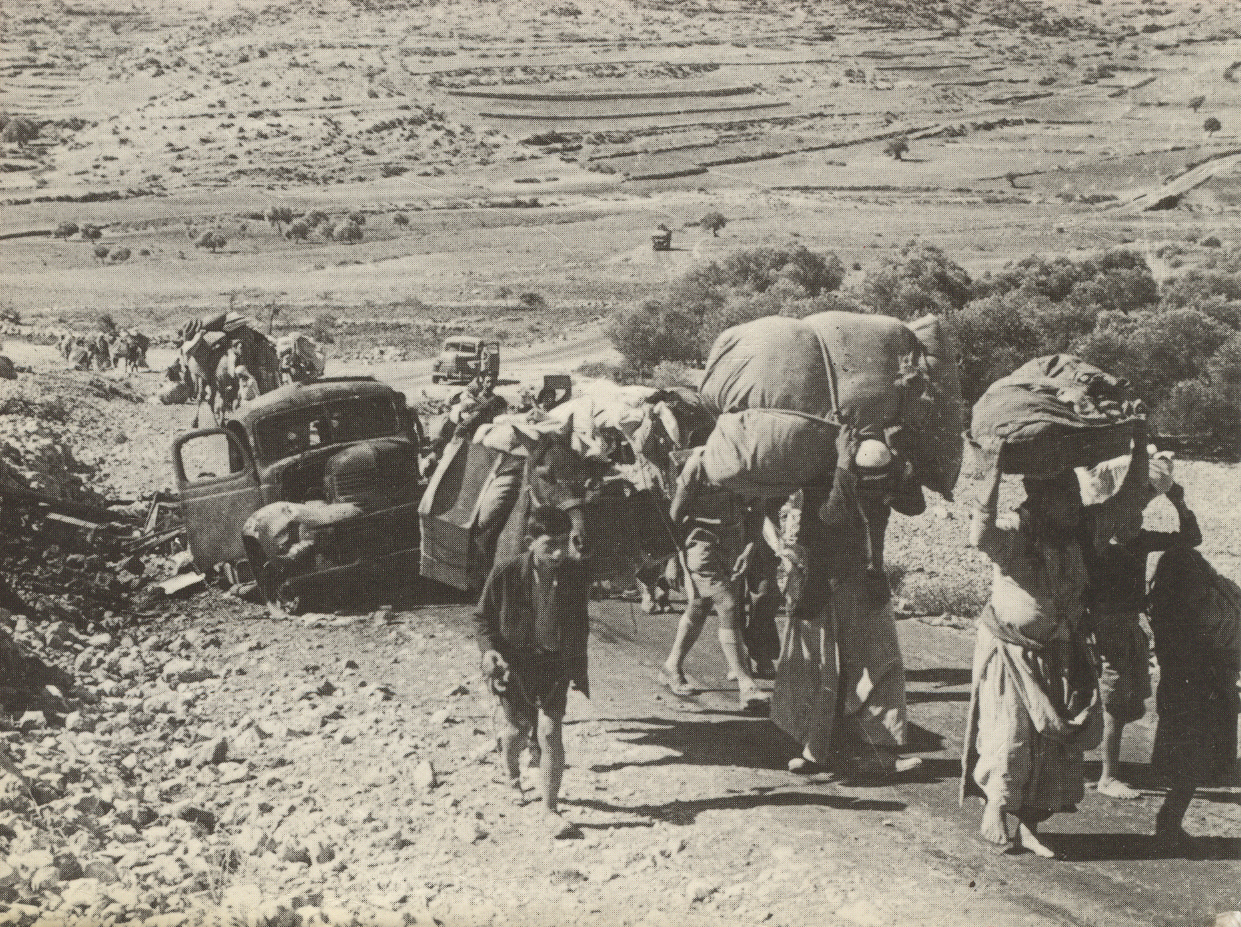
Arabscy uchodźcy uciekający z Galilei

#### Front północny
Główne dowództwo Arabskiej Armii Wyzwoleńczej znajdowało się we wsi Ajtarun w południowym Libanie. Siły były zorganizowane w trzy regimenty: (1) 1 Regiment Jarmouk (trzy bataliony – 1500 ludzi) zajął najbardziej wysuniętą na południe linię obrony, rozciągającą się na linii Ajlabun – Sachnin – Madżd al-Krum. Był to najlepiej wyszkolony regiment, którego żołnierze posiadali najwyższe morale. (2) 2 Regiment Jarmouk (dwa bataliony – 800 ludzi) zajął pozycje z tyłu pierwszych linii obronnych, koncentrując się we wschodniej części Górnej Galilei w rejonie wsi Sa’sa, nieopodal granicy libańskiej. (3) 3 Regiment Jarmouk (dwa bataliony – 850 ludzi) zajął pozycje w zachodniej części Górnej Galilei w rejonie wioski Tarszicha. Dodatkowe wzmocnienie stanowił batalion libańskich ochotników, który posiadał własną kompanię zmechanizowaną i baterię artylerii. W odwodzie znajdował się odbudowany Batalion Hittin, który po stratach poniesionych podczas walk w rejonie Nazaretu wycofał się do Syrii, a następnie powrócił i zajął pozycje w obszarze wioski Bint Dżubajl w południowym Libanie. Wzdłuż granicy pozycje zajęły dodatkowe dwa bataliony Arabskiej Armii Wyzwoleńczej, które podlegały jednak dowództwu libańskiej armii. Ich zadaniem było chronienie tyłów Arabskiej Armii Wyzwoleńczej przed ewentualnym oskrzydlającym manewrem izraelskiej armii. Siły Arabskiej Armii Wyzwoleńczej były w owym czasie bardzo zdemoralizowane i posiadały mocno ograniczone zapasy amunicji. Gelber pisze, że połowa arabskich żołnierzy nie miała obuwia, brakowało im koców i wielu chorowało. Praktycznie siły te były niezdolne do prowadzenia regularnych działań taktycznych i nadawały się bardziej do wojny partyzanckiej niż do uczestniczenia we współczesnej wojnie. W dokumentach brytyjskich znajduje się cytat za oficerem irackim wizytującym oddziały Arabskiej Armii Wyzwoleńczej, który swą wypowiedź na temat słabego jej stanu konkluduje zdaniem, iż lepiej byłoby rozwiązać te oddziały, niż utrzymywać je w opisywanym stanie. Również syryjskie dowództwo przegrupowało swoje siły na północy, rozlokowując batalion piechoty we wsi Dżisz. Na terytorium południowo-wschodniego Libanu stacjonowały także dwa syryjskie bataliony piechoty z 3 Brygady. We wsi Mardż Ujun był 8 Batalion, a w al-Chijam był 9 Batalion.
Do przeprowadzenia operacji Hiram izraelskie dowództwo wyznaczono siły czterech brygad. W rejonie miasta Safed rozlokowano 7 Brygadę Pancerną. Do Zachodniej Galilei przerzucono z południa Brygadę Oded. Wyszkolenie jej oddziałów było słabe, co było widoczne podczas prowadzonej na południu operacji Jo’aw. Teraz pośpiesznie przerzucono brygadę ponownie na północ. W rezultacie żołnierze byli zmęczeni, a ostatnie walki spowodowały upadek morale. W jednostkach występowały braki uzbrojenia, a dowódcy nie znali terenu w którym będą prowadzić natarcie. Z tego powodu Brygada Oded otrzymała wsparcie w postaci plutonu Druzów i straży miasta Hajfa. Pozycje w Dolnej Galilei, na północ od miasta Nazaret, zajęła najbardziej zasłużona i doświadczona w walkach na północy Brygada Golani. Żołnierze byli wypoczęci, dobrze uzbrojeni i posiadali wysokie morale. Pozycje w północno-wschodnim cyplu Galilei zajęła doświadczona Brygada Karmeli. Jej linie zostały rozciągnięte do granic wytrzymałości na styku wojsk syryjskich, libańskich i Arabskiej Armii Wyzwoleńczej. Dowództwo nad całością operacji objął Mosze Carmel.

Operacja Hiram rozpoczęła się w nocy z 28 na 29 października 1948 od bombardowań arabskich wiosek w Górnej Galilei. Niemal natychmiast po tym, natarcie lądowe rozpoczęła 7 Brygada Pancerna, na której spoczął ciężar przeprowadzenia najważniejszych dla losów całej operacji działań. Po nocnych walkach zdołała ona przejąć kontrolę nad strategicznym skrzyżowaniem koło wioski Mirun, u podnóża góry Meron. Rankiem 29 października, izraelskie bataliony pancerne zdobyły wieś Safsaf, w której doszło do masakry ludności cywilnej (zginęło 52-64 mieszkańców, w tym kobiety). Na północ od wsi Izraelczycy zastawili zasadzkę, w którą wpadł syryjski batalion piechoty. W bitwie stracił on 200 żołnierzy i wycofał się na północ do Libanu. Natomiast Izraelczycy rozwinęli swoje natarcie zdobywając następnego dnia strategicznie położoną wieś Sa’sa. Po upadku tej wioski, al-Qawuqji rozkazał wszystkim siłom Arabskiej Armii Wyzwoleńczej odwrót na północ, w kierunku granicy libańskiej. Przez następne dwa dni arabskie oddziały przemykały się górskimi drogami pomiędzy nacierającymi wojskami izraelskimi. Większość z tych sił zdołała dotrzeć do Libanu i uniknąć okrążenia, a tym samym zniszczenia przez Izraelczyków. Wycofywanie arabskich sił wykorzystały pozostałe izraelskie brygady, które rozwinęły swoje działania, zajmując całą Galileę. Stosowano przy tym przymusowe wysiedlenia ludności arabskiej, a wiele z wiosek zniszczono. Doszło także do kilku masakr, którym towarzyszyły grabieże i gwałty. Przez cały ten czas Brygada Karmeli zajmowała wysunięte pozycje na północnym wschodzie. Teraz, gdy Arabska Armia Wyzwoleńcza została rozbita i wycofywała się w nieładzie, izraelskie dowództwo postanowiło wykorzystać odniesiony sukces. Brygada Karmeli wkroczyła w kilkunastu miejscach do Libanu, zajmując 18 libańskich wiosek na południe od rzeki Litani. We wsi Hula doszło do masakry ludności cywilnej. Zawieszenie broni miało rozpocząć się 31 października o godzinie 11:00. Tego samego dnia, o godzinie 7:30 rano, generał Mosze Carmel rozkazał dowódcom brygad aby „kontynuowali operacje oczyszczania wewnątrz Galilei”. W rozkazie pochodzącym z godziny 10:00, Carmel rozkazuje dowódcom: 
„Zróbcie wszystko co w waszej mocy, aby szybko i natychmiastowo oczyścić podbite obszary z wszystkich wrogich elementów zgodnie z rozkazami, które wydano [...] mieszkańcy podbitych terenów powinni być zachęcani do odejścia”.

Podczas operacji Hiram doszło do kilku masakr, które zostały dobrze udokumentowane. Dziennikarz Ari Szawit napisał: 
„Do ponad połowy aktów masakr doszło podczas operacji Hiram (na północy w październiku 1948): w Safsaf, Jish, Saliha, Ajlabun, Deir al-Asad, Madżd al-Krum i Sa’sa. Podczas operacji Hiram występowało niezwykle wysokie zagęszczenie ludności na froncie lub obok frontu w następnej fazie. To nie mógł być przypadek. To była zasada. Najwyraźniej różni oficerowie, którzy brali udział w operacji rozumieli, że otrzymany nakaz wysiedlenia dopuszcza popełnianie takich czynów w celu zachęcenia mieszkańców do wyjścia na drogi. Faktem jest, że nikt nie został ukarany za te morderstwa. Ben Gurion milczał w tej sprawie, kryjąc żołnierzy, którzy popełnili masakry.”.

Historyk Jo’aw Gelber napisał: 
„Podczas wysiedlania ludności cywilnej w trakcie kampanii Hiram w Galilei i południowym Libanie, doszło do kilku masakr i towarzyszącym im gwałtom oraz grabieżom. Wracający z wizyty w regionie Jaakow Szimoni przypisał je brakowi jednolitej polityki i wyraźnych dyrektyw. W przeciwieństwie do poprzednich sytuacji, żołnierze z różnych jednostek protestowali przeciwko zachowaniu swoich towarzyszy, a czasami także swoich przełożonych. Oficerowie natychmiast podjęli na miejscu kroki w celu powstrzymania zamachów i zapobieżeniu ich powtórzenia, grożąc sprawcom sądem wojennym, jeżeli podobne przypadki powtórzą się w przyszłości. Słowo okrucieństwa Hirama szybko rozprzestrzeniło się wśród żołnierzy, docierając do Sztabu Generalnego i Rządu Tymczasowego. Początkowo historie przypisywano niezdyscyplinowanej jednostce druzów i pewnej jednostce składającej się z byłych członków Irgunu. Te zarzuty ... były fałszywe. W tych zabójstwach brało udział kilka pododdziałów dwóch brygad, a żaden z nich nie miał wyjątkowych cech społecznych lub politycznych. Po konsultacjach z Ministrem Sprawiedliwości i Prokuratorem Generalnym, Ben-Gurion nakazał przeprowadzenie dochodzenia w sprawie masakr w czterech miejscowościach: Safsaf, Jish, Saliha i Hula w Libanie... Dochodzenie nie dało jednoznacznych wyników. Oficer śledczy, Emmanuel Vilenski (Jalan), odwiedził miejsca oraz przesłuchał dowódców i oficerów sztabowych. Twierdzili oni, że zdarzenia miały miejsce podczas walki, oczekiwań na natarcie wroga, kontrataków, lub w sytuacjach utrudnionego odróżnienia żołnierzy Arabskiej Armii Wyzwoleńczej od cywilów. Wyżsi dowódcy całkowicie poparli swoich podwładnych i zaprzeczyli jakoby niezdyscyplinowanie oddziałów było przyczyną tych masakr. Niemniej jednak, przynajmniej w jednym przypadku oficer stanął przed sądem wojskowym i został skazany na kilka lat”.
operacja Hiram zakończyła się zwycięstwem Izraelczyków. Po 31 października 1948 Siły Obronne Izraela kontrolowały całą Galileę, z wyjątkiem niewielkiej kieszeni moszawu Miszmar haJarden, zajmowanego przez wojska syryjskie. Syryjczycy tymczasem zmobilizowali wszystkich, którzy mieli jakiekolwiek doświadczenie wojskowe, dzięki czemu zyskali około 7 tys. nowych żołnierzy. Pozwoliło im to uzupełnić stan osobowy jednostek liniowych oraz umożliwiło sformowanie 3 Brygady (dwa bataliony Arabskiej Armii Wyzwoleńczej przejęte przez armię syryjską oraz 3 Batalion piechoty) i 4 Brygady (sześć batalionów). Pomimo tak dużej rozbudowy sił zbrojnych, nowe oddziały nie zostały skierowane na linię frontu do Palestyny, a syryjski korpus ekspedycyjny zachowywał przez cały czas spokój.

### Czwarty rozejm (31 października – 9 listopada 1948)
Wraz z rozpoczęciem się czwartej fazy wojny, Ralph Bunche rozpoczął starania zmierzające do ogłoszenie kolejnego zawieszenia broni w Palestynie. Przyjęta 29 października 1948 Rezolucja Rady Bezpieczeństwa ONZ nr 60 powołała podkomisję w sprawie Palestyny, w skład której mieli wejść przedstawiciele Wielkiej Brytanii, Republiki Chińskiej, Francji, Belgii i Ukraińskiej Socjalistycznej Republiki Radzieckiej. Podkomisja miała rozważyć wszystkie uchwały, zmiany i nowelizacje podjęte w sprawie Palestyny oraz w porozumieniu z mediatorem Organizacji Narodów Zjednoczonych w Palestynie przedstawić poprawiony projekt nowej uchwały. Dzięki działaniom mediatora udało się wynegocjować ogłoszenie czwartego zawieszenia broni, które zaczynało obowiązywać 31 października 1948 o godzinie 11:00. Rozejm obowiązywał przez 9 dni do 9 listopada 1948. Warunki zawieszenia broni oraz przestrzeganie embarga na dostawy broni nadzorował mediator Organizacji Narodów Zjednoczonych, Ralph Bunche.
Przyjęta 4 listopada Rezolucja Rady Bezpieczeństwa ONZ nr 61 wzywała wszystkie strony do wycofania swoich wojsk na pozycje zajmowane w dniu 14 października. Równocześnie, na drodze bezpośrednich negocjacji miały być ustalone stałe linie rozejmu oraz neutralne strefy zdemilitaryzowane. W przypadku braku porozumienia, stałe linie i strefy neutralne miał ustalić mediator ONZ. Rada Bezpieczeństwa powołała także komisję składającą się z pięciu stałych członków Rady oraz Belgii i Kolumbii, by zapewnić organ doradczy dla mediatora Narodów Zjednoczonych w odniesieniu do jego obowiązków wynikających z niniejszej rezolucji w przypadku, gdyby jedna ze stron lub obie odmówiły podporządkowania się rezolucji w terminie wyznaczonym przez mediatora. Komisja miała być także organem doradczym dla Rady w sprawie podejmowania dalszych środków, jakie należałoby podjąć na podstawie VII Karty Narodów Zjednoczonych.

### Walki od 9 listopada do 7 grudnia 1948

#### Front południowy (9–25 listopada)

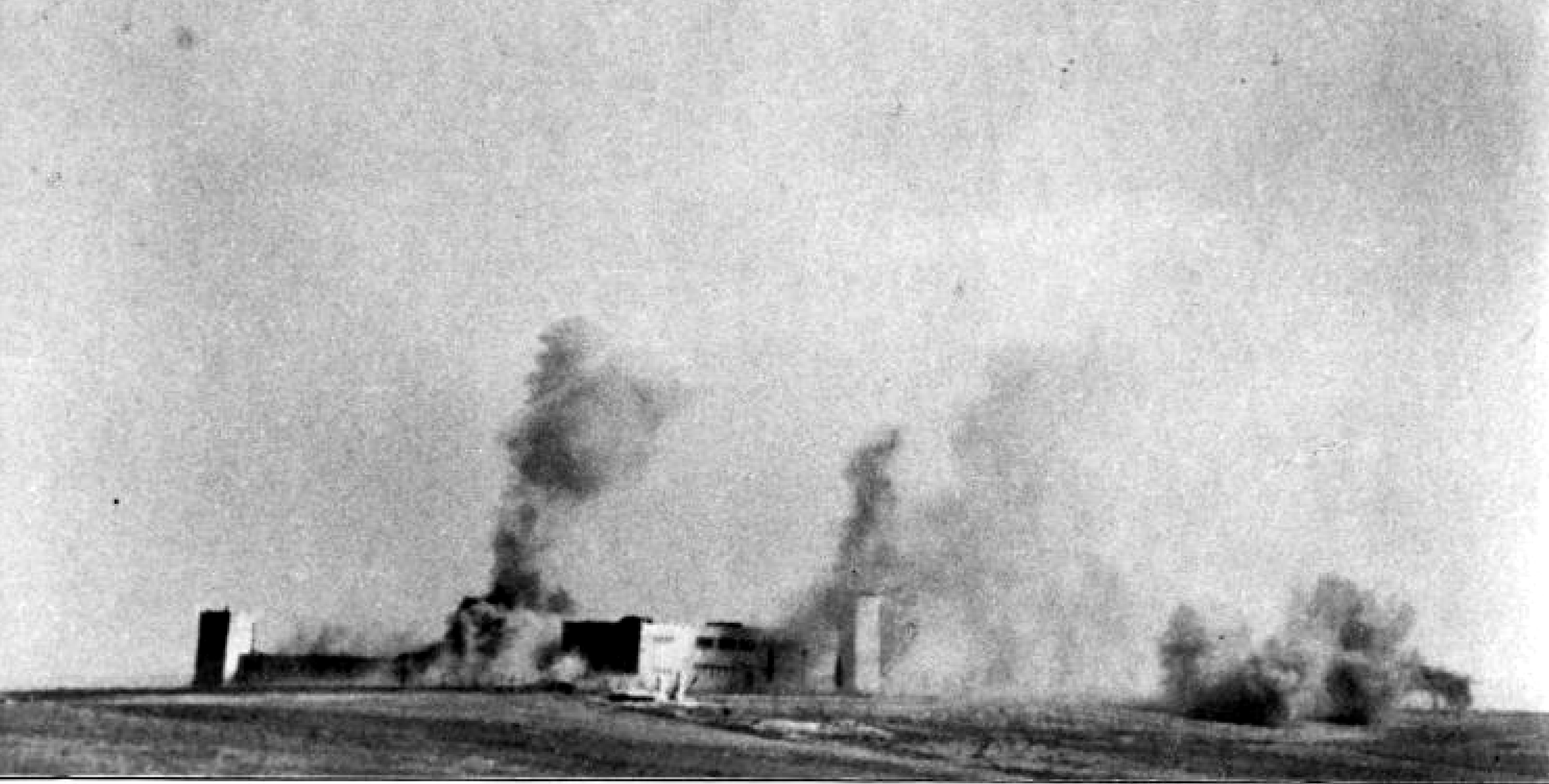
Bombardowanie fortu Irak Suwajdan, 9 listopada 1948

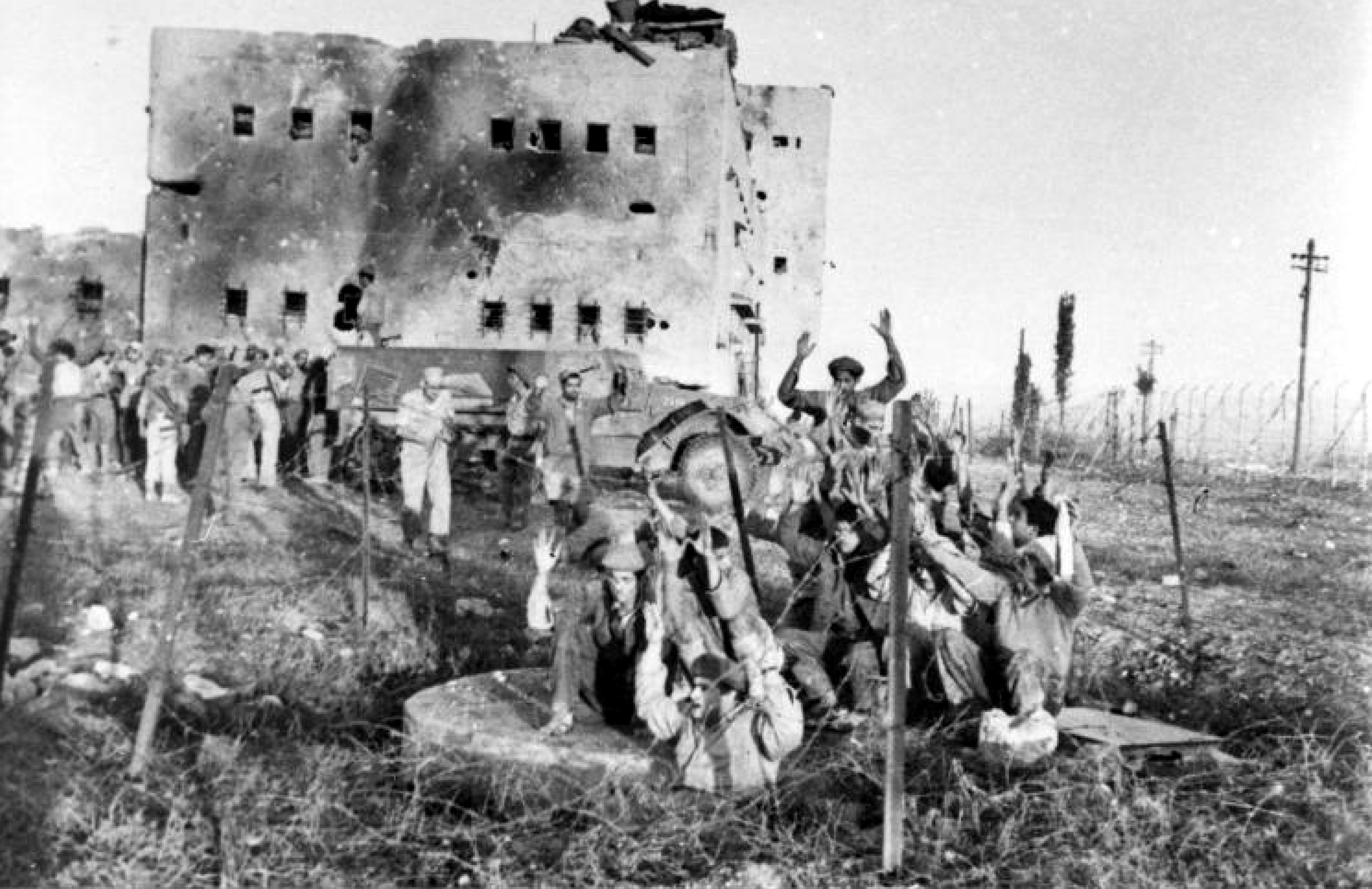
Egipscy jeńcy wojenni w Irak Suwajdan

Tymczasem na froncie południowym nierozwiązana pozostawała sytuacja egipskiej 4 Brygady, znajdującej się w okrążeniu w tzw. „worku al-Faludża”. Zakładano, że Egipcjanie zdołają wytrzymać w oblężeniu do dwóch tygodni. Nie podejmowano więc żadnych większych działań operacyjnych, koncentrując się jedynie na uszczelnieniu pierścienia okrążenia. Przedłużające się jednak oblężenie, wiązało na południu znaczne siły, które nie mogły być użyte na innych odcinkach walk. Poszukując rozwiązania, dowódca 8 Brygady Pancernej Jicchak Sade zaproponował przeprowadzenie jednodniowej operacji Szmone. W tym celu zgromadzono duże wsparcie artyleryjskie. Operacja Szmone rozpoczęła się 9 listopada 1948 od ciężkiego ostrzału artyleryjskiego i nalotu trzech ciężkich bombowców B-17 Flying Fortress. Następnie dwa bataliony piechoty wspierane przez czołgi i transportery opancerzone zdobyły strategiczny fort Irak Suwajdan, biorąc do niewoli około 180 egipskich żołnierzy. Operacja w znacznym stopniu zmniejszyła obszar „worka al-Faludża”, ograniczając go do rejonu tylko dwóch wiosek – Al-Faludża i Irak al-Manszija. Znajdujące się tam siły egipskie nie miały praktycznie już szans na wyrwanie się z okrążenia, natomiast Izraelczycy dzięki zdobyciu fortu Irak Suwajdan wzmocnili ochronę własnych linii komunikacyjnych.
W dniach 10–12 listopada odbyła się w Kairze narada dowódców arabskich armii, na której przeprowadzono analizę aktualnej sytuacji na froncie. Stwierdzono dominację izraelskiej armii zarówno w sprzęcie, jak i w zaopatrzeniu. Dużym niepokojem napawał upadek morale arabskich żołnierzy i malejące zapasy amunicji. Konkluzją było stwierdzenie, że jeśli sytuacja nie ulegnie zmianie, państwa arabskie poniosą klęskę. Następstwem było zdymisjonowanie dowódcy sił egipskich, generała Ahmada Ali al-Muawiego. Na jego miejsce powołano gen. Ahmeda Fuada Sadiqa. W dniu 12 listopada egipski minister wojny Mohammad Haidar zwrócił się z prośbą do jordańskiego króla Abdallaha o udzielenie pomocy w celu uwolnienia egipskiej 4 Brygady znajdującej się w okrążeniu w „worku al-Faludża”. W następnych dniach doszło do tajnych konsultacji pomiędzy rządami Egiptu, Transjordanii, Iraku i Syrii, w rezultacie czego powstał plan operacji Damaszek. Syria zgodziła się przegrupować dwa swoje bataliony piechoty do północnej Samarii, aby zluzowane w ten sposób dwa irackie regimenty przenieść na południe z celem przeprowadzenia ataku na linii Bajt Dżibrin-al-Faludża. Realizacja tego planu była jednak nieustannie odwlekana w czasie, ponieważ istniały duże rozbieżności na temat sposobu ewakuacji 4 tys. egipskich żołnierzy. Dużym problemem była konieczność zniszczenia ciężkiego sprzętu wojskowego i wycofanie Egipcjan pieszo przez trudne górskie tereny. Dla egipskiej armii oznaczało to bardzo dużą stratę, dlatego poszukiwano innych rozwiązań. Tymczasem dostarczano im zaopatrzenie drogą powietrzną. Ze względów bezpieczeństwa wszystkie loty odbywały się jedynie nocą. W okresie od 22 października do 16 listopada odbyło się 87 lotów z amunicją, lekami i żywnością dla oblężonych żołnierzy. Następnie przygotowano tymczasowy pas startowy „Oman” pomiędzy Betlejem a Hebronem. Egipskie samoloty mogły tutaj lądować, aby uzupełnić paliwo i załadować kolejne towary. W ten sposób przewieziono 90,7 ton zaopatrzenia.
operacja Szmone wywołała tymczasem duże oburzenie Rady Bezpieczeństwa ONZ. Pojawiły się w niej głosy o możliwości uznania Izraela agresorem. Dla izraelskiego rządu szczególnie niebezpiecznym była rosnąca irytacja Wielkiej Brytanii, która mogła znieść embargo na dostawy broni na Bliski Wschód lub zdecydować się na interwencję zbrojną w regionie. Każde z takich posunięć byłoby korzystne dla państw arabskich i utrudniłoby realizację dalszych planów izraelskich. W dniu 16 listopada 1948 została przyjęta Rezolucja Rady Bezpieczeństwa ONZ nr 62, która wzywała do ogłoszenia rozejmu we wszystkich obszarach Palestyny. Dodatkowo wzywała ona do wytyczenia linii demarkacyjnych stałego zawieszenia broni, które nie mogły być przekraczane przez siły zbrojne żadnej ze stron oraz do wycofania i redukcji sił zbrojnych. Egipski ambasador przy ONZ, Mahmoud Fawzi, zaproponował wówczas wycofanie wojsk z Palestyny w zamian za ustalenie granicy na linii al-Majdal – Bajt Dżibrin – Morze Martwe. Gdyby Izrael wyraził na to zgodę, oznaczałoby to dla niego rezygnację z całej pustyni Negew, w tym także obszarów zajętych w październiku podczas operacji Jo’aw. W odpowiedzi Izraelczycy powiedzieli, że granica powinna przebiegać na linii granicy Palestyny sprzed wojny. Kolejnym egipskim warunkiem rozpoczęcia rozmów pokojowych było uwolnienie z okrążenia 4 Brygady. Izraelczycy wyrazili zgodę, pod warunkiem, że zdjęciu okrążenia będzie towarzyszyło rozpoczęcie rozmów pokojowych. Stanowiska obu stron jednak usztywniały się, a liczba problemów narastała, uniemożliwiając osiągnięcie porozumienia. Dawid Ben Gurion widząc nieskuteczność działań dyplomatycznych, rozkazał Sztabowi Generalnemu przygotowanie operacji militarnej w celu zajęcia północno-wschodniego obszaru pustyni Negew, położonego pomiędzy Beer Szewą a Morzem Martwym. Wszystkie te działania obserwowali Brytyjczycy, którzy zlecili 13 Eskadrze Royal Air Force, aby rozpoczęła prawie codzienne loty rekonesansowe nad Izraelem. Samoloty rozpoznawcze Havilland Mosquito PR.34 startowały z egipskiej bazy Kabrit, położonej w strefie Kanału Sueskiego i przelatywały nad terytorium Palestyny na wysokości około 30 tys. stóp (ft) – ok. 9150 m, by wlecieć w przestrzeń powietrzną Transjordanii i wylądować w bazie lotniczej Habbanijji w Iraku. Trasę powrotną odbywano w ten sam sposób, fotografując różne izraelskie obiekty wojskowe. W dniu 20 listopada dwa izraelskie myśliwce P-51 Mustang przechwyciły na wysokości 28 tys. stóp(ft) – ok. 8500 m brytyjski samolot rozpoznawczy Mosquito w pobliżu nadmorskiego miasta Herclijja. Pilot jednego z myśliwców, Sid Cohen (ochotnik w RPA) błędnie zidentyfikował samolot jako bombowiec Halifax i zestrzelił go. Przyczyną pomyłki prawdopodobnie była niesprawna instalacja tlenowa, która spowodowała, że pilot miał trudności z wyraźnym widzeniem. Wszystkie okoliczności tego incydentu nigdy nie zostały wyjaśnione, nie zdołano również znaleźć odpowiedzi na pytanie, dlaczego brytyjski pilot leciał tak nisko.
W międzyczasie, Egipcjanie przerzucili drogą lotniczą do Ammanu pewne ilości zaopatrzenia, które w nocy z 23 na 24 listopada przewieziono karawaną 45 wielbłądów do „worka al-Faludża”. Przewieziono w ten sposób pociski artyleryjskie, leki i inne najbardziej potrzebne towary. Aby przeciwdziałać podobnym działaniom w przyszłości, Izraelczycy przeprowadzili w dniach 23–25 listopada operację Lot, w trakcie której oczyścili z sił arabskich północno-wschodnią część pustyni Negew i przywrócili komunikację z Morzem Martwym.

#### Zawieszenie broni w Jerozolimie (30 listopada 1948)

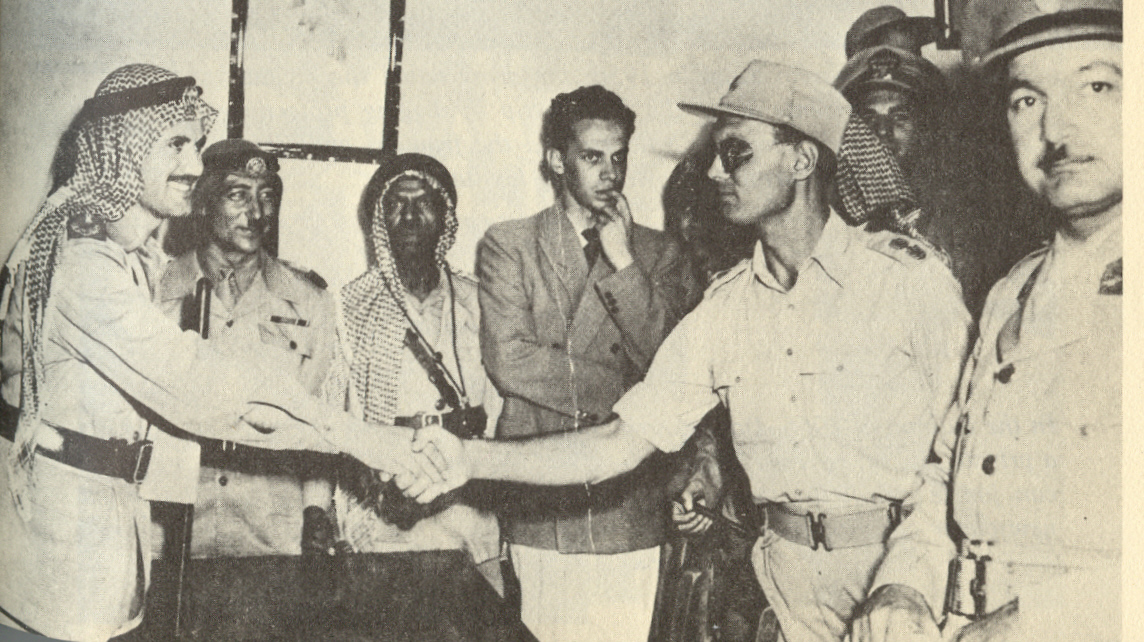
Mosze Dajan i Abd Allah at-Tall podpisują porozumienie w sprawie Jerozolimy, 30 listopada 1948

Tymczasem na froncie centralnym utrzymywała się stabilna sytuacja. Pomimo drobnych incydentów, nie dochodziło do żadnych starć zbrojnych, a obie strony poszukiwały trwałego rozwiązania konfliktu. Między innymi doszło do spotkania w Londynie jordańskiego posła z izraelskim wysłannikiem Elijjahu Sasonem. Następnie, król Abdallah przekazał za pośrednictwem Stanów Zjednoczonych list, zapewniający o wstrzymaniu akcji zaczepnych przez Legion Arabski. Pomimo tych starań, izraelskie dowództwo rozważało możliwość przeprowadzenia dużej operacji militarnej, której celem miało być zajęcie całej Samarii i wyparcie wojsk jordańskich z Palestyny. Miano do tego wykorzystać pięć brygad, w tym siły zwolnione z frontu południowego po likwidacji „worka al-Faludża”. Jednakże usztywnienie stanowiska przez Radę Bezpieczeństwa i rosnąca irytacja Wielkiej Brytanii doprowadziły do rezygnacji z tych planów. W dniu 16 listopada 1948 została przyjęta Rezolucja Rady Bezpieczeństwa ONZ nr 62. Pod wpływem tych wszystkich nacisków zewnętrznych, doszło do podpisania w dniu 30 listopada 1948 porozumienia o trwałym zawieszeniu broni pomiędzy komendantami wszystkich sił w Jerozolimie. Dzięki zawartemu układowi utworzono specjalną linię telefoniczną pomiędzy dowództwami, dzięki któremu stało się możliwe szybkie rozwiązywanie problemów i łagodzenie skutków nieporozumień lub incydentów. Dalszą konsekwencją porozumienia była wymiana jeńców wojennych. Izraelczycy uwolnili kilkudziesięciu jeńców jordańskich, w zamian wolność uzyskało 670 jeńców żydowskich (połowa wszystkich więźniów). Dalsze rozmowy stopniowo ewoluowały w kierunku uzyskania trwałego porozumienia izraelsko-jordańskiego.
W dniu 1 grudnia w Ammanie odbyła się pierwsza w historii konferencja zatytułowana „Jerycho”, w której udział wzięło około 3 tys. delegatów z terytoriów Palestyny pozostających pod kontrolą wojsk jordańskich. Postanowili oni, że „Palestyna będzie częścią jednego Królestwa Haszymidzkiego i przysięgają wierność Jej Królewskiej Mości Królowi Abdallahowi bin al-Husajnowi”. Decyzja ta była wyrazem ambitnych planów króla Abdallaha, który zamierzał podporządkować sobie Zachodni Brzeg ze Wschodnią Jerozolimą. Wywołało to jednak silne sprzeciwy pozostałych państw arabskich, z których najgłośniejszy sprzeciw wniósł Egipt. Starając się uspokoić emocje, król Abdallah wysłał do Egiptu swojego ministra z listem, w którym wyjaśniał, że decyzja Konferencji „Jerycho” była wyrazem opinii ludności Palestyny, z których 700 tys. jest uchodźcami. Abdallah wysłuchał ich prośby i jak twierdził w tym liście, wysłuchał i wziął ich pod swoją opiekę. W odpowiedzi, egipski minister Nugruszi Pasza napisał, że Egipt zawsze stał na stanowisku, że armie arabskie wkroczyły do Palestyny aby ratować naród arabski, a następnie utworzyć państwo z własnymi rozwiązaniami politycznymi, będącymi odzwierciedleniem poglądów i przekonań palestyńskich Arabów. W liście tym podkreślił, że Egipt zawsze przestrzegał zasady, że Palestyna jest dla swojego narodu i ma nadzieję, że decyzja jordańskiego króla nie sprzeciwi się tym poglądom. Dodatkowo, król Faruk I wezwał przywódców innych państw arabskich, aby rozpoczęli współpracę przeciwdziałając planom Abdallaha o narzuceniu haszymidzkiej dominacji w regionie. Wszystkie te działania potwierdzały rosnącą różnicę poglądów pomiędzy Egiptem a Transjordanią. Zwróciła na to uwagę Wielka Brytania, która potrzebowała współpracy pomiędzy tymi obydwoma państwami, aby utrzymać swoje interesy na Bliskim i Środkowym Wschodzie. Dlatego brytyjski minister spraw zagranicznych Ernest Bevin przedstawił plan podziału pozostałych po Palestynie terytoriów pomiędzy Egipt i Transjordanię. W ten sposób król Abdallah otrzymałby Zachodni Brzeg ze Wschodnią Jerozolimą, natomiast król Faruk otrzymałby część pustyni Negew ze Strefą Gazy. Propozycja ta wymagała jednak niezwykłej delikatności względem państwa żydowskiego, dlatego Brytyjczycy usilnie nakłaniali Abdallaha by kontynuował negocjacje z Izraelem.

#### Front południowy (30 listopada – 7 grudnia)
Tymczasem w rejonie Strefy Gazy oddziały egipskie prowadziły działania dywersyjne polegające na minowaniu okolicznych dróg, ostrzale moździerzowym sąsiednich osiedli żydowskich oraz atakowaniu konwojów z zaopatrzeniem. Celem tych ataków było przejęcie kontroli nad strategiczną drogą z Gazy do Beer Szewy. Egipcjanie spodziewali się, że w niedługim czasie nastąpi ogłoszenie trwałego zawieszenia broni i wówczas będą mogli zgłosić pretensje do kontroli nad obszarem zachodniego Negewu. Do tego czasu prowadzono te dywersyjne działania, które przynosiły dotkliwe straty Izraelczykom, a ich intensywność przybrała z czasem postać „pełzającej” ofensywy w kierunku wschodniej. Wywołało to zaniepokojenie izraelskiego dowództwa, które rozlokowało Brygadę Jiftach na pozycjach obronnych wzdłuż linii Bajt Hanun – Nir Am – Be’eri. Działania te nie przyniosły pożądanego rezultatu, ponieważ żołnierze byli przemęczeni nieustannymi walkami i patrolami nocnymi. Egipcjanom udało się nawet wbić klin w izraelskie pozycje pomiędzy kibucami Be’eri i Nirim, stwarzając zagrożenie dla okolicznych osiedli. W tej sytuacji, w rejon działań przerzucono z północy elitarną Brygadę Golani, która dotarła na południe na początku grudnia. Równocześnie zluzowano Brygadę Jiftach, a jej miejsce zajęła sprowadzona z frontu centralnego Brygada Aleksandroni. Przegrupowanie tak dużych sił przyniosło z sobą zmianę sytuacji na południu, umożliwiającą dowództwu izraelskiemu przygotowanie planu kolejnej operacji zaczepnej. W dniach 5–7 grudnia przeprowadzono operację Asaf, niwecząc egipskie plany zajęcia zachodniego Negewu. W jej trakcie doszło do ciężkiego starcia z egipskim batalionem pancernym, podczas którego zniszczono pięć czołgów i zabito około 100 Egipcjan. Były to bardzo ciężkie straty, które zadano minimalnym kosztem strat własnych. W następnych dniach izraelskie oddziały zajęły się umacnianiem pozycji obronnych i oczyszczaniem terenu z min

### Rezolucja ONZ nr 194
W dniu 11 grudnia 1948 przyjęta została Rezolucja Zgromadzenia Ogólnego ONZ nr 194, która powołała do życia Komisję Rozjemczą Narodów Zjednoczonych składającą się z trzech państw członkowskich ONZ. Wszystkie strony wojny zostały zobowiązane do wstrzymania walk i rozszerzenia negocjacji w celu osiągnięcia porozumienia na drodze rozmów pokojowych. Rezolucja postanawiała, że święte miejsca w Palestynie, powinny być chronione i powinien być zapewniony swobodny dostęp do nich. Szczególnym międzynarodowym nadzorem miał być objęty obszar Jerozolimy, w celu demilitaryzacji miasta i zapewnienia swobodnego dostępu do miejsc świętych. Wszyscy mieszkańcy Palestyny mieli mieć zapewniony swobodny dostęp do dróg, linii kolejowych i lotnisk w obszarze Jerozolimy. Szczególnie ważnym był punkt mówiący o prawie powrotu uchodźców do swoich domów. Tym, którzy zdecydują się nie wracać powinny być wypłacone odszkodowania za własność i utracone lub uszkodzone nieruchomości. Komisja Rozjemcza otrzymała w związku z tym liczne uprawnienia i przywileje.
Najwięcej kontrowersji budził artykuł o powrocie uchodźców, który jest wykorzystywany przez Palestyńczyków do walki politycznej z Izraelem. Interpretacja artykułu 11 budziła szerokie dyskusje wśród państw arabskich. Arabowie rozumieją go, jako wyraźne określenie prawa do powrotu Palestyńczyków do swojej ojczyzny. Państwo Izrael stawało na stanowisko, ze Rezolucja nr 194, podobnie jak inne rezolucje Zgromadzenia Ogólnego, nie ma charakteru decyzji wiążącej i jest tylko zaleceniem. Dodatkowym argumentem wysuwanym przez Izrael, było twierdzenie, że uchodźcom przysługują odszkodowania i rehabilitacje w miejscu ich obecnego zamieszkania.

### Walki od 22 grudnia 1948 do 7 stycznia 1949

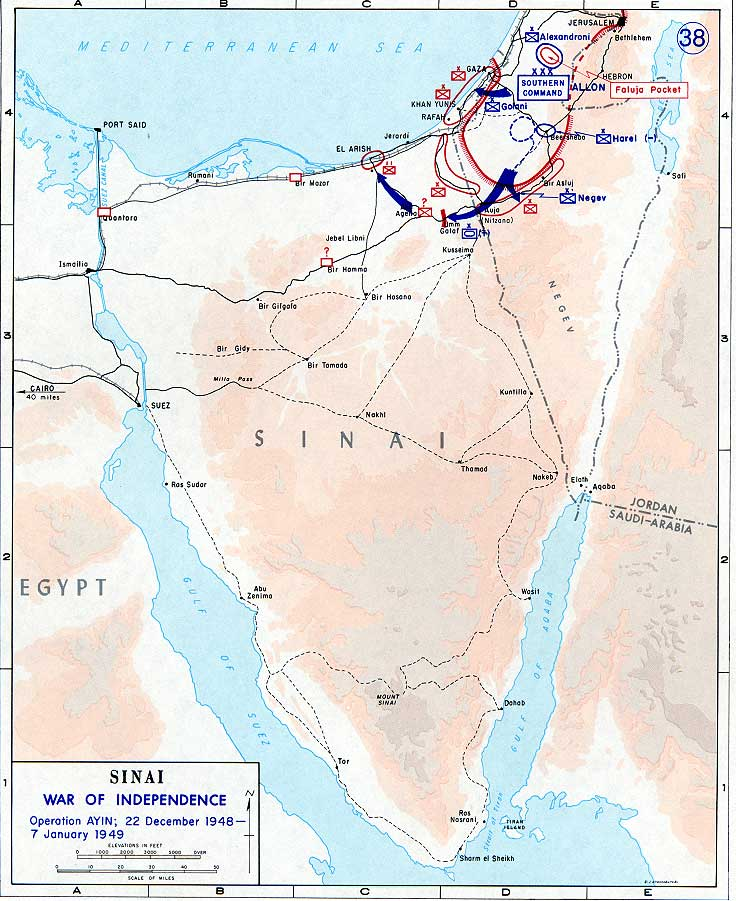
I wojna izraelsko-arabska
Działania w grudniu 1948 r. i styczniu 1949 r.

Izraelscy żołnierze podczas operacji Horew

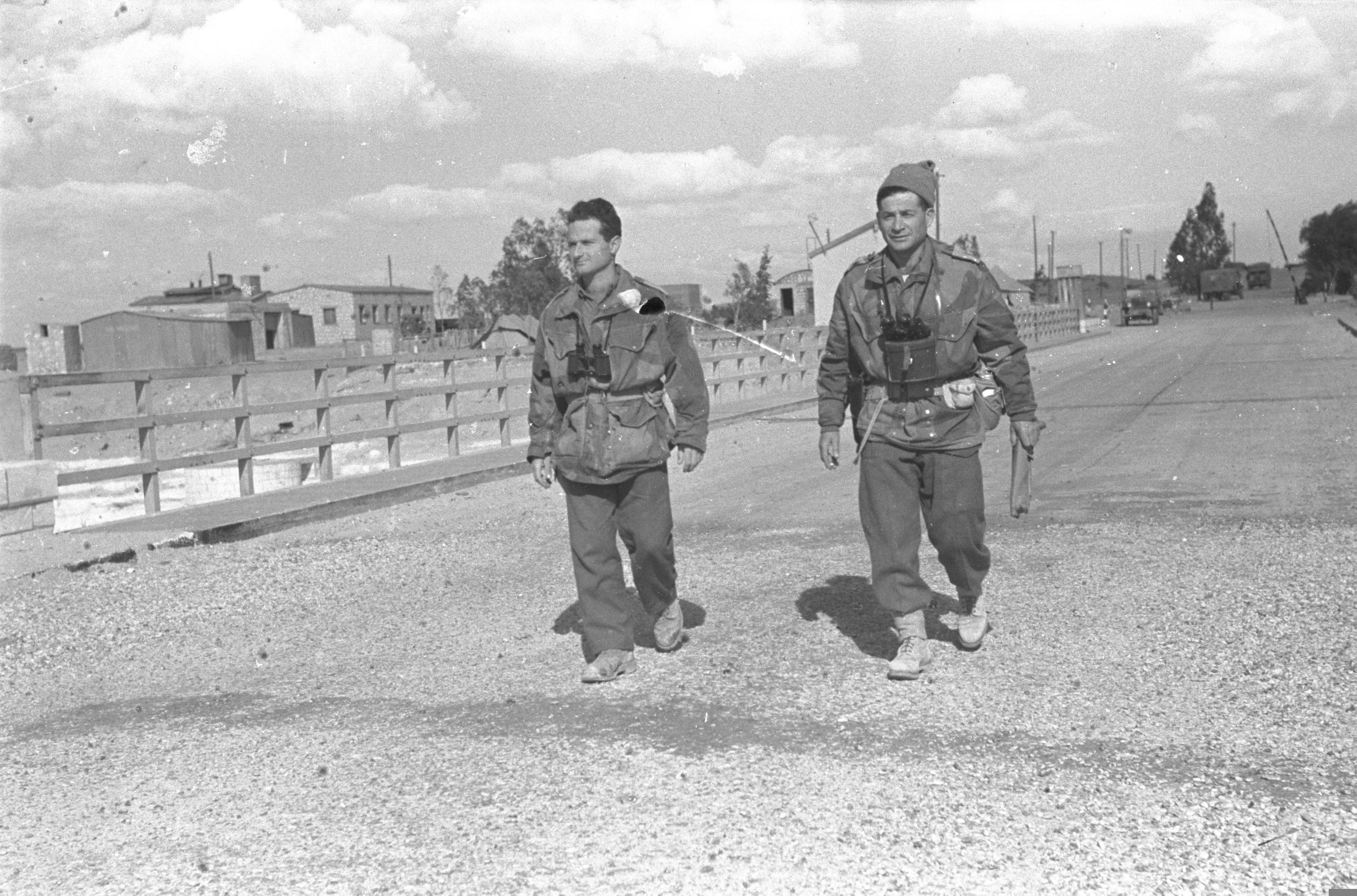
Izraelscy żołnierze w Abu Ageila

Izraelskie dowództwo zdawało sobie sprawę, że zbliża się koniec wojny. Dlatego strategiczną koniecznością wydawało się poszukiwanie jak najszybszych rozwiązań na Negewie, tak aby przeszkodzić zatrzymaniu tych terenów przez Egipt. Dodatkową trudnością dla Izraela była konieczność utrzymywania dużej armii w ciągłej gotowości bojowej. Nowo utworzone państwo żydowskie miało bardzo ograniczone możliwości finansowe, a koszty utrzymywania ponad 100 tys. żołnierzy bardzo ciążyły na całej gospodarce. Z tych powodów, Dawid Ben Gurion był gotowy zaryzykować wzrost międzynarodowego niezadowolenia, niż przedłużać obecny impas na froncie południowym. Sztab Generalny przystąpił więc do opracowywania planu operacji Horew, której celem miało być usunięcie wszystkich wojsk egipskich z granic Palestyny. Plan zakładał przeprowadzenie śmiałego manewru oskrzydlającego Strefę Gazy, aby przeciąć linie zaopatrzeniowe pomiędzy Rafah a Arisz. Wojska egipskie w Strefie Gazy zostałyby wówczas okrążone. Zakładano, że taka sytuacja zmusi egipski rząd do rozmów pokojowych i przyjęcia korzystnych warunków porozumienia kończącego wojnę.

#### Front południowy (22 grudnia 1948 – 7 stycznia 1949)
Egipski korpus ekspedycyjny w ostatnim okresie wojny był podzielony na trzy zgrupowania. (1) Główne siły dwóch brygad były rozlokowane razem ze sztabem głównym w rejonie Strefy Gazy. Obszar ten został podzielony na kilka sektorów: (a) Sektor Gazy – broniony przez dwa bataliony piechoty, wzmocnione dwoma rezerwowymi batalionami i pięcioma kompaniami ochotników z Arabii Saudyjskiej. W ich odwodzie znajdowały się siły uderzeniowe (batalion piechoty, batalion pancerny i bateria artylerii). Dowództwo nad sektorem objął dowódca 2 Brygady, gen. Mahmoud Fahma. (b) Sektor Rafah – broniony przez batalion piechoty, wzmocniony trzema rezerwowymi batalionami i baterią artylerii. Dowództwo nad sektorem otrzymał Mohamed Hosni. (c) linie komunikacyjne pomiędzy Rafah a Gazą zostały podzielone na dwa podsektory: pierwszy od Gazy do Dajr al-Balah i drugi od Dajr al-Balah do Rafah. Obronę każdego z podsektora zapewniał batalion ochotników. W ich odwodzie znajdowały się siły uderzeniowe (batalion piechoty, batalion pancerny i bateria artylerii). Podsektorem północnym dowodził Ahmed Saif al-Din Ibrahim, a południowym gen. Mohammed Sulejman Hjursa. (2) Linię graniczną od Rafah po Audża al-Hafir obsadziły dwa bataliony piechoty z 1 Brygady, pod dowództwem Fouada Hosni. W obszarze pomiędzy Audża al-Hafir a Bir 'Asluj, na południe od Beer Szewy pozycje zajął batalion piechoty, którego poszczególne kompanie zajęły samodzielne punkty obronne położone wzdłuż całej drogi. W przypadku izraelskiego ataku nie planowano podejmowania żadnych kontrataków lub udzielania pomocy, pozostawiając izolowane punkty oporu same sobie. Znajdująca się z tyłu strategiczna droga łącząca miasto Arisz z Audża al-Hafir była ochraniana przez wzmocniony batalion, stanowiący jednocześnie odwód. Dodatkowo, w rejonie miasta Arisz znajdował się batalion rezerwowy i jednostka artylerii przeciwlotniczej pod dowództwem Abdulhamida Badran. (3) Odrębnym obszarem pozostawał rejon Hebronu i Betlejem, gdzie znajdowały się jednostki ochotników. Poza tym w tzw. „worku al-Faludża” w okrążeniu znajdowała się 4 Brygada licząca 4 tys. żołnierzy. Organizacją obrony dowodził Mahmud Taha. W sumie egipski korpus ekspedycyjny liczył około 20 tys. żołnierzy.

Do przeprowadzenia operacji Horew wyznaczono pięć brygad wspieranych przez siły marynarki, lotnictwa i artylerii. Operacja rozpoczęła się popołudniem 22 grudnia 1948, od lotniczego bombardowania egipskich pozycji w rejonie miast Gaza, Rafah i Chan Junus. Dodatkowo, Gazę i Rafah ostrzelały izraelskie okręty wojenne. Działania te utwierdziły egipskie dowództwo w przekonaniu, że właśnie Strefa Gazy będzie głównym celem następnego izraelskiego natarcia. W nocy z 22 na 23 grudnia batalion piechoty z Brygady Golani przeprowadził dywersyjny atak na Strefę Gazy, który przerodził się w bitwę o Wzgórze 86. Pod naporem silnych egipskich kontrataków, izraelscy piechurzy musieli wycofać się, ponosząc przy tym ciężkie straty. Bitwa zakończyła się taktycznym sukcesem Egipcjan, jednak atak utwierdził egipskie dowództwo w przekonaniu, że główny kierunek izraelskiego natarcia będzie skierowany na Strefę Gazy. Kiedy Egipcjanie przeszukali ciała zabitych, znaleźli przy nich dokumenty i mapy utwierdzające ich w tym przekonaniu. Jeden z egipskich oficerów napisał w swoim raporcie: 
„Izraelski cel zdobycia pozycji był jasny: rozdzielić i zniszczyć siły ekspedycyjne w Strefie Gazy i tym samym powtórzyć tragedię al-Faludża. Zdobycie tej pozycji oznaczałoby ewakuację dużej części frontu, tak jak było w przypadku, gdy Żydzi zaatakowali stanowisko o podobnym znaczeniu w obszarze Bajt Hanun. We wszystkich swoich ostatnich atakach, Żydzi atakowali węzły komunikacyjne aby rozdzielić i rozproszyć egipską armię. To było również celem ataku na Wzgórze 86”.
Pierwsza faza operacji Horew miała się rozpocząć w nocy z 23 na 24 grudnia 1948, jednak silny deszcz spowodował, że boczne pustynne trakty stały się nieprzejezdne. Wymusiło to na dowództwie opóźnienie terminu rozpoczęcia ataku, natomiast Korpus Inżynieryjny pośpiesznie przygotowywał nową drogę na głównym kierunku natarcia. Opóźnienie wyniosło 48 godzin i 25 grudnia przygotowujące się do ataku oddziały osobiście odwiedził Dawid Ben Gurion. Przed południem 25 grudnia, dwa bataliony piechoty Brygady Negew zaatakowały egipskie pozycje obronne na wschodnim skrzydle natarcia. Doszło tam to 36-godzinnej bitwy o Bir Tamila, w wyniku której Izraelczycy oczyścili drogę z Beer Szewy prawie do granicy. Działanie to umożliwiło 26 grudnia rozwinięcie ataku przez 8 Brygadę Pancerną i Brygadę Harel na Audża al-Hafir. W rejonie tym doszło do ciężkiej bitwy o Audżę, podczas której musiano powstrzymywać egipskie kontrataki z rejonu Rafah. Obszar Auja został opanowany 27 grudnia, otwierając tym samym drogę Izraelczykom w głąb półwyspu Synaj. Według relacji świadków, izraelscy żołnierze dojeżdżając do izraelsko-egipskiej granicy krzyczeli z radości, zatrzymywali pojazdy i całowali ziemię. Zdobycie Auja dawało także izraelskiej armii możliwość wyrzucenia wszystkich egipskich wojsk z Palestyny. Drogą z Auja w kierunku na Abu Ageila uciekali liczni egipscy żołnierze. Wielu z nich było tak zdemoralizowanych, że bez walki poddawali się Izraelczykom, aby tylko otrzymać pożywienie i schronienie przed zimnem. Całe wschodnie skrzydło egipskiej armii rozpadło się. Oficer egipskich ochotników Bractwa Muzułmańskiego, Kamal Ismail asz-Szarif powiedział, że „bitwa Auja oznaczała koniec egipskiej kampanii w Palestynie i odtąd jego armia musiała walczyć na egipskiej ziemi”. Dla Izraelczyków zdobycie Auja oznaczało zakończenie pierwszej fazy operacji Horew, jednak dotychczasowe walki okazały się tak wyczerpujące, że część sił musiała zatrzymać się na odpoczynek.
Tymczasem Brygada Aleksandroni przeprowadziła nieudaną operację Chisul (27–28 grudnia), której celem była likwidacja „worka al-Faludża”. Zbyt mała liczba użytych sił, słaba komunikacja i koordynacja ataku, sprawiły, że natarcie utknęło. Przeprowadzony następnie egipski kontratak wyparł Izraelczyków, którzy wycofując się, pozostawili część jednej kompanii w okrążeniu. Większość z tych żołnierzy zginęła walcząc aż do śmierci. Niepowodzenie Izraelczyków stało się silnym wzmocnieniem morale Egipcjan, zachęcając ich do dalszej walki i rezygnacji z myśli o kapitulacji.
W dniu 28 grudnia izraelskie oddziały rozpoczęły natarcie z Auja, wdzierając się głęboko w półwysep Synaj. Działania te nazwano bitwą o Synaj. W jej trakcie, już rankiem 29 grudnia Izraelczycy zdobyli strategiczne skrzyżowanie Abu Ageila. Tego samego dnia zajęto pas startowy Bir Lahfan, położony w odległości około 15 km na południe od Arisz. Doszło tutaj do kolejnego pomyłkowego ostrzelania izraelskich żołnierzy przez własne samoloty, których piloci nie wiedzieli o szybkich postępach własnych wojsk lądowych. W wyniku tej pomyłki zginęło kilkudziesięciu żołnierzy. Była to najtragiczniejsza pomyłka izraelskich sił powietrznych na tej wojnie. Po zabezpieczeniu zajętych pozycji, grupa uderzeniowa kontynuowała natarcie, docierając wieczorem 29 grudnia do lotniska Arisz, położonego w odległości 8 km na południe od miasta Arisz. Izraelski rajd stanowił olbrzymie zagrożenie dla egipskich linii zaopatrzeniowych. Egipskie dowództwo zdawało sobie sprawę, że nie będzie w stanie obronić miasta Arisz przed nacierającymi Izraelczykami i cały korpus ekspedycyjny zostanie odcięty w Strefie Gazy. Z tego powodu, egipscy dyplomaci natychmiast wnieśli skargę do Rady Bezpieczeństwa ONZ, która 29 grudnia 1948 przyjęła rezolucję Rady Bezpieczeństwa nr 66. Wzywała ona do natychmiastowego wstrzymania walk i wycofania wojsk na wcześniej zajmowane pozycje. Jeszcze ostrzejsza była natomiast reakcja Wielkiej Brytanii, która poinformowała Stany Zjednoczone, że jeśli Izraelczycy nie wycofają swoich wojsk z Syanju, wówczas Brytyjczycy będą zmuszeni wywiązać się z angielsko-egipskiego paktu z 1936. Informację tę przekazał izraelskiemu ministrowi spraw zagranicznych Mosze Szaretowi amerykański dyplomata James Macdonald. Dawid Ben Gurion nie chciał ryzykować możliwością brytyjskiej interwencji zbrojnej i nakazał 30 grudnia rozpoczęcie operacji wycofywania wojsk z Synaju. Następnego dnia izraelskie oddziały wycofały się z rejonu Arisz do skrzyżowania Abu Ageila. Tego samego dnia przeprowadzono dużą operację dywersyjną z Auja. Pustynnymi drogami w głąb półwyspu Synaj zagłębił się batalion piechoty z Brygady Harel. Błyskawicznym atakiem zajęto wieś al-Kusajma. Równocześnie przeprowadzono rajd na lotnisko Bir el-Hassana, położone na południowy zachód od al-Kusajma. Ostateczne wycofanie wojsk z Synaju zakończono 2 stycznia 1949. W rezultacie bitwa o Synaj zakończyła się niepowodzeniem Izraelczyków. Ponieważ nie zdobyto miasta Arisz, całość akcji nie miała większego znaczenia dla potencjału militarnego Egiptu. Egipcjanie bardzo szybko zajęli opuszczone lotniska i wznowili działania swoich sił powietrznych w rejonie walk nad Strefą Gazy i pustynią Negew.
Tymczasem Izraelczycy przystąpili do bitwy o Rafah. Natarcie zostało poprzedzone 48-godzinnymi nalotami na egipskie pozycje położone pomiędzy Gazą a Arisz. Były one obliczone na zdezorganizowanie komunikacji oraz wywołanie zamieszania i paniki wśród arabskich mieszkańców i uchodźców. Następnie, w nocy z 3 na 4 stycznia 1949, Brygada Golani rozpoczęła natarcie na południe od Rafah, usiłując przeciąć główną drogę z Gazy do Arisz. Równocześnie Brygada Harel rozpoczęła natarcie z Auja, kierując się na północ w stronę Rafah. Następnego dnia dołączyła ona do ciężkich walk toczonych na południowy zachód od Rafah. Sytuację patową usiłowano przezwyciężyć wprowadzając do walki następnego dnia 8 Brygadę Pancerną. Pomimo to, żadnej ze stron nie udawało się uzyskać rozstrzygnięcia. W międzyczasie naciski międzynarodowe wymusiły na Izraelu wyrażenie zgody na ogłoszenie kolejnego zawieszenia broni, które miało obowiązywać od godziny 14:00 w dniu 7 stycznia. W rezultacie Jigal Allon otrzymał rozkaz nasilenia ataków i szybkiego szukania rozstrzygnięcia. W nocy z 6 na 7 stycznia, batalion piechoty Brygady Harel zaatakował pozycje egipskie w odległości 5 km na zachód od atakowanego strategicznego skrzyżowania. Egipcjanie zostali całkowicie zaskoczeni tym atakiem, co skutkowało przecięciem linii komunikacyjnych. Tymczasem Egipt zadeklarował gotowość rozpoczęcia rozmów pokojowych pod warunkiem wycofania wojsk izraelskich z terytorium egipskiego. Jigal Allon był przeciwny temu porozumieniu, musiał jednak podporządkować się rozkazom głównego dowództwa. W dniach 9–10 stycznia 1949 ostatnie izraelskie oddziały wycofały się z półwyspu Synaj. W ciągu następnych 24-godzin Egipcjanie przywrócili normalną komunikację pomiędzy Strefą Gazy a Arisz.

#### Powietrzny incydent brytyjsko-izraelski

Pogrzeb poległych brytyjskich pilotów na wojskowym cmentarzu w Ramli

W dniu 6 stycznia 1949, brytyjskie siły powietrzne Royal Air Force stacjonujące w obszarze egipskiego Kanału Sueskiego, otrzymały rozkaz rozpoczęcia lotów zwiadowczych nad półwyspem Synaj i południową częścią pustyni Negew, aby wywrzeć nacisk na izraelskie wojska i upewnić się, że wycofają się one z terytorium Egiptu. Brytyjskie dowództwo zbierało w ten sposób informacje wywiadowcze, które oficjalnie były przeznaczone dla potrzeb międzynarodowych obserwatorów UNTSO. Jednak w rzeczywistości, dane te mogły być także użyte przez Brytyjczyków, gdyby zaszła potrzeba zbrojnej interwencji w obronie Transjordanii lub Egiptu. W dniu 7 stycznia, w rejonie Rafah doszło do poważnego incydentu, podczas którego izraelskie myśliwce pomyłkowo zestrzeliły pięć brytyjskich samolotów myśliwskich Supermarine Spitfire w wersji rozpoznawczej. Należały one do 208 Eskadry RAF. Izraelscy piloci tłumaczyli później, że byli przekonani, iż atakują egipskie samoloty, które wcześniej zaatakowały izraelską kolumnę zmechanizowaną. Incydent ten wywołał duże oburzenie brytyjskiego dowództwa. Brytyjskie Ministerstwo Spraw Zagranicznych zażądało wypłacenia odszkodowania za straty w ludziach i w sprzęcie. Równocześnie zaczęto przegrupowywanie brytyjskich oddziałów ze strefy Kanału Sueskiego do jordańskiego miasta portowego Akaba. Brytyjskie sztaby otrzymały rozkaz przygotowania planu operacji Jafet, której celem miało być przeciwdziałanie izraelskim zamiarom opanowania całej pustyni Negew. Plan zakładał wspólne działania brytyjskich sił z jednostkami egipskimi, jordańskimi i irackimi. Planowano zajęcie rejonu Wadi Arawa na granicy Transjordanii z Palestyną, na długości od Zatoki Akaba do Morza Martwego. Realizację tego planu powstrzymał amerykański prezydent Harry Truman, który nie wyraził na nią zgody. W rezultacie, powstrzymano dalsze przegrupowania brytyjskich jednostek, a samoloty Royal Air Force otrzymały zakaz przekraczania granicy Izraela, aby unikać kolejnych incydentów.

### Rozejm izraelsko-egipski (24 lutego 1949)

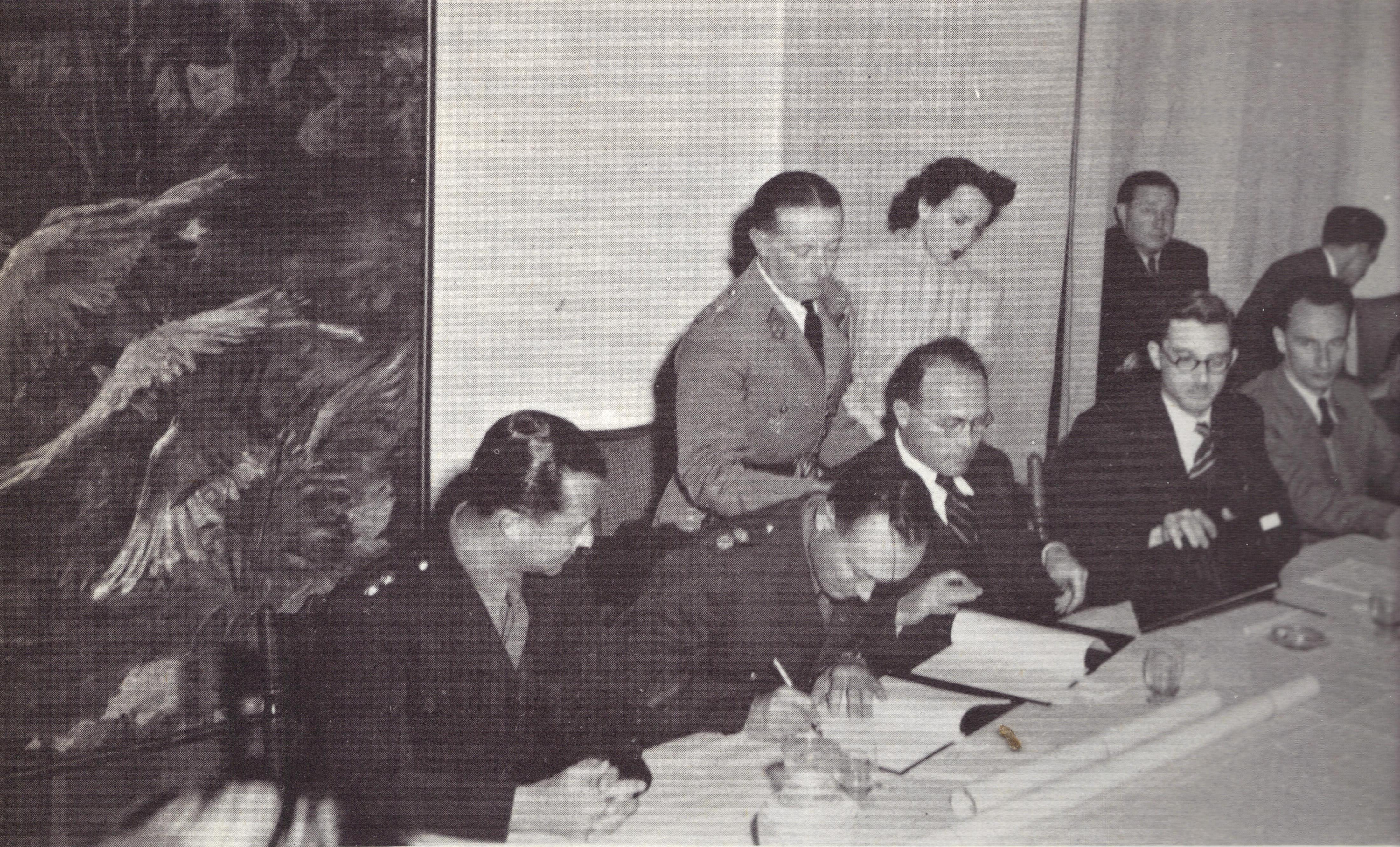
Podpisanie porozumienia o izraelsko-egipskim rozejmie, 24 lutego 1949

Egipcjanie wycofują się z obszaru „worka al-Faludża”, 27 lutego 1949

W dniu 12 stycznia 1949 rozpoczęły się tajne rozmowy izraelsko-egipskie na greckiej wyspie Rodos. We wszystkich rozmowach uczestniczył mediator Narodów Zjednoczonych w Palestynie, Ralph Bunche. Szefem izraelskiej delegacji był dyrektor generalny w Ministerstwie Spraw Zagranicznych, dr Walter Etan. Towarzyszyli mu Reuwen Sziloah, Elijjahu Sason i radca prawny. W skład personelu wojskowego delegacji weszli: gen. Jigael Jadin oraz dwaj oficerowie wywiadu – majorowie Arje Simon i Jehoszafat Harkabi. W rozmowach wzięlu udział także gen. Dawid Sze’alti’el i gen. Icchak Rabin. Szefem egipskiej delegacji był płk Mohammed Seif al-Din, któremu towarzyszyło dwóch pułkowników i dwóch wysokich oficerów wywiadu, radca prawny i dwóch konsultantów politycznych. Egipcjanie od samego początku rozmów postawili bardzo ciężkie warunki, żądając na podstawie rezolucji RB nr 61 wycofania izraelskich wojsk na pozycje sprzed 14 października 1948. Konsekwencją tych żądań byłoby wycofanie Izraelczyków na linię al-Majdal – Hebron i oddanie Egipcjanom Beer Szewy z całą pustynią Negew. Izrael zajął stanowisko, że wojska egipskie powinny wycofać się poza linię dawnej granicy międzynarodowej pomiędzy Egiptem a Mandatem Palestyny. Aby zachęcić drugą stronę do ustępstw, Izrael zgodził się na uwolnienie okrążonej w rejonie al-Faludża egipskiej 4 Brygady. Po ciężkich negocjacjach podpisano 24 lutego 1949 uzgodniony tekst rozejmu izraelsko-egipskiego. Oba państwa zgodziły się unikać siły militarnej przy rozwiązywaniu kwestii Palestyny, zobowiązując się przy tym do nie podejmowania żadnych działań wojskowych i przestrzegać warunków zawieszenia broni. Był to niezbędny pierwszy krok w kierunku zakończenia wojny i przywrócenia pokoju w Palestynie. Następnego dnia po podpisaniu porozumienia, rozpoczęła się ewakuacja egipskich wojsk z rejonu al-Faludża. Wyznaczono linię demarkacyjną rozejmu, zaznaczając jednak, że nie jest to granica państwowa lub terytorialna. Jej podstawowym celem było wyznaczenie linii, z którą nie mogły być przemieszczane siły zbrojne żadnej ze stron. Linia demarkacyjna została sporządzona w oparciu o granicę międzynarodową między Egiptem a Mandatem Palestyny z 1922. Szczegółowo określono wielkość sił egipskich i izraelskich oraz pozycje ich dyslokacji w rejonie Strefy Gazy. Ze względu na brak podobnego porozumienia izraelsko-jordańskiego, w obszarze Betlejem i Hebronu uczyniono wyjątek od reguły, względem stacjonowania wojsk izraelskich. Rejon Audża al-Hafir ogłoszono strefą zdemilitaryzowaną, zabraniając obecności wojsk obu stron w pobliżu tego miejsca. Określono zasady wymiany jeńców wojennych. Do wykonania postanowień porozumienia powołano Mieszaną Komisję Rozejmu (IEMAC; ang. Israel/Egypt Mixed Armistice Commission) składającą się z siedmiu członków: po trzech wyznaczały Egipt i Izrael, natomiast ostatni był wysokim oficerem UNTSO. Wśród licznych zadań powierzonych Komisji było rozwiązywanie kwestii spornych. Siedzibą Komisji została Auja w strefie zdemilitaryzowanej.
Podpisanie tego rozejmu, pod pewnym względem, było porażką izraelskiej strategii politycznej. Wynikało to z faktu, że Egipt nie zgodził się na całkowite wycofanie swoich wojsk (utrzymał Strefę Gazy), nie uznał faktu istnienia państwa żydowskiego i nie podpisał trwałego porozumienia pokojowego, tylko zawieszenie broni. W rezultacie, wojna izraelsko-egipska została tylko przerwana na czas obowiązywania rozejmu. Wywiązując się z zawartego porozumienia, Izraelczycy wypuścili z okrążenia 4 Brygadę, która w dniach 26–27 lutego przemaszerowała do Gazy. Podobnie uczyniły egipskie oddziały z Zachodniego Brzegu, które również otrzymały zgodę na przemarsz przez izraelskie terytorium do Gazy. Podczas całej tej akcji, izraelskie oddziały pozostawały w gotowości na wypadek wznowienia walk na południu.

#### Operacja Uwda (5–10 marca 1949)

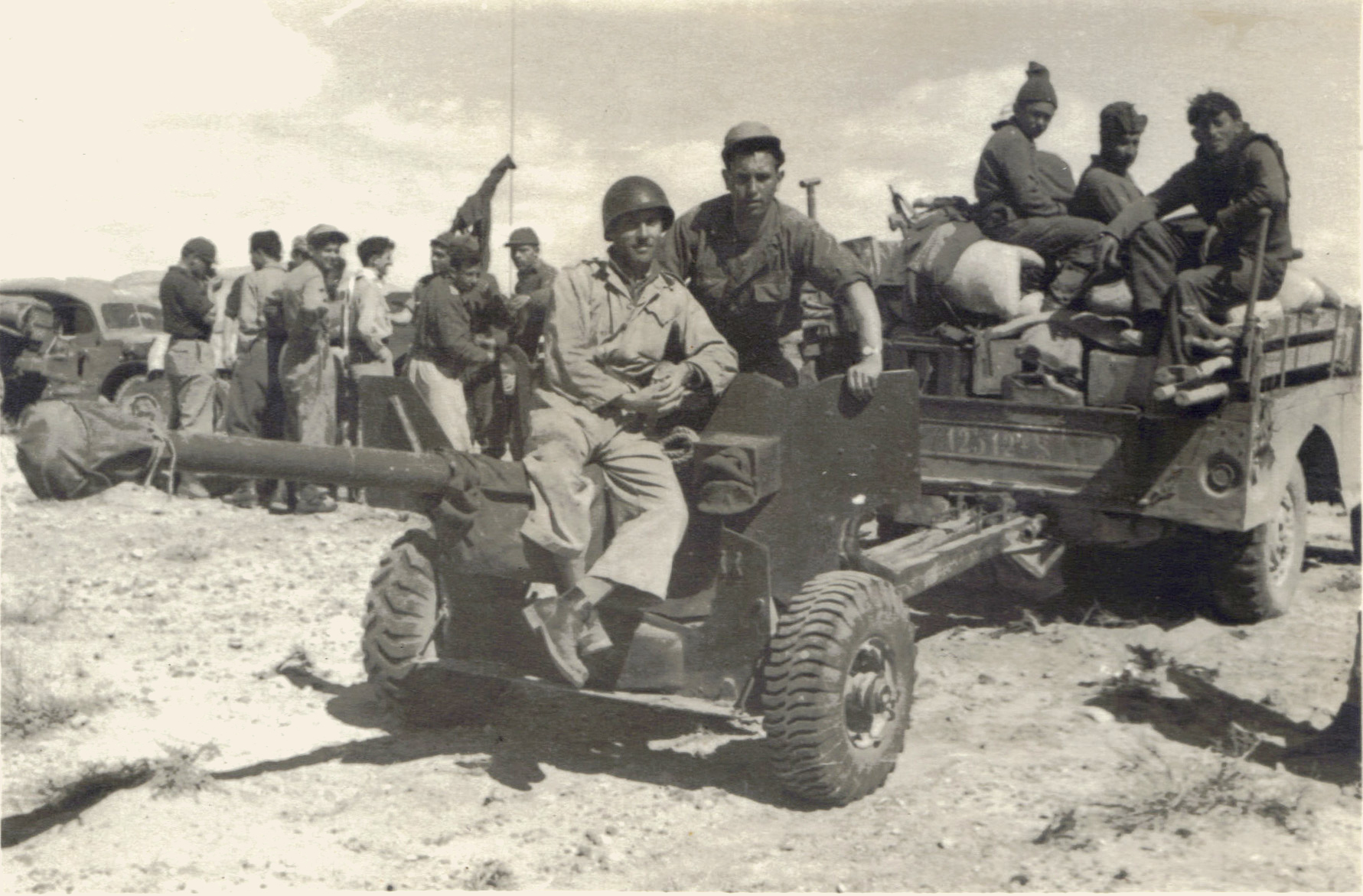
Izraelscy żołnierze podczas operacji Uwda, 9 marca 1949

W nowej sytuacji polityczno-militarnej, szef Południowego Dowództwa, gen. Jigal Allon, zaproponował Sztabowi Generalnemu umocnienie izraelskiego panowania nad całością obszaru pustyni Negew. Po otrzymaniu zgody, rozpoczęto przygotowywanie planu operacji Uwda (pol. operacja Fakt). Jej nazwa nawiązywała do chęci ustanowienia przez Izrael sytuacji de facto na Negewie. Wieczorem 5 marca 1949 siły trzech izraelskich brygad rozpoczęły działania ofensywne w południowo-wschodniej części Negew. Brygada Aleksandronii dotarła do południowych krańców Morza Martwego i w nocy z 8 na 9 marca przeprowadziła desant morski w rejonie En Gedi. Założono tutaj najdalej wysunięty na północ posterunek wojskowy. Równocześnie oddział lądowy zajął Masadę. Brygada Negew wyruszyła z Beer Szewy i poprzez obszar krateru Ramona podążała w kierunku Zatoki Akaba. Brygada Golani zabezpieczała wschodnie skrzydło Brygady Negew i nacierała wzdłuż Doliny Arawa na południe w kierunku na Zatokę Akaba. Między oboma brygadami istniała prawdziwa rywalizacja, która z nich jako pierwsza dotrze do Morza Czerwonego. Rankiem 10 marca, izraelski zwiad lotniczy poinformował, że jordańscy żołnierze opuścili swoje pozycje na klifie nad Zatoką Akaba i wycofali się w stronę pobliskiego miasta Akaba. Informację tę wykorzystał oddział Brygady Negew, który o godzinie 15:00 zajął opuszczony posterunek policji w Umm Rashrash. O godzinie 16:00 żołnierz Awraham Adan zawiesił flagę Izraela w posterunku Umm Rashrash. Ponieważ była to ostatnia operacja wojskowa wojny, moment ten uznaje się za koniec wojny.

### Rozejm izraelsko-libański (23 marca 1949)
W dniu 1 marca 1949 rozpoczęły się tajne rozmowy izraelsko-libańskie na przejściu granicznym Rosz ha-Nikra. Przebiegały one w najlepszych nastrojach ze wszystkich rozmów z innymi państwami arabskimi. Szefem izraelskiej delegacji był generał Mordechaj Maklef. Towarzyszyli mu urzędnicy z Ministerstwa Spraw Zagranicznych: Szabbetaj Rosen i Joszua Palmon. Szefem libańskiej delegacji był Szef Sztabu Generalnego Libańskiej Armii, generał Taufik Salim, któremu towarzyszyło dwóch wysokich oficerów i przedstawiciel Ministerstwa Spraw Zagranicznych. W dniu 23 marca 1949 nastąpiło podpisanie rozejmu izraelsko-libańskiego. Zawarte porozumienie uznawało, że linia demarkacyjna będzie przebiegała wzdłuż linii granicy międzynarodowej między Libanem a dawnym Mandatem Palestyny. W ciągu dziesięciu dni od podpisania porozumienia, wszystkie wojska obu stron, wycofały się poza linię demarkacyjną. Wymiana jeńców wojennych nastąpiła w Rosz ha-Nikra. Do wykonania postanowień porozumienia powołano Mieszaną Komisję Rozejmu (ILMAC; ang. Israel/Lebanon Mixed Armistice Commission) składającą się z siedmiu członków: po trzech wyznaczały Liban i Izrael, natomiast ostatni był wysokim oficerem UNTSO. Wśród licznych zadań powierzonych Komisji było rozwiązywanie kwestii spornych. Siedzibą Komisji zostały Metulla i An-Nakura. Podpisanie tego rozejmu było sukcesem izraelskiej strategii polityczno-wojskowej. Udało się na froncie północnym powiększyć obszar państwa żydowskiego, co znalazło swoje odzwierciedlenie w zawartym rozejmie z Libanem. Porażką był fakt, że Liban nie uznał faktu istnienia państwa żydowskiego i nie podpisał trwałego porozumienia pokojowego, tylko zawieszenie broni. W rezultacie, wojna izraelsko-libańska została tylko przerwana na czas obowiązywania rozejmu.

### Rozejm izraelsko-jordański (3 kwietnia 1949)
W dniu 4 marca 1949 rozpoczęły się tajne rozmowy izraelsko-jordańskie na greckiej wyspie Rodos. Szefem izraelskiej delegacji był Reuwen Sziloah. Towarzyszyli mu generał Mosze Dajan i Dan Lehner oraz konsultant Ministerstwa Spraw Zagranicznych. Szefem jordańskiej delegacji był pułkownik Ahmad Sidqi al-Jundi, któremu towarzyszyło trzech wysokich oficerów i radca prawny. We wszystkich rozmowach uczestniczył mediator Narodów Zjednoczonych w Palestynie, Ralph Bunche. W trakcie rozmów, podjęto starania o rozpoczęcie osobnych negocjacji z Irakiem, spotkały się one jednak ze zdecydowaną odmową. W marcu Irakijczycy zapowiedzieli wycofanie swojego korpusu ekspedycyjnego z Palestyny. Jego pozycje miały obsadzić siły jordańskiego Legionu Arabskiego, powstało jednak w tej sprawie zamieszanie i izraelskie dowództwo planowało wykorzystać to na swoją korzyść. Przygotowano plan operacji Szin-Taw-Szin, podczas której trzy izraelskie brygady miały zająć opuszczone przez Irakijczyków pozycje w Wadi Ara. Operacja miała rozpocząć się 12 marca 1949, została jednak odwołana, ponieważ Jordańczycy zgodzili się pójść na znaczne ustępstwa w rozmowach prowadzonych na wyspie Rodos. 23 marca zawarto tajne porozumienie w sprawie Wadi Ara, które włączono później do umowy o rozejmie. W dniu 3 kwietnia 1949 nastąpiło podpisanie rozejmu izraelsko-jordańskiego. Wyznaczono przebieg linii demarkacyjnych, określając czasy wycofania wojsk z poszczególnych stref. Do nadzoru rozejmu w rejonie Jerozolimy powołano Komitet Specjalny, do którego zadań należało zapewnienie przywrócenia normalnej komunikacji z miastem, wznowieniem normalnych dostaw wody i energii elektrycznej, wznowienie normalnego funkcjonowania instytucji kulturalnych i humanitarnych na Górze Skopus oraz swobodnego dostępu do miejsc świętych oraz korzystania z cmentarza na Górze Oliwnej. Pozostałymi sprawami rozejmu zajmowała się Mieszana Komisja Rozejmu (HKJIMAC; ang. Hashemite Kingdom of Jordan/Israel Mixed Armistice Commission). Podpisanie tego rozejmu było połowicznym sukcesem izraelskiej strategii polityczno-wojskowej. Udało się uzyskać zapewnienia przywrócenia zaopatrzenia dla Jerozolimy. Szczególnie istotnymi były gwarancje o swobodnym dostępie do miejsc świętych oraz instytucji kulturalnych i humanitarnych w mieście. W rzeczywistości okazało się jednak, że Jordania nie respektowała tych ustaleń. Porażką był fakt, że Jordania nie uznała faktu istnienia państwa żydowskiego i nie podpisała trwałego porozumienia pokojowego, tylko zawieszenie broni. W rezultacie, wojna izraelsko-jordańska została tylko przerwana na czas obowiązywania rozejmu.

### Rozejm izraelsko-syryjski (20 lipca 1949)
Rozmowy izraelsko-syryjskie były prowadzone w zniszczonej arabskiej wiosce Jarda, położonej w enklawie Miszmar ha-Jarden. Rozmowy te były najdłuższe i najtrudniejsze ze wszystkich negocjacji o zawieszeniu broni. W znacznym stopniu wynikało to z faktu, że nowy syryjski prezydent Husni az-Zaim chciał pokazać przed Syryjczykami swoje nieprzejednane stanowisko względem państwa żydowskiego oraz fakt, że wojska syryjskie mogą zdobyć i utrzymać terytorium w Palestynie. Szefem izraelskiej delegacji był generał Mordechaj Maklef. Syryjczyków reprezentowało trzech wysokich oficerów i radca prawny. W dniu 20 lipca 1949 roku nastąpiło podpisanie rozejmu izraelsko-syryjskiego. Ustalono przebieg Linii Demarkacyjnej Rozejmu oraz Strefy Zdemilitaryzowanej, która obejmowała cały obszar położony pomiędzy linią zawieszenia broni a granicą międzynarodową między Syrią a Mandatem Palestyny. Z obszaru Strefy Zdemilitaryzowanej wycofano wszystkie siły zbrojne. Do Strefy Zdemilitaryzowanej włączono En Gew. Zorganizowano wymianę jeńców wojennych. Warunki przestrzegania rozejmu nadzorowała Mieszana Komisja Rozejmu (ISMAC; ang. Israel/Syria Mixed Armistice Commission). Podpisanie tego rozejmu było porażką izraelskiej strategii polityczno-wojskowej. Liban nie uznał faktu istnienia państwa żydowskiego i nie podpisał trwałego porozumienia pokojowego, tylko zawieszenie broni. W rezultacie, wojna izraelsko-libańska została tylko przerwana na czas obowiązywania rozejmu.
Irak i Arabia Saudyjska nie wyraziły zgody na podpisanie jakiegokolwiek porozumienia o zawieszeniu broni z Izraelem.

## Bilans wojny
Obszar państwa żydowskiego przyznany w 1947
     Obszar państwa arabskiego, który w 1949 pozostał pod kontrolą Egiptu i Transjordanii
     Obszar państwa arabskiego, który w 1949 pozostał pod kontrolą Izraela
     Corpus separatum Jerozolimy

Wyniki I wojny izraelsko-arabskiej
Obszar państwa żydowskiego przyznany w 1947
Obszar państwa arabskiego, który w 1949 pozostał pod kontrolą Egiptu i Transjordanii
Obszar państwa arabskiego, który w 1949 pozostał pod kontrolą Izraela
Corpus separatum Jerozolimy

Zawarte porozumienia o zawieszeniu broni miały mieć charakter przejściowy, do czasu ich zastąpienia przez stałe traktaty pokojowe. Jednakże nie doszło do ich podpisania, a faktyczne wznowienie rozmów nastąpiło dopiero wiele lat później, otwierając drogę do zawarcia pokoju izraelsko-egipskiego w 1979 i izraelsko-jordańskiego w 1994.

### Konsekwencje polityczne
Państwa arabskie były wstrząśnięte poniesioną porażką w Palestynie, dlatego wojnę nazwano katastrofą (arab. النكبة, an-Nakba). W społeczeństwach nastąpiła gwałtowna radykalizacja nastrojów w kierunku arabskiego nacjonalizmu. Większość ówczesnych arabskich przywódców została w kolejnych latach obalona albo zabita. Egipski premier Mahmud Fahmi an-Nukraszi został 28 grudnia 1948 zamordowany przez członków Bractwa Muzułmańskiego. Syryjski prezydent Szukri al-Kuwatli został 29 marca 1949 obalony w wyniku zamachu stanu. Był to pierwszy wojskowy przewrót przeprowadzony w Syrii. Miał on długotrwałe skutki, takie jak osłabienie kraju i rządu, oraz rozpoczął serię coraz bardziej brutalnych wojskowych buntów. Tylko w 1949 doszło tam do dwóch kolejnych zamachów stanu. Jordański król Abd Allah został 20 lipca 1951 zastrzelony przez Palestyńczyka w Jerozolimie. 23 lipca 1952 w Egipcie wybuchła rewolucja, która obaliła rządy króla Faruka. Jego syna Fuada II zdetronizowano dwa lata później, ustanawiając republikę. Żadne z państw członkowskich Ligi Arabskiej nie uznało istnienia państwa żydowskiego w Palestynie, dodatkowo ogłaszając bojkot gospodarczy Izraela. Wiele państw w obawie przed reperkusjami w stosunkach z krajami arabskimi nawet nie podejmowało próby zbliżenia z Izraelem.
W Izraelu militarne zwycięstwo odniesione w wojnie o niepodległość (hebr. מלחמת העצמאות, Milchemet ha-Acma’ut) umocniło pozycję lewicowej partii politycznej Mapai. Odnosiła ona kolejne zwycięstwa wyborcze przez następnych 30 lat, aż do roku 1977, kiedy władzę przejęła partia Likud. Zwycięstwo w wojnie wzmocniło dodatkowo prestiż premiera Dawida Ben Guriona.

### Konsekwencje militarne
Najważniejszą konsekwencją wojny dla całego Bliskiego Wschodu, był koniec obecności militarnej Brytyjczyków w Palestynie. Zaangażowanie się Wielkiej Brytanii w budowę arabskiego sojuszu bezpieczeństwa było jednym z powodów udzielenia przez ZSRR poparcia dla Izraela. Brytyjczycy nie zdołali sprostać wszystkim problemom regionalnym i w niewystarczającym stopniu zaangażowali się w budowę arabskich armii, w rezultacie czego w ciągu kolejnych lat musieli opuścić Egipt, Irak i Jordanię. Doprowadziło to do kryzysu sueskiego w 1956.
Izraelska armia wyszła z wojny jako najsilniejsza armia w regionie. W ten sposób Izrael stopniowo zaczął zajmować pozycję regionalnego mocarstwa militarnego. Zawieszenie broni ustabilizowało sytuację na frontach, których linie stały się tymczasowymi granicami państwowymi. Były one jednak nieustannie naruszane przez napady grup arabskich fedainów, którzy urządzali zasadzki w rejonie przygranicznych żydowskich osiedli. W odwecie izraelska armia przeprowadzała operacje w głębi Strefy Gazy i Zachodniego Brzegu Jordanu. W ten sposób zawieszenie broni było łamane przez wszystkie strony konfliktu.

### Konsekwencje terytorialne
Zawarte porozumienia z Rodos o zawieszeniu broni pomiędzy Izraelem a Libanem, Syrią, Jordanią i Egiptem, zakończyły I wojnę izraelsko-arabską i wyznaczyły przebieg nowej wojskowej granicy Izraela. Obejmowała ona około 78% terytorium Palestyny. Upadła w ten sposób idea podziału Palestyny na dwa państwa: żydowskie i arabskie. Poza kontrolą izraelską znalazły się jedynie Zachodni Brzeg ze Wschodnią Jerozolimą (pod kontrolą Jordanii) i Strefa Gazy (pod kontrolą Egiptu). Państwo żydowskie objęło więc 21% więcej terytorium Palestyny, niż to zakładała Rezolucja Zgromadzenia Ogólnego ONZ nr 181. Państwo arabskie w ogóle nie powstało, ponieważ ani Egipt, ani Jordania nie były zainteresowane tworzeniem państwa palestyńskiego na zajętych przez siebie terenach.
W zrozumieniu państw arabskich, porozumienia z Rodos nie uznawały faktu istnienia państwa żydowskiego w Palestynie i nie tworzyły jego stałych granic. Zapisy zawarte we wszystkich umowach o rozejmie, mówiły, że „Linii Demarkacyjnej Rozejmu nie należy w jakimkolwiek sensie interpretować jako granicy politycznej lub terytorialnej”. Arabowie uważali, że Linie Demarkacyjne Rozejmu ograniczą Żydom możliwości rozwoju swojego państwa i uniemożliwią im swobodny dostęp do zasobów wodnych. Ponadto zawarte porozumienia pozostawiały poza zawieszeniem broni kilka państw członkowskich Ligi Państw Arabskich, w wyniku czego bardzo szybko pojawiły się odmowy swobodnej żeglugi izraelskich statków przez wody terytorialne tych państw (Arabia Saudyjska, Sudan i Jemen). W rezultacie nie kończyło to wojny, lecz zaostrzało konflikt izraelsko-arabski, tworząc grunt pod kolejne wojny izraelsko-arabskie.
Izraelski minister spraw zagranicznych Mosze Szaret powiedział w Knesecie, że linie zawieszenia broni są „tymczasowymi granicami” Izraela. Podkreślił on, że opierają się one na granicach naturalnych. Jedynym wyjątkiem stanowiła tutaj granica z Jordanią. Izrael zaakceptował większość tych granic i nie zgłaszał roszczeń terytorialnych poza nimi, z wyjątkiem niewielkich zmian na południu. Stanowisko to zostało oficjalnie przedstawione na Konferencji w Lozannie.

### Konsekwencje demograficzne
Była to najkrwawsza wojna izraelsko-arabska. W jej wyniku w Izraelu zginęło 6373 ludzi (4 tys. żołnierzy i 2,4 tys. cywilów), co stanowiło 1% populacji nowo powstałego państwa. Dodatkowo około 15 tys. ludzi zostało rannych. Straty krajów arabskich szacuje się na 10–15 tys. zabitych oraz 25–30 tys. rannych.

Wojna wywołała masową ucieczkę ludności arabskiej z terytorium Palestyny. Łączną liczbę palestyńskich uchodźców szacuje się na około 750 tys. osób, z których 460 tys. znalazło się ostatecznie w Jordanii, 100 tys. w Libanie, 80 tys. w Syrii, a reszta znalazła się w rejonie Gazy. Problem uchodźców palestyńskich do chwili obecnej budzi wiele emocji na całym świecie. Z punktu widzenia Arabów, pełna odpowiedzialność za kwestię uchodźców spoczywa na Izraelu. Jednak ciekawym jest spojrzenie na ten problem z punktu widzenia byłego premiera Syrii Chalid al-Azma:
„(...) wezwanie rządów państw arabskich do opuszczenia Palestyny i przeniesienia się do sąsiednich krajów arabskich, skierowane do jej mieszkańców po masakrze we wsi Dir Jasin w 1947 roku, pomogło Żydom, ich sytuacja w Palestynie znacznie się poprawiła bez większego wysiłku. Pomyślmy, co by było, gdyby mieszkańcy Palestyny, których liczba przekroczyła milion, zostali w swoim kraju. Jaką stanowiliby piątą kolumnę, jak rząd izraelski byłby w ciągłym strachu. Od 1948 roku domagamy się, by powrócili do swych domów. Lecz to właśnie my wzywaliśmy ich do opuszczenia kraju, a od naszego żądania od ONZ, aby zadecydowała o ich powrocie, minęło kilka miesięcy. Czy to jest mądra i uzasadniona polityka? Czy jest tu sens? Sami zdecydowaliśmy o ich losie, o losie milionów uchodźców arabskich, wzywając ich do opuszczenia swych domów, ziem, miejsc pracy i fabryk. Zamieniliśmy ludzi, cieszących się ze swej pracy w wysiedleńców pozbawionych pracy w ogóle. Potem przyzwyczailiśmy ich do żebractwa i zadowolenia z tego, co daje im UNRWA (United Nations Relief and Works Agency for Palestine Refuges in the Near East) (...)”
W 1948 roku 68% uchodźców arabskich opuszczając Palestynę nie widziało ani jednego izraelskiego żołnierza. Jednak problem palestyńskich uchodźców był na tyle poważny, że zajęło się nim Zgromadzenie Ogólne ONZ, przyjmując 19 listopada 1948 rezolucję Zgromadzenia Ogólnego ONZ nr 212. Podjęła ona próbę zorganizowania pomocy humanitarnej dla tysięcy uchodźców gromadzących się w obozach palestyńskich uchodźców. Dalszą konsekwencją było przyjęcie 8 grudnia 1949 rezolucji Zgromadzenia Ogólnego ONZ nr 302, która powołała do życia agencję UNRWA (ang. United Nations Relief and Works Agency for Palestine Refugees in the Near East; pol. Agencja Narodów Zjednoczonych dla Pomocy Uchodźcom Palestyńskim na Bliskim Wschodzie). Zakładano przy tym, że problem uchodźców palestyńskich zostanie rozwiązany do 1952. Pomimo upływu lat problem ten nadal pozostaje nierozwiązany, a obecność palestyńskich uchodźców destabilizuje sytuację polityczną, gospodarczą i militarną na Bliskim Wschodzie. Ponadto państwa arabskie wielokrotnie wykorzystywały ich niezadowolenie do wywierania nieustannego nacisku na Izrael (palestyńska organizacja terrorystyczna Czarny Wrzesień powstała w reakcji na śmierć kilku tysięcy Palestyńczyków z ręki armii jordańskiej podczas wojny domowej na przełomie 1970 i 1971). Jest to jedna z przyczyn podsycających konflikt izraelsko-arabski i utrudniająca postęp wysiłków pokojowych na Bliskim Wschodzie.
Mniej znana jest kwestia żydowskich uchodźców podczas tej wojny. Ocenia się, że około 10 tys. Żydów zostało zmuszonych podczas wojny do opuszczenia swoich domów w Palestynie. Podczas wojny i w ciągu trzech kolejnych lat, w Izraelu osiedliło się ponad 700 tys. Żydów – 270 tys. pochodziło z Europy Wschodniej, 136 tys. z Europy Zachodniej, natomiast około 300 tys. z różnych państw arabskich. Wielu z tych ostatnich było imigrantami przymusowo wysiedlonymi przez rządy muzułmańskie, podczas gdy inni uciekli w obawie przed pogromami lub antysemickimi prześladowaniami. Początkowo mieszkali oni w obozach namiotowych utrzymywanych przez Agencję Żydowską. W 1950 zostały one przekształcone w obozy przejściowe, a następnie stopniowo przekształcane w osiedla. Ostatni taki obóz został zamknięty w 1963. Mimo licznych rezolucji ONZ odnoszących się do palestyńskich uchodźców i powołania agencji UNRWA, społeczność międzynarodowa nie podjęła żadnych działań na rzecz żydowskich uchodźców z państw arabskich.